# Culture du Bénin
 (janvier 2017).

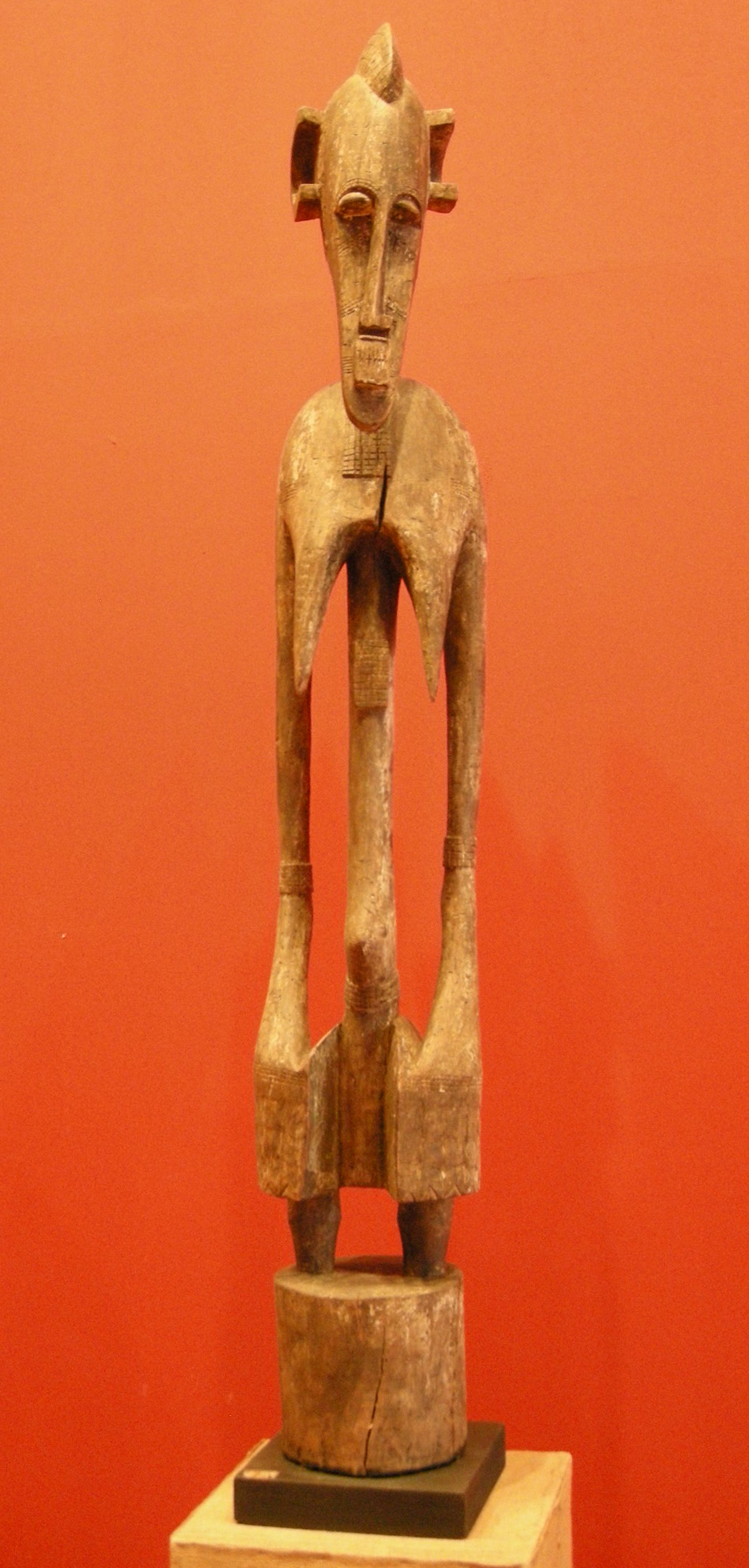
Figure tutélaire de l'ancien Dahomey.

La culture du Bénin, pays d'Afrique de l'Ouest, rassemble les pratiques culturelles des 12 864 634 Béninois et Béninoises (en 2020).

## Langue(s)
Plus de quarante langues sont parlées au Bénin dont le français.
- Langues au Bénin, Langues du Bénin
- langue officielle : français, compris ou utilisé par de 35 % de la population, et 57 % dans la capitale
- principales langues nationales : fon (24 %), yorouba, bariba, goun, adja, ayizo.
- plus de 40 langues locales (et bien plus de dialectes)
  - aja-gbe, anii, anufo, ayizo-gbe, bariba, boko, byali, Kotafon
  - dendi, ditammari, fon-gbe, foodo, gen, gulmancema, gungbe, haoussa
  - lama, Langues ede, lokpa, mbèlimè, miyobé, moré, naténi, peul, tem, tofin-gbe
  - waama, waci, xwela, yom, yoruba
- autres langues occidentales appréciées : anglais, espagnol

## Populations
La population du Bénin, fin 2016, est d'environ 11 millions de Béninois.
Elle se compose de divers groupes ethniques.
Les principaux groupes ethniques au Bénin (au moins 40) sont,
- au nord :

- Bariba ou Baatombu (9 %)
- Batammariba (5 %)
- Dendi (2,5 %)
- Djerma
- Groussi
- Haoussa
- Mossi
- Paragourma
- Peuls ou Fulbe (7 %)
- Somba

- au sud et au centre :

- Goun
- Mahi
- Fon (39 %) Aja ou Adja (15 %)
- Ewé
- Gen
- Ayizo
- Mina
- Yoruba (12 %)
- Kotafon
- Missinhoun

La diaspora béninoise est importante : Catégorie:Béninois émigrés (en), Catégorie:Béninois expatriés (en).
L'expatriation également : Catégorie:Expatriés au Bénin (en), ainsi que les réfugiés des conflits des pays voisins.

## Traditions

### Religion(s)

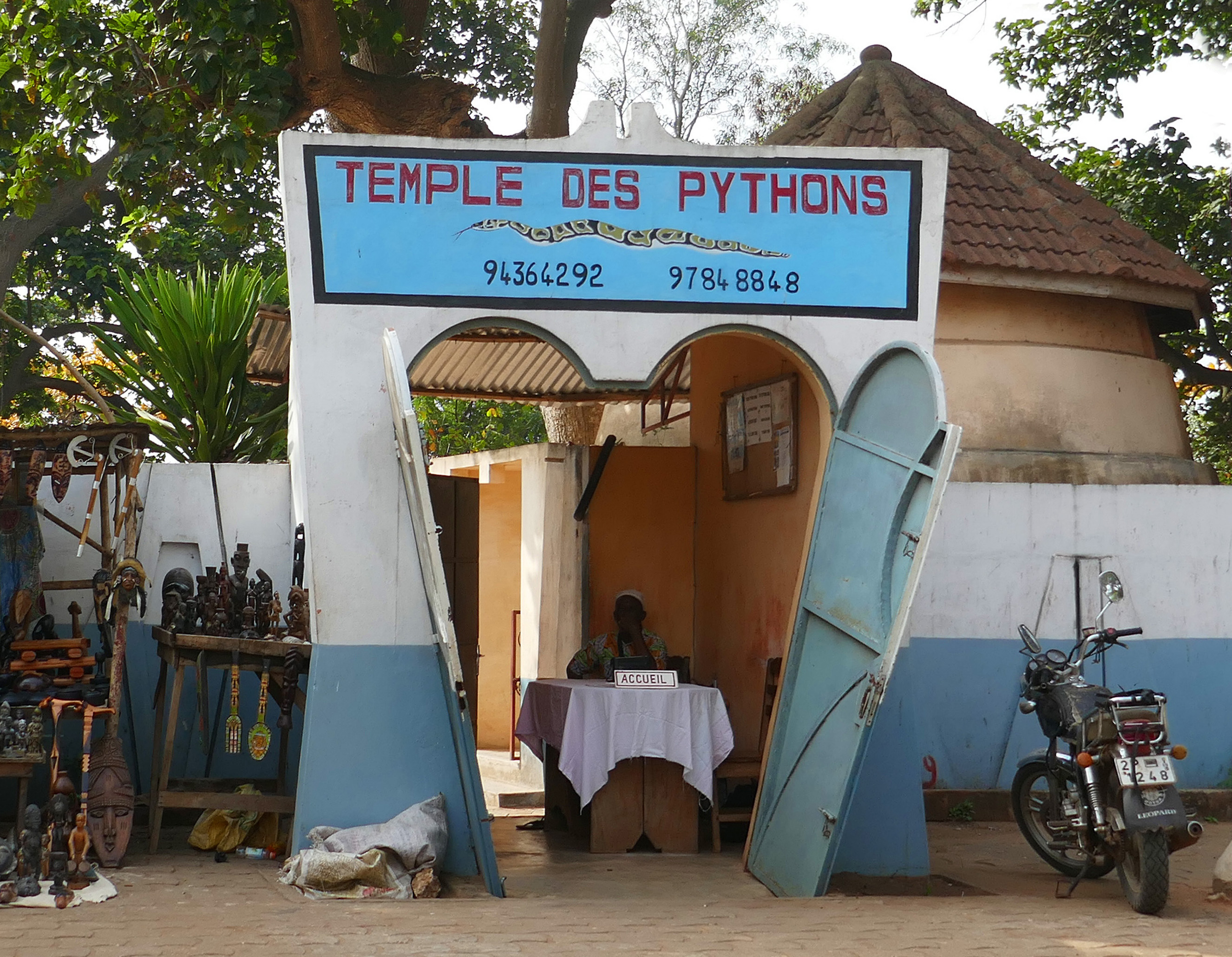
Temple des pythons, Ouidah.

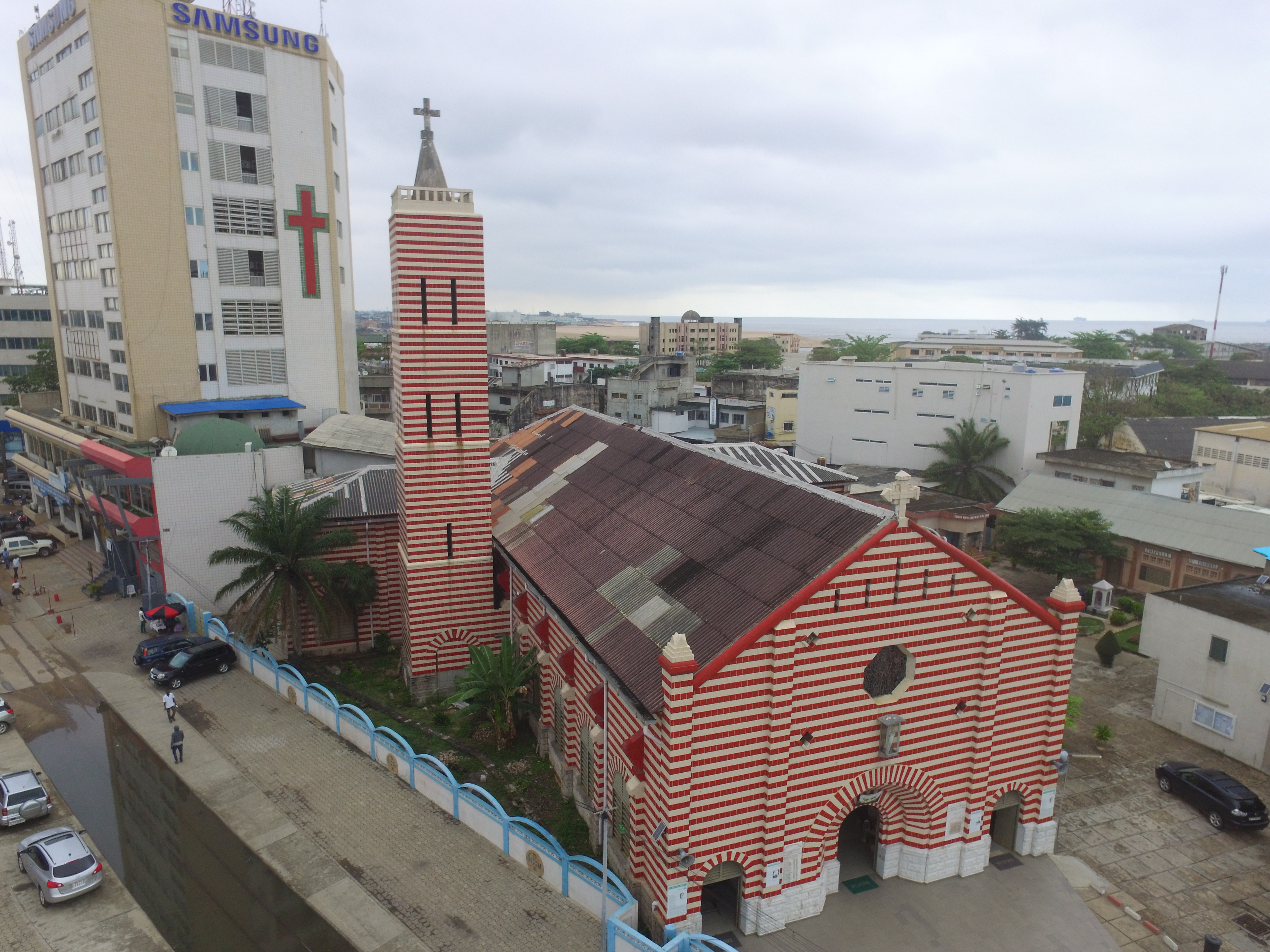
Cathédrale Notre-Dame-de-Miséricorde de Cotonou.

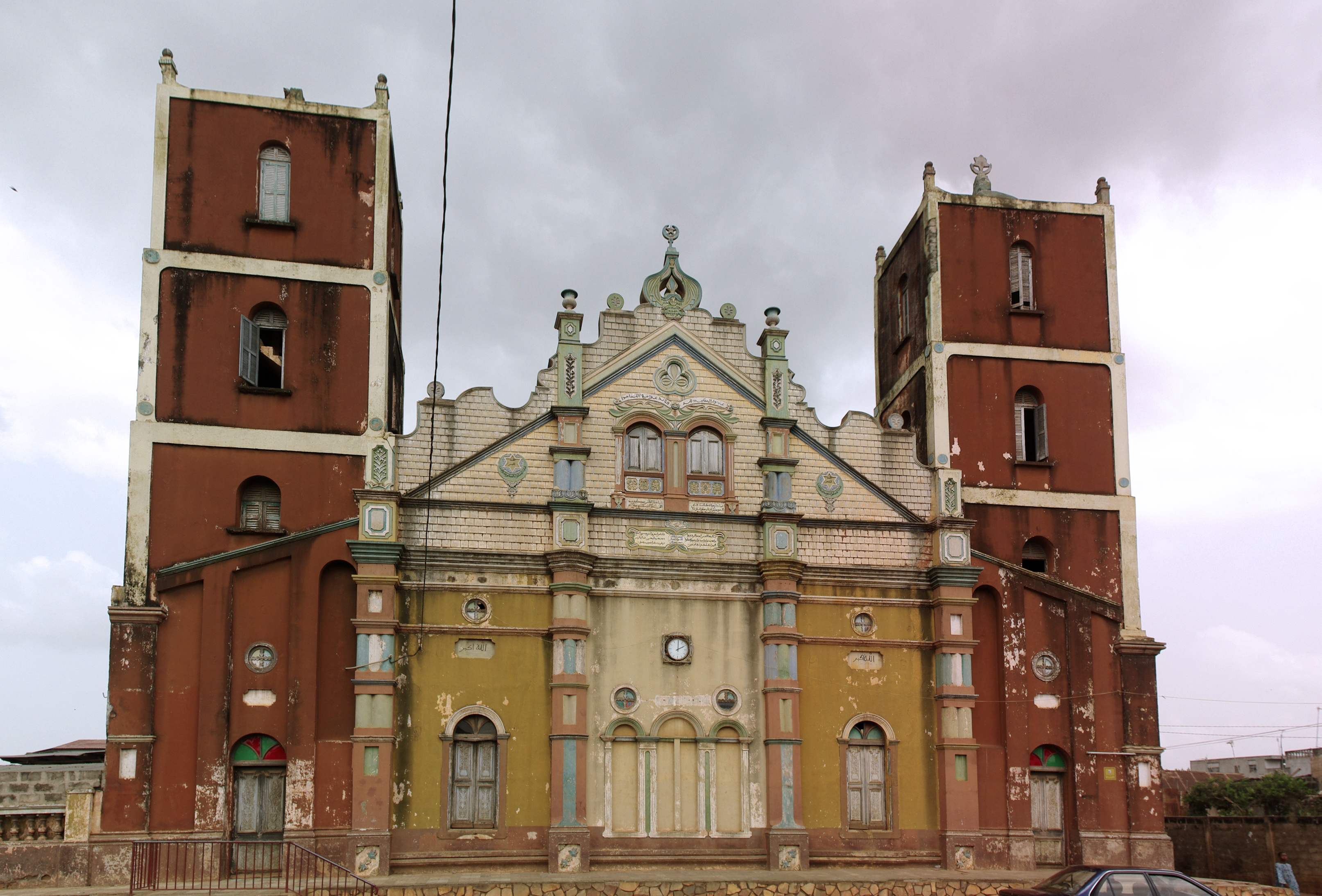
Grande mosquée de Porto-Novo.

- Religions traditionnelles africaines, Animisme, Fétichisme, Esprit tutélaire, Mythologies africaines
- Religion en Afrique, Anthropologie de la religion, Syncrétisme
- Christianisme en Afrique, Islam en Afrique, Islam radical en Afrique noire
- Religion au Bénin, Religions au Bénin
  - Christianisme (42,8 %)
    - Catholicisme au Bénin (27,1 %), Articles sur le catholicisme au Bénin Liste des diocèses catholiques du Bénin, Liste des cathédrales du Bénin
    - Protestantisme (10,4 %), dont Méthodisme (3,2 %), Baptisme, Luthéranisme, Anglicanisme, Presbytérianisme,
      - Église protestante méthodiste au Bénin (en) (1843) (90 000 fidèles), Thomas Birch Freeman (1809-1890)

    - Pentecôtisme, Adventisme, Église adventiste du septième jour, Mennonisme, Église néo-apostolique, Quakers (Société religieuse des Amis), Témoins de Jéhovah...
    - Église de Jésus-Christ des saints des derniers jours au Bénin (en),
    - Rosicrucianisme
    - Assemblées de Dieu
    - Église du christianisme céleste (5 %) (Samuel B. J. Oshoffa, (1909-1985), mouvement yoruba Aladura)

  - Islam au Bénin (24,4 %), Hamallayya (en) (Hammalisme), Ahmadisme
  - Religions traditionnelles africaines
    - Vaudou, Fête nationale du vaudou (10 janvier)
    - Animisme (17,3 %) ou davantage, dont Poro (rituel), Tongnaab, Sandobele (en), Féticheurs, Syncrétisme,
    - Religion dahoméenne (peuple Fon), Nana Buluku...
    - Religion So, Xevioso...
    - Religion yoruba, Orisha, Liste de divinités yoruba (en), Ogun, Mawu, Olodumare, Mami Wata, Aziza, Lisa, Sakpata
    - Religion des Ga (de)
    - Mouvement rastafari, Bobo Shanti (1958-), Vaudou (17 %), Fête du Vodoun
    - Servitude rituelle (en), Trokosi...

  - Autres spiritualités
    - quelques foyers de bouddhisme, bahaïsme, sikhisme, jaïnisme, hindouisme
    - Eckankar
    - Église de l'Unification (Sun Myung Moon)

  - Autres positionnements : 
    - Irréligion (6,5 %)
    - Liberté de culte au Bénin

### Symboles
- Armoiries du Bénin
- Drapeau du Bénin
- L'Aube nouvelle, hymne national depuis 1960
- Devise nationale : Fraternité - Justice - Travail
- Distinctions : Ordre de l'Étoile noire jusqu'en 1963, et, depuis 1960, Ordre national du Bénin

### Folklore et Mythologie
- Anansi
- Kokou, Zangbéto
- Sankofa, Akuaba, Adze...

### Croyances
- Divination, le Fâ ou Ifa, géomancie divinatoire[2],[3],[4],[5]

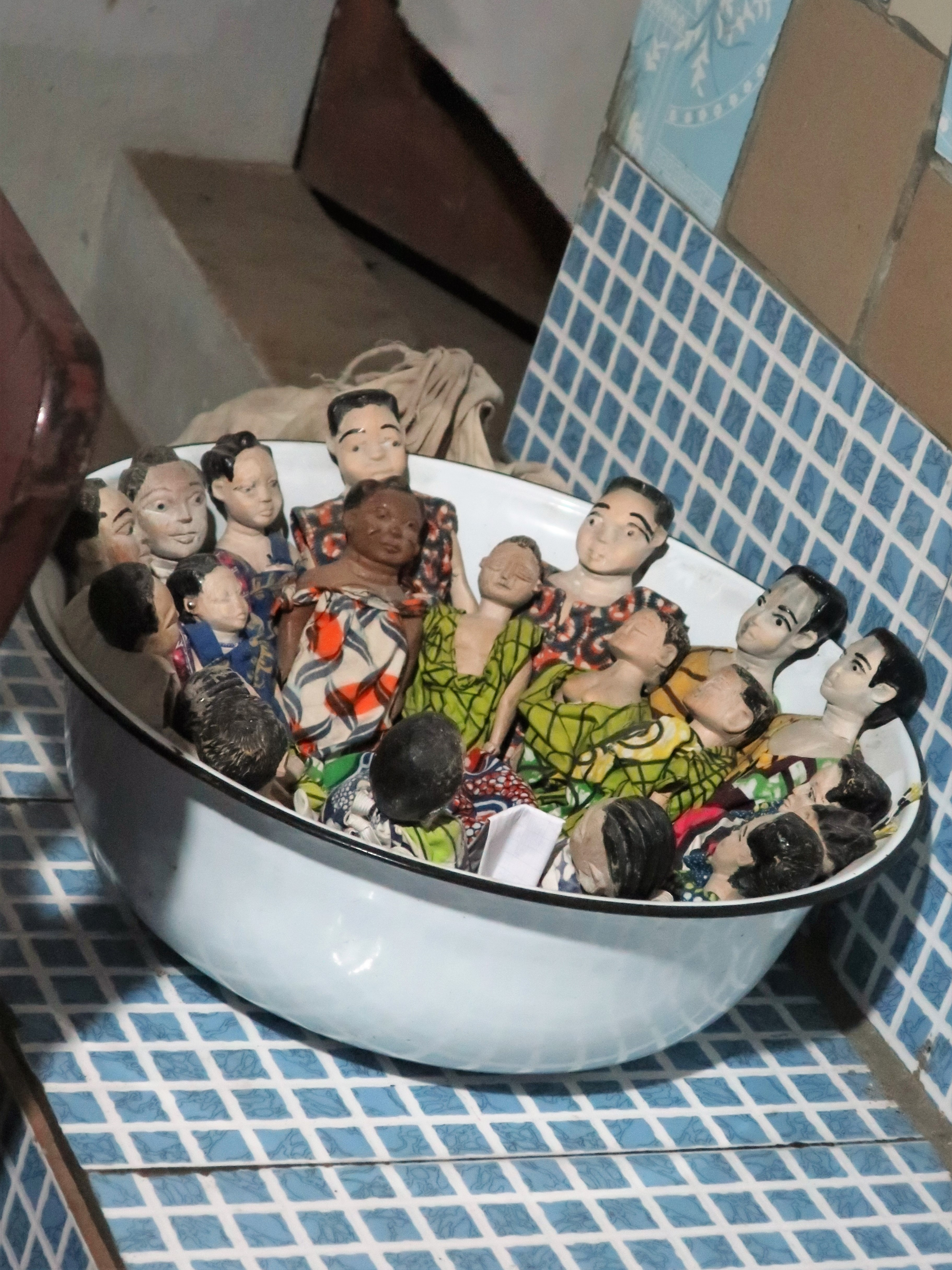
Rituels du vodoun
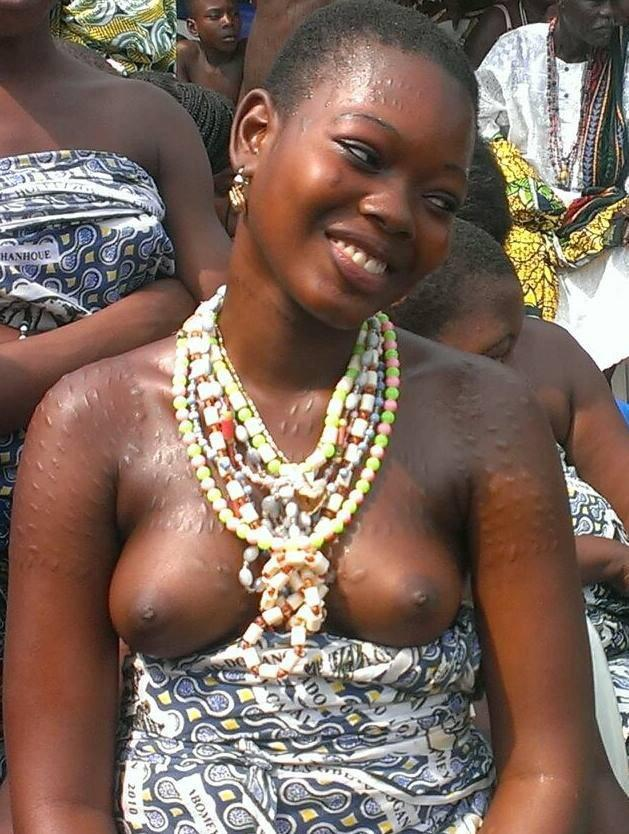
Scarification du corps, une pratique religieuse
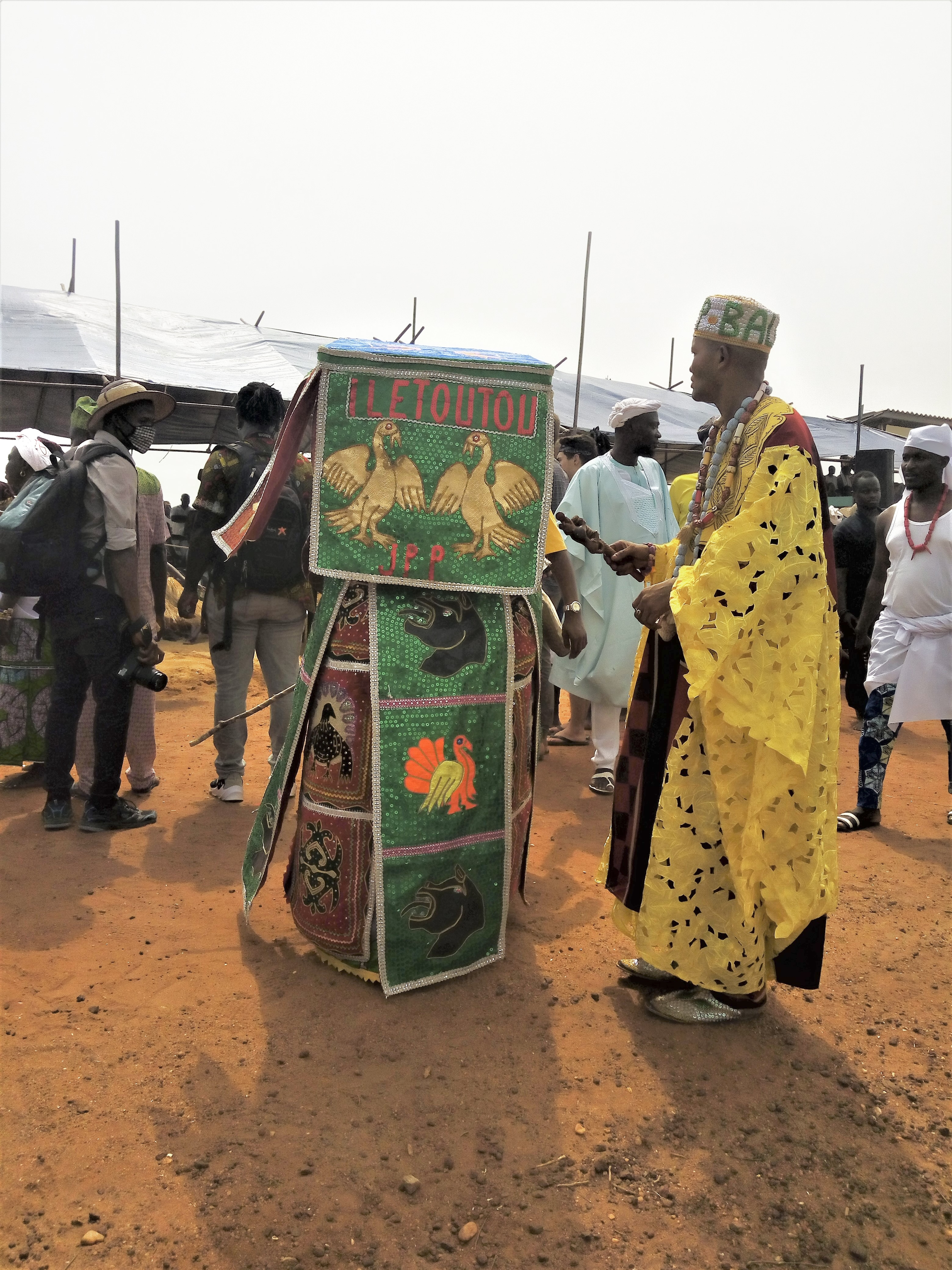
Egun communiquant avec son prêtre lors de le fête du 10 janvier 2020 a Grand Popo au Bénin
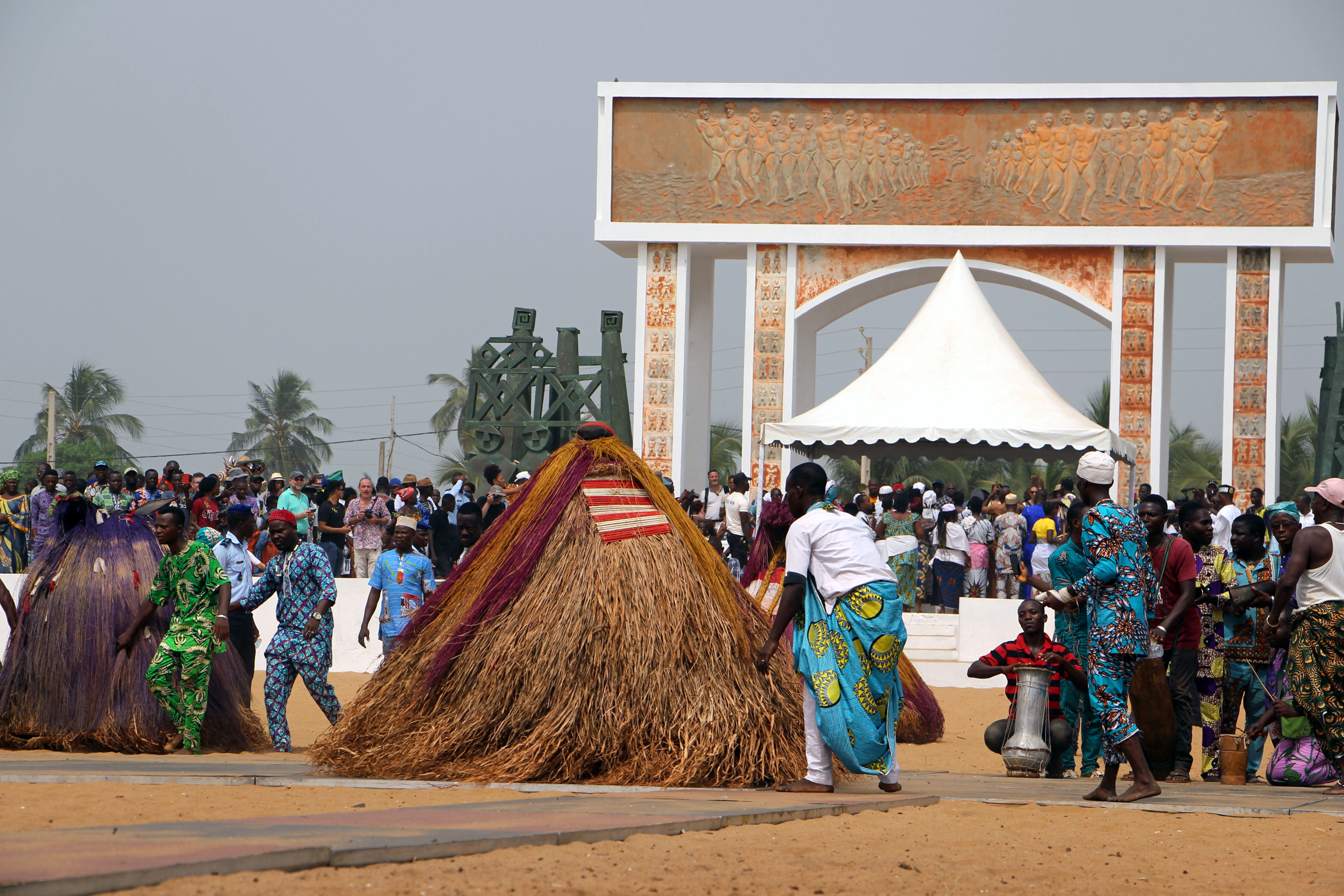
Zangbéto
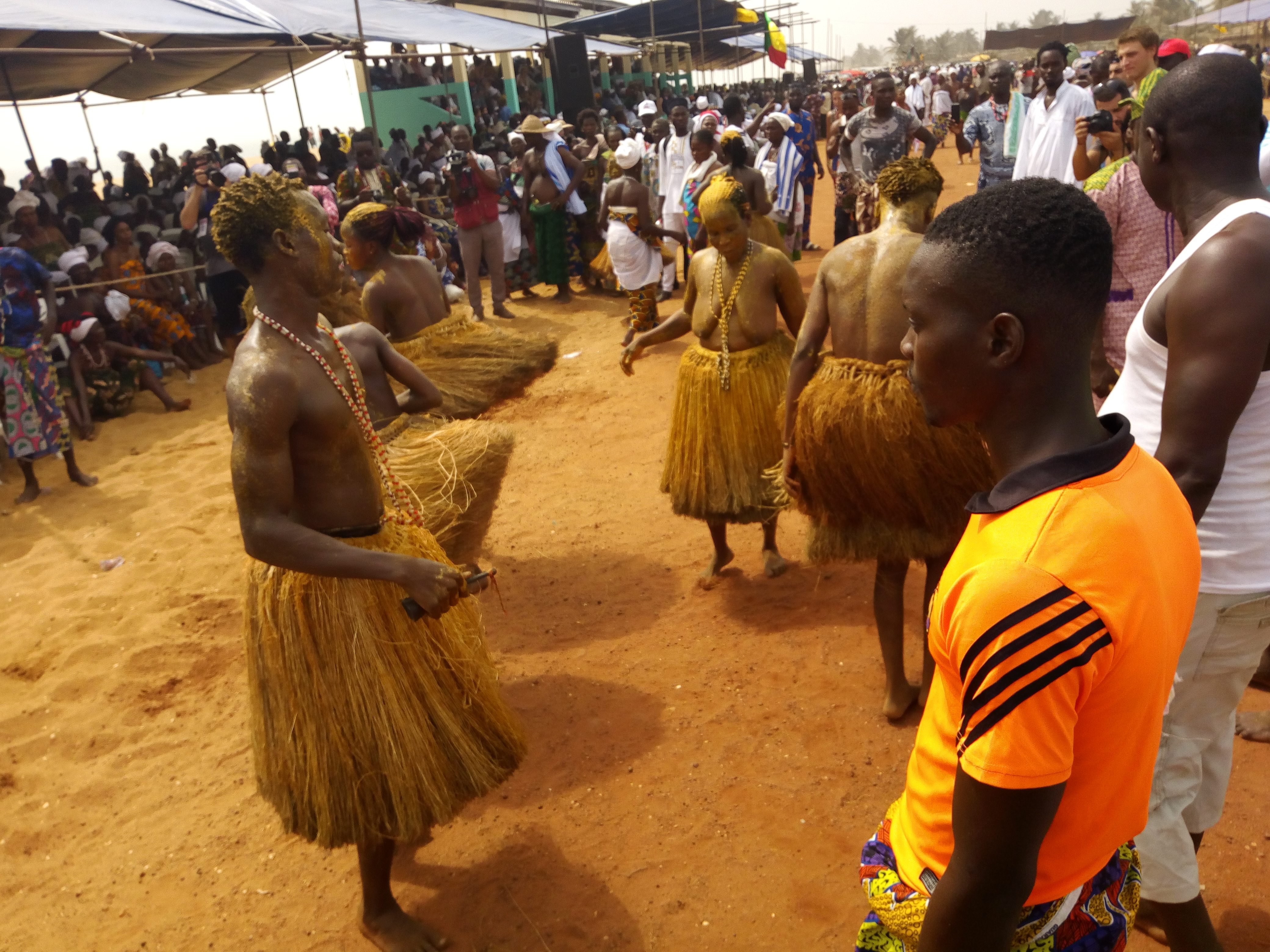
Danse du vodoun cocoussi sur la plage Grand-Popo au Bénin lors de la fête du 10 janvier 2020

### Pratiques

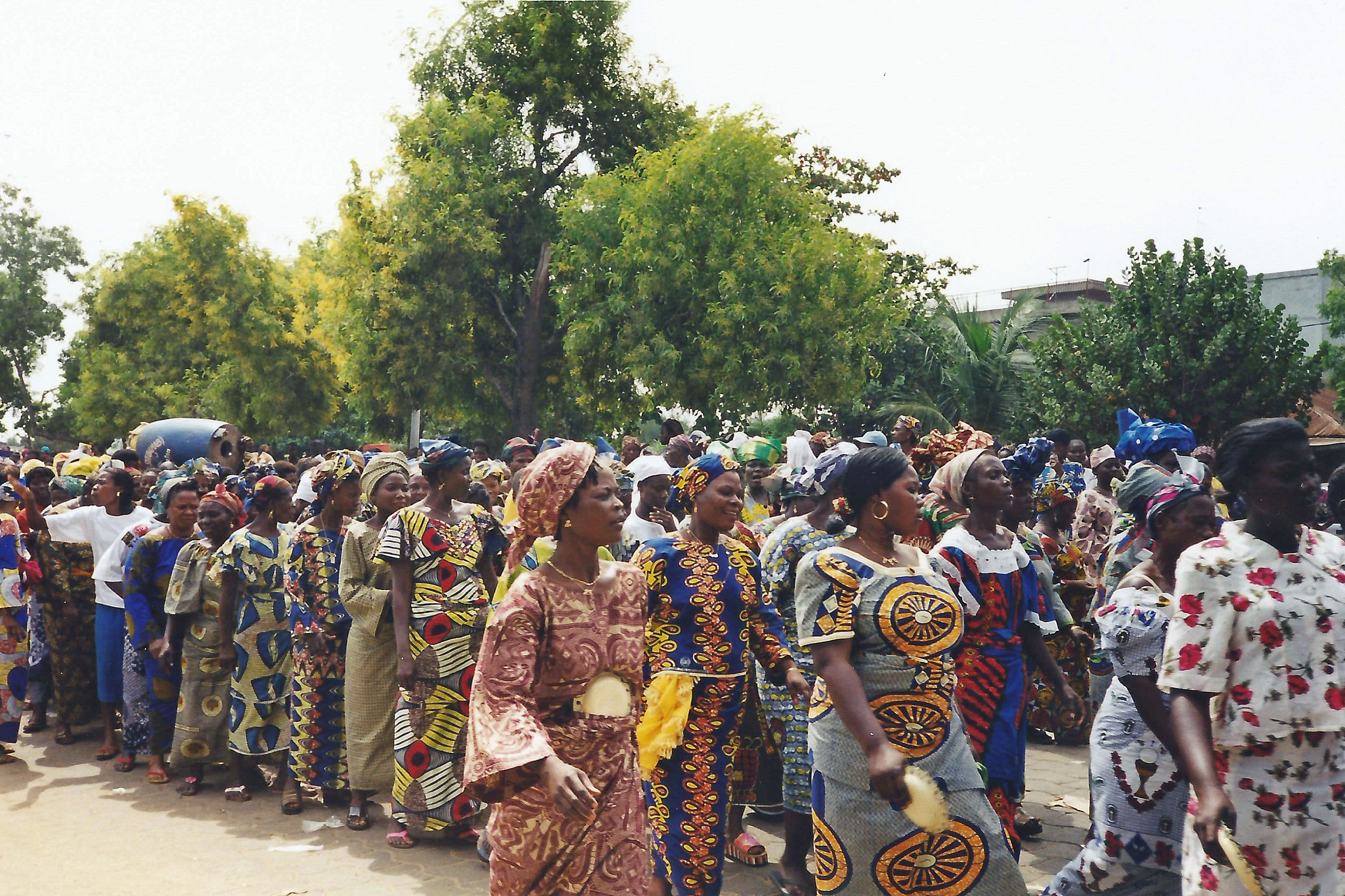
Défilé de femmes lors de la fête nationale à Cotonou le 1er août 1999

Les pratiques sociales, rituels et événements festifs relèvent (pour partie) du patrimoine culturel immatériel de l'humanité.
- Connaissance du patrimoine immatériel du Bénin[6]

### Fêtes
| Date                                                             | Nom                | Célébration | Indication                                                                                    |
| ---------------------------------------------------------------- | ------------------ | ----------- | --------------------------------------------------------------------------------------------- |
| 1er janvier                                                      | Jour de l'an       | Civile      | Premier jour de l'année du calendrier grégorien                                               |
| 10 janvier                                                       | Fête de Vodoun     | Endogène    | Fête des religions endogène                                                                   |
| Date variable 21 avril en 2025 6 avril en 2026                   | Lundi de Pâques    | Chrétienne  | Résurrection de Jésus ; le lendemain du 1er dimanche qui suit la 1re pleine lune du printemps |
| 1er mai                                                          | Fête du Travail    | Civile      | Journée internationale des travailleurs                                                       |
| Date variable 29 mai en 2025 14 mai en 2026                      | Ascension          | Chrétienne  | Montée de Jésus au Ciel ; 40 jours après Pâques                                               |
| Date variable 9 juin en 2025 25 mai en 2026                      | Lundi de Pentecôte | Chrétienne  | Descente de l'Esprit Saint sur les Apôtres ; 50 jours après Pâques                            |
| 1er août                                                         | Fête Nationale     | Civile      | Journée de l'Indépendance                                                                     |
| 15 août                                                          | Assomption         | Chrétienne  | Montée de la Mère de Jésus au Ciel                                                            |
| 1er novembre                                                     | Toussaint          | Chrétienne  | Célébration de tous les saints                                                                |
| 25 décembre                                                      | Noël               | Chrétienne  | Naissance de Jésus                                                                            |
| Date variable estimée* 26 février en 2010                        | Maouloud           | Musulmane   | Anniversaire de Mahomet ; le 12 du mois de Rabia al Awal                                      |
| Date variable estimée* 21 septembre en 2009 10 septembre en 2010 | Ramadan            | Musulmane   | Fête de la rupture du jeûne ; le 1er du mois de Shawwal                                       |
| Date variable estimée * 27 novembre en 2009 16 novembre en 2010  | Tabaski            | Musulmane   | Sacrifice d'Ismaël ; le 10 du mois de Dhou al Hijja                                           |

(*) Date variable estimée : les célébrations islamiques sont déterminées en fonction de l'état de la lune et fixées peu avant.
- Fête de la Gani
- Nonvitcha
- Fête de Chicote au Bénin
- Kotafon (fête)

## Vie sociale
- Diaspora béninois
- Immigrants au Bénin
- Émigrés au Bénin

### Groupes humains
- Démographie du Bénin

### Famille
- Condition des femmes au Bénin
- Mutilations génitales féminines
- Polygamie au Bénin
- Droits LGBT en Afrique
- Prostitution au Bénin
- Travail des enfants en Afrique (en) (dont le Bénin)

Mariages traditionnels
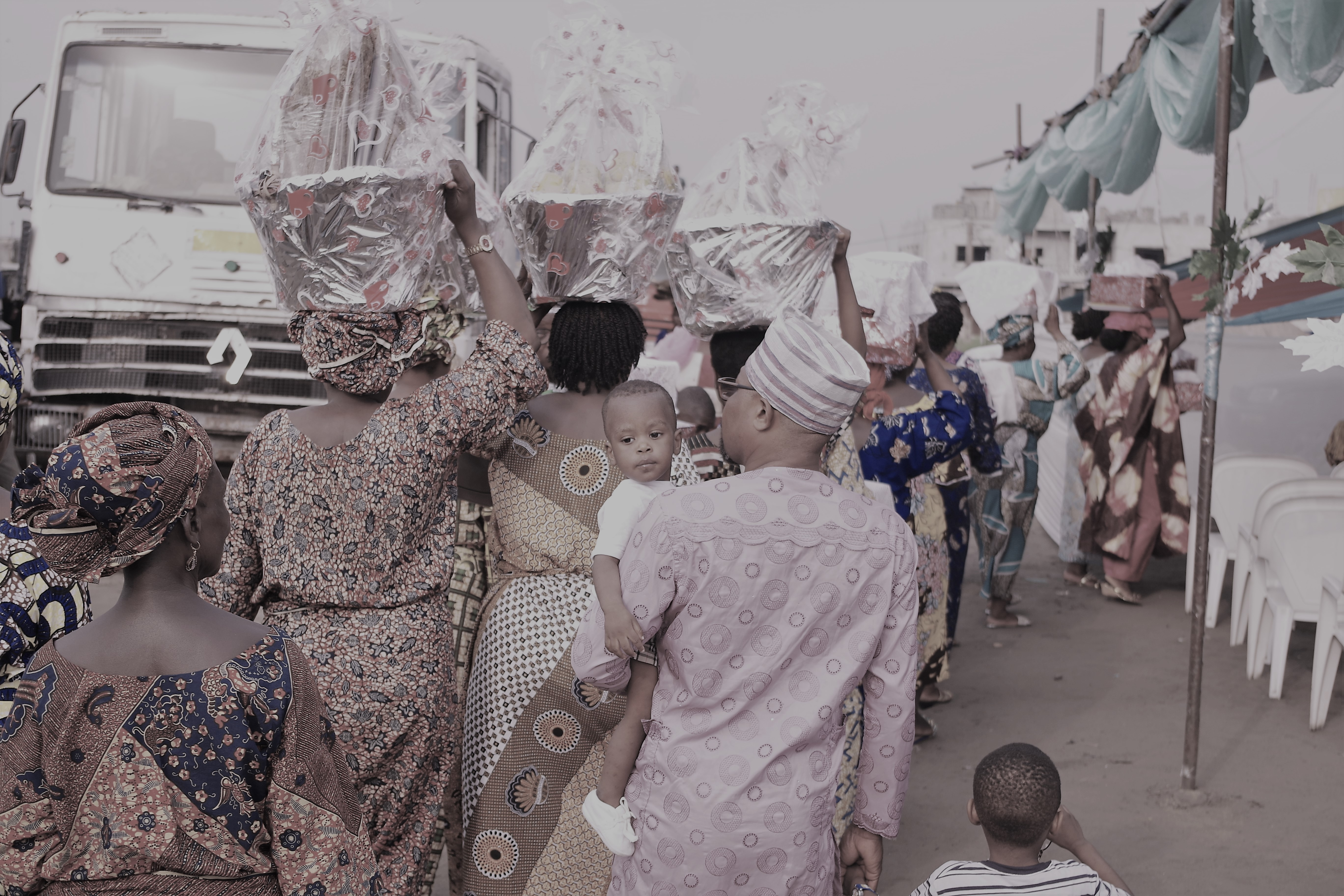
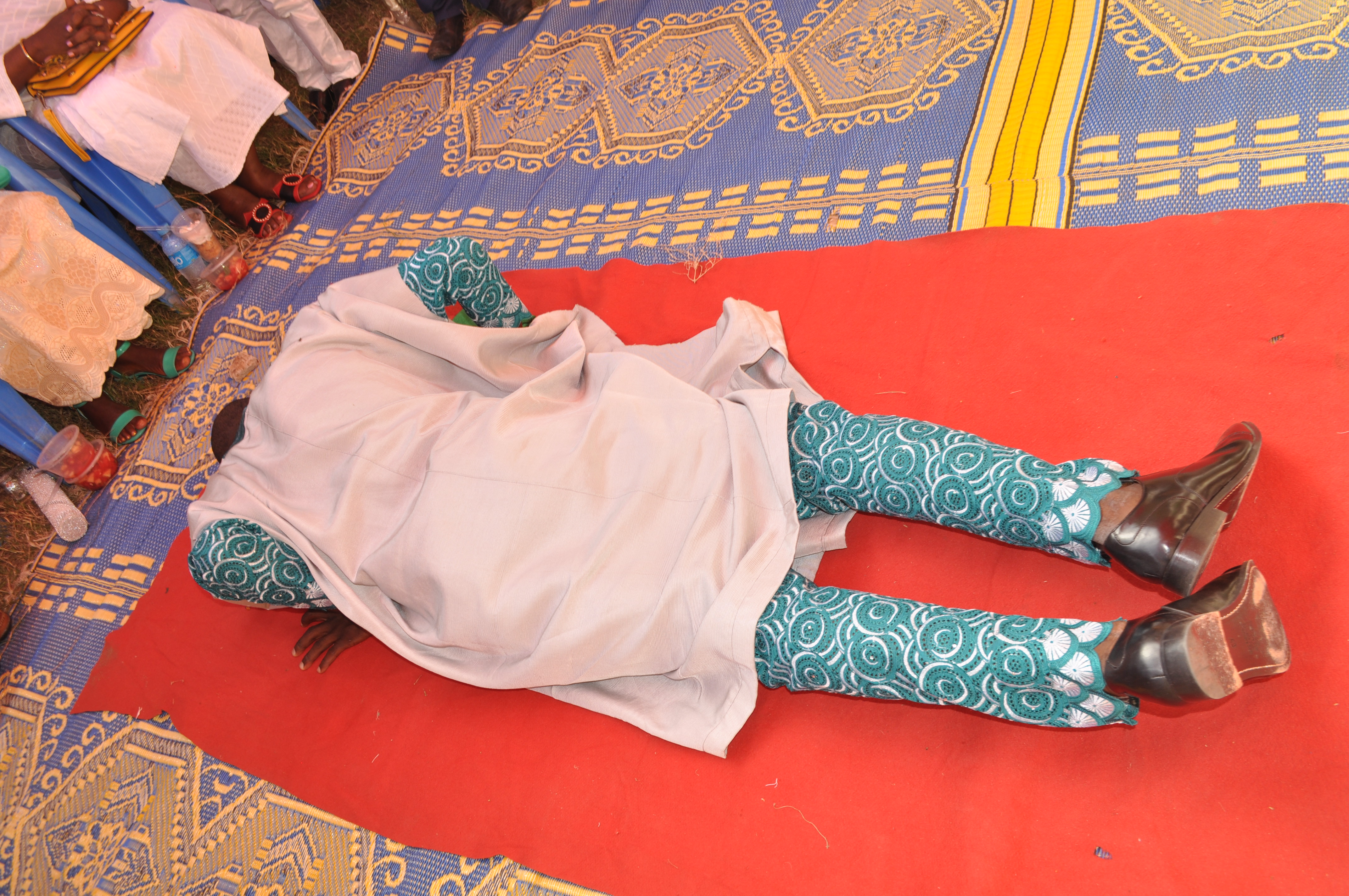
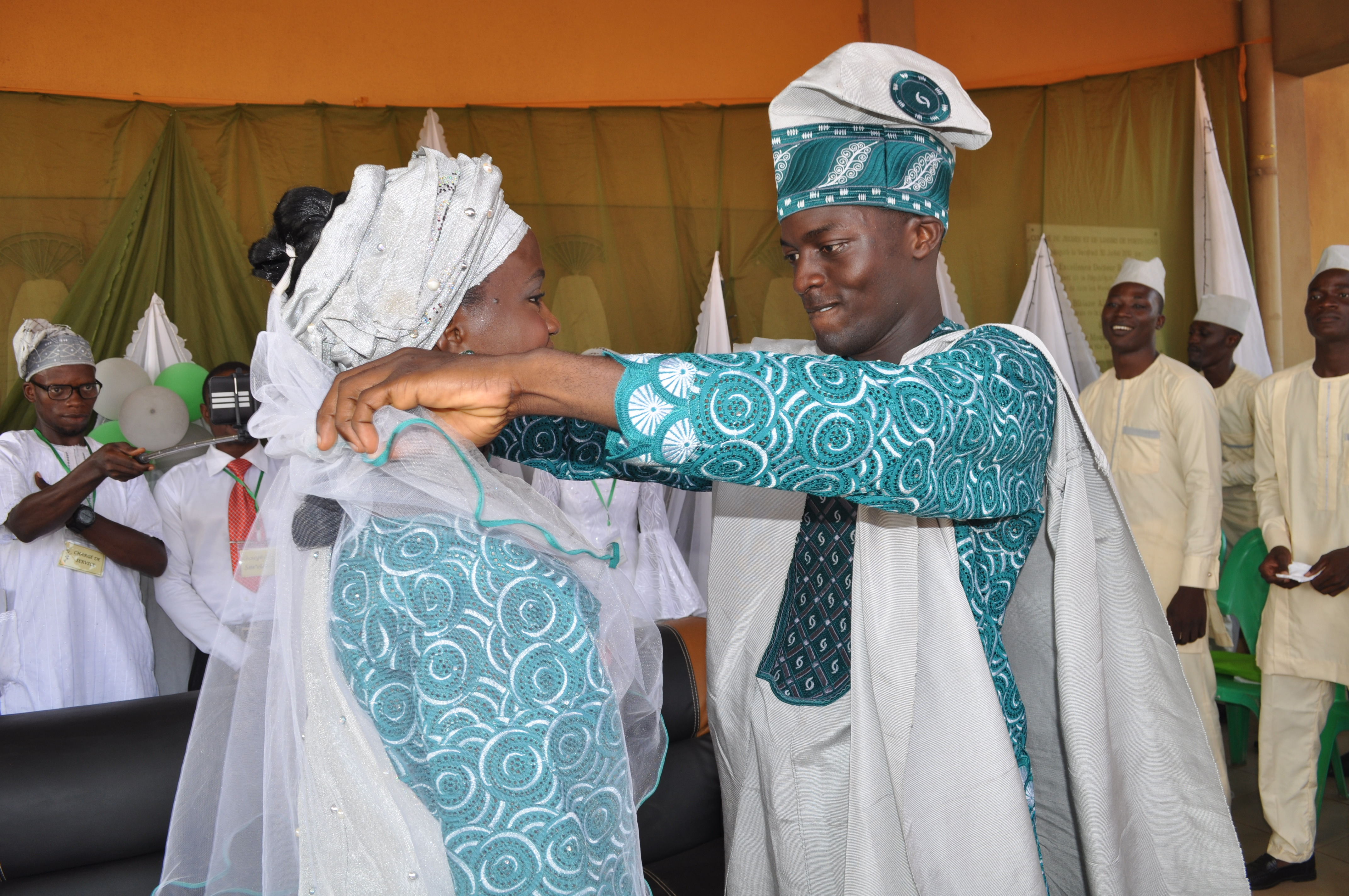
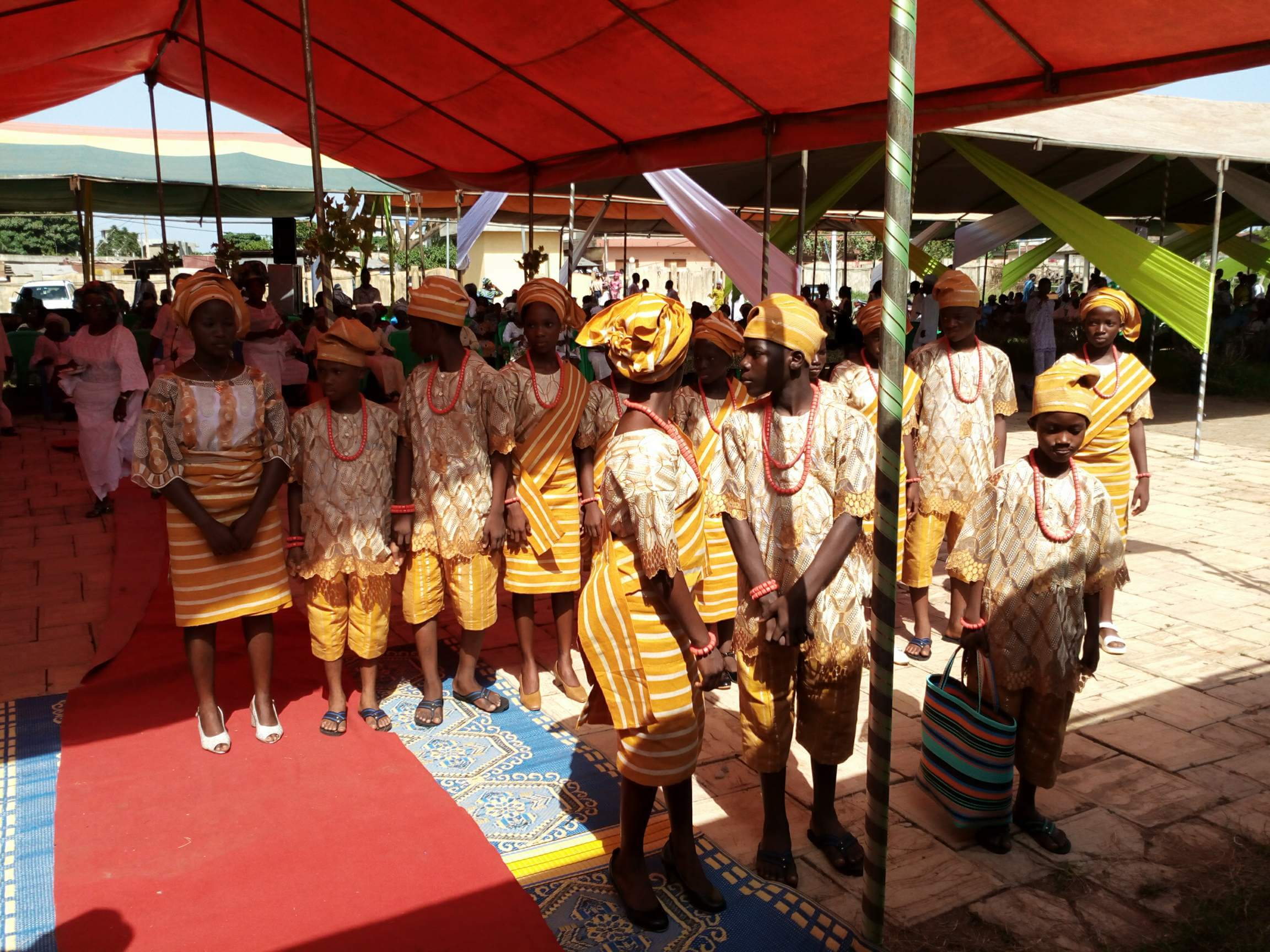

Mariage moderne à Cotonou
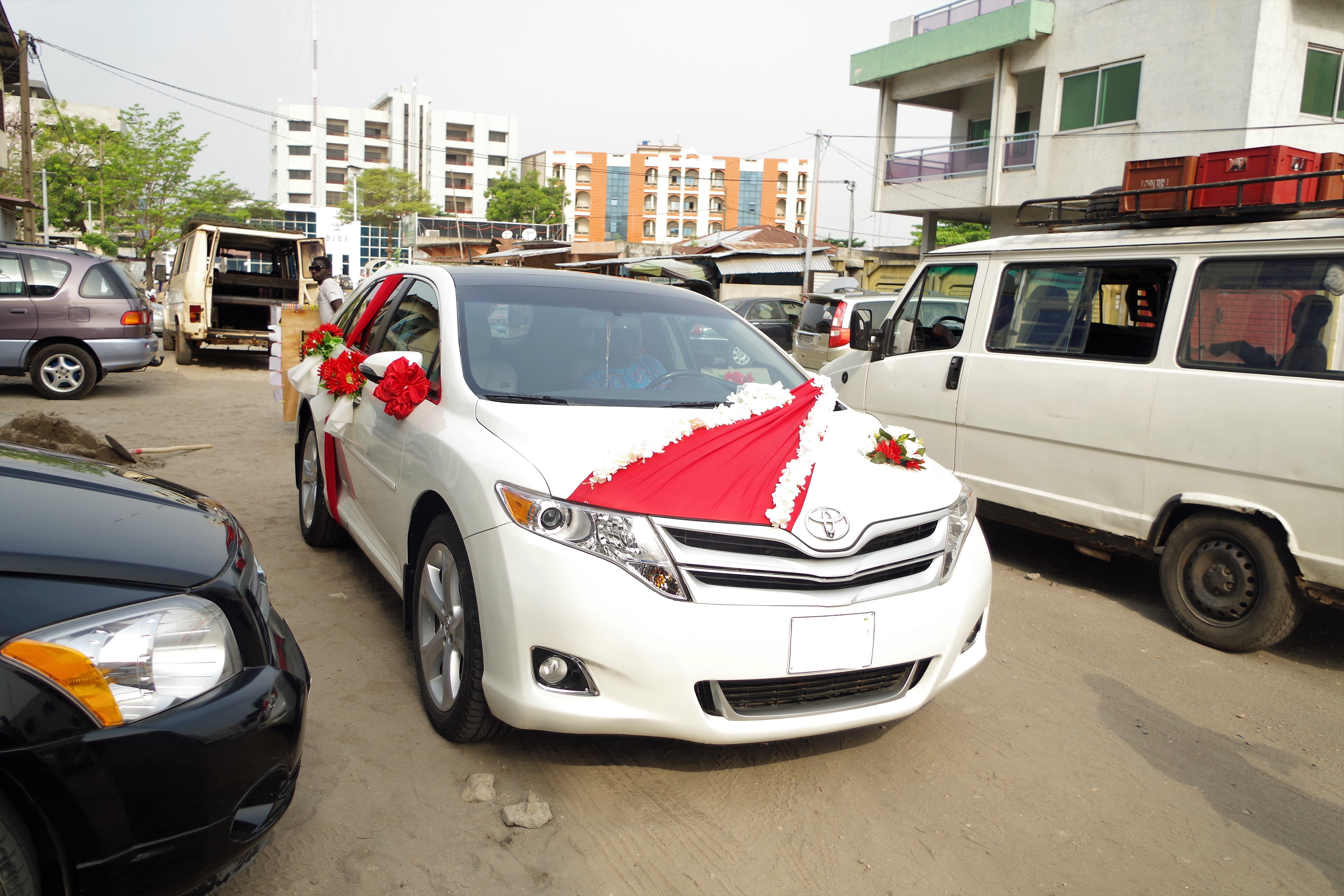
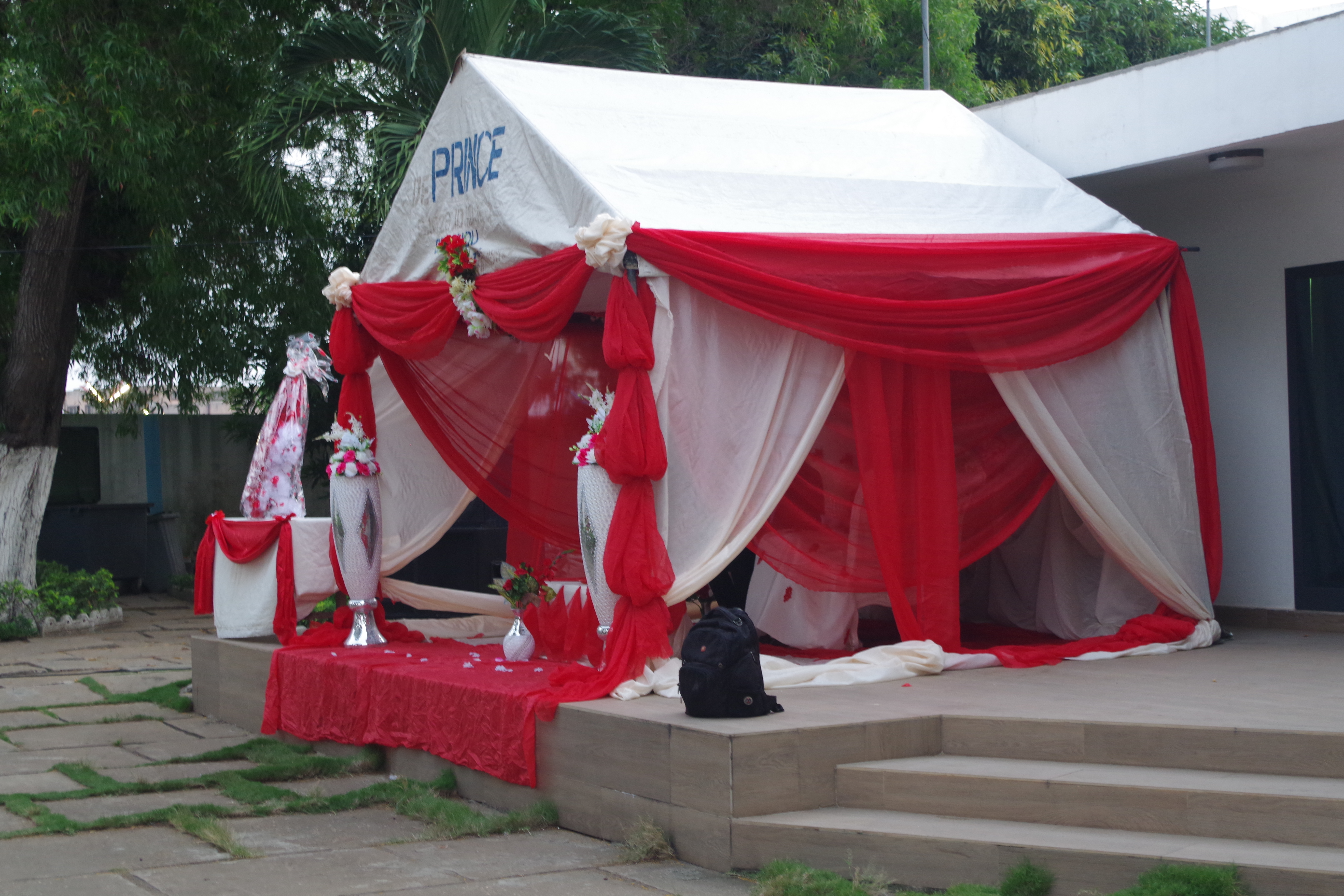
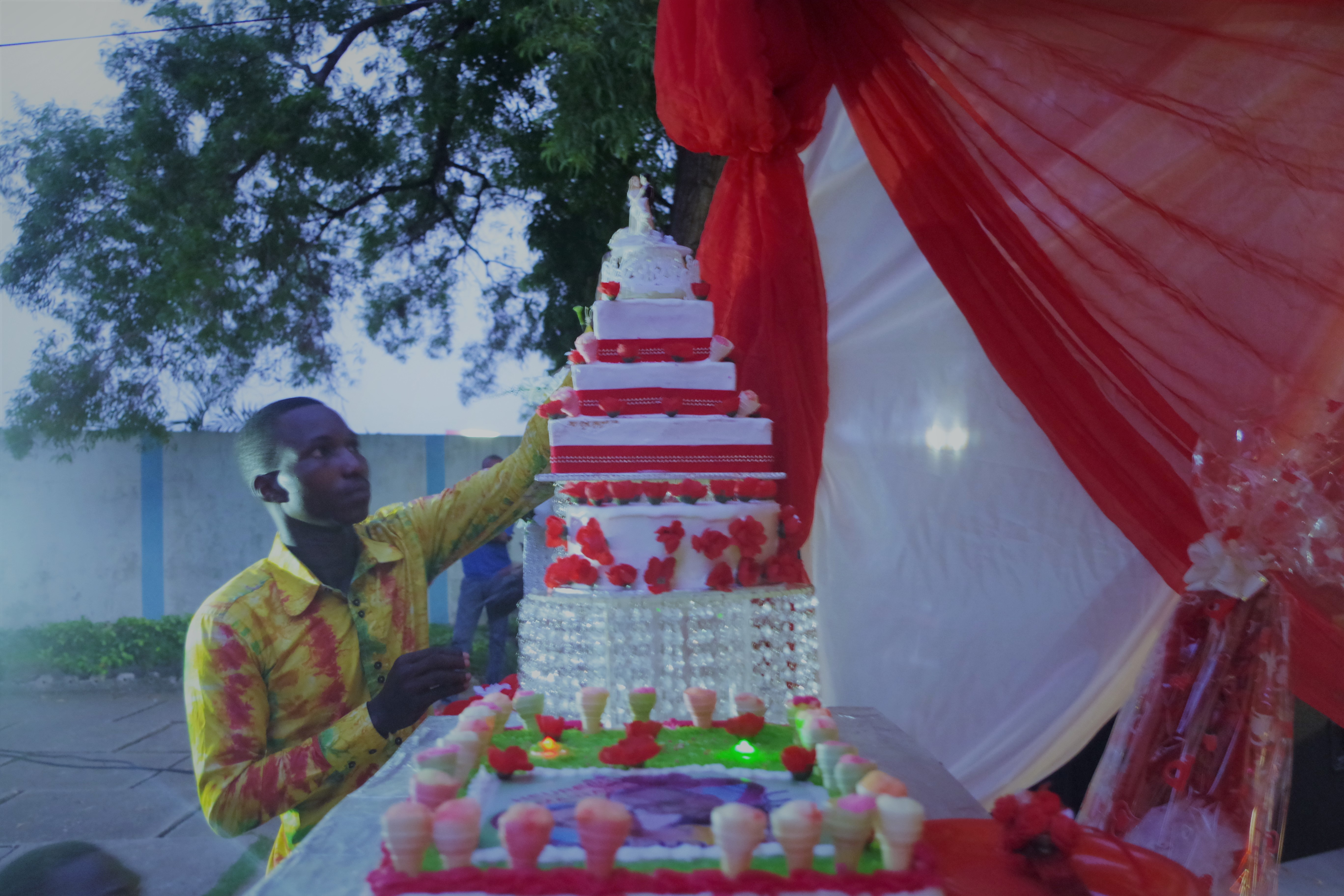
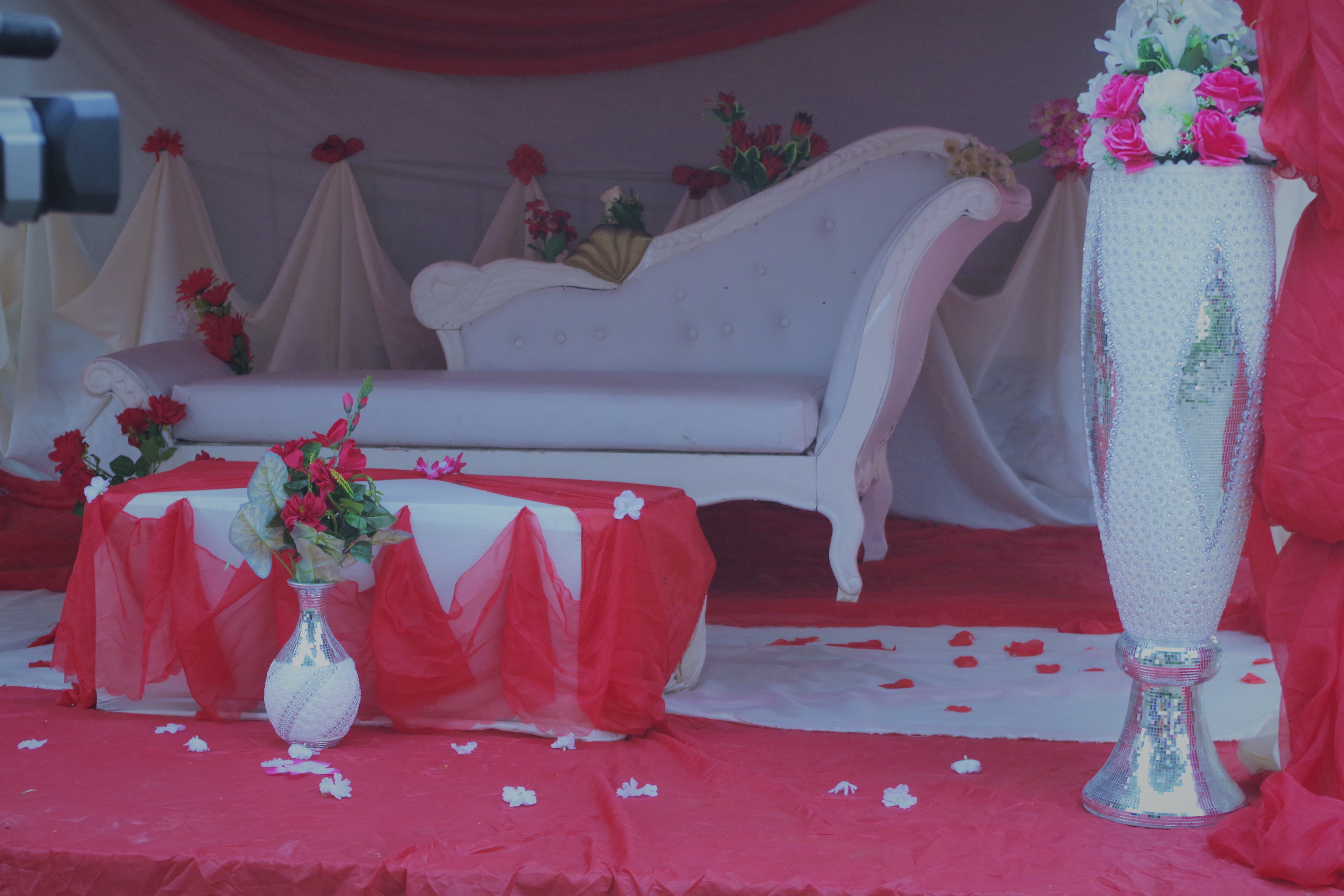

#### Noms
- Nom de famille, Nom personnel

### Société
- Palabre, Arbre à palabres

### Éducation
- Système éducatif au Bénin
- Universités au Bénin
- Enseignement supérieur au Bénin
- École du patrimoine africain
- Lycée Béhanzin (Porto-Novo)[7]

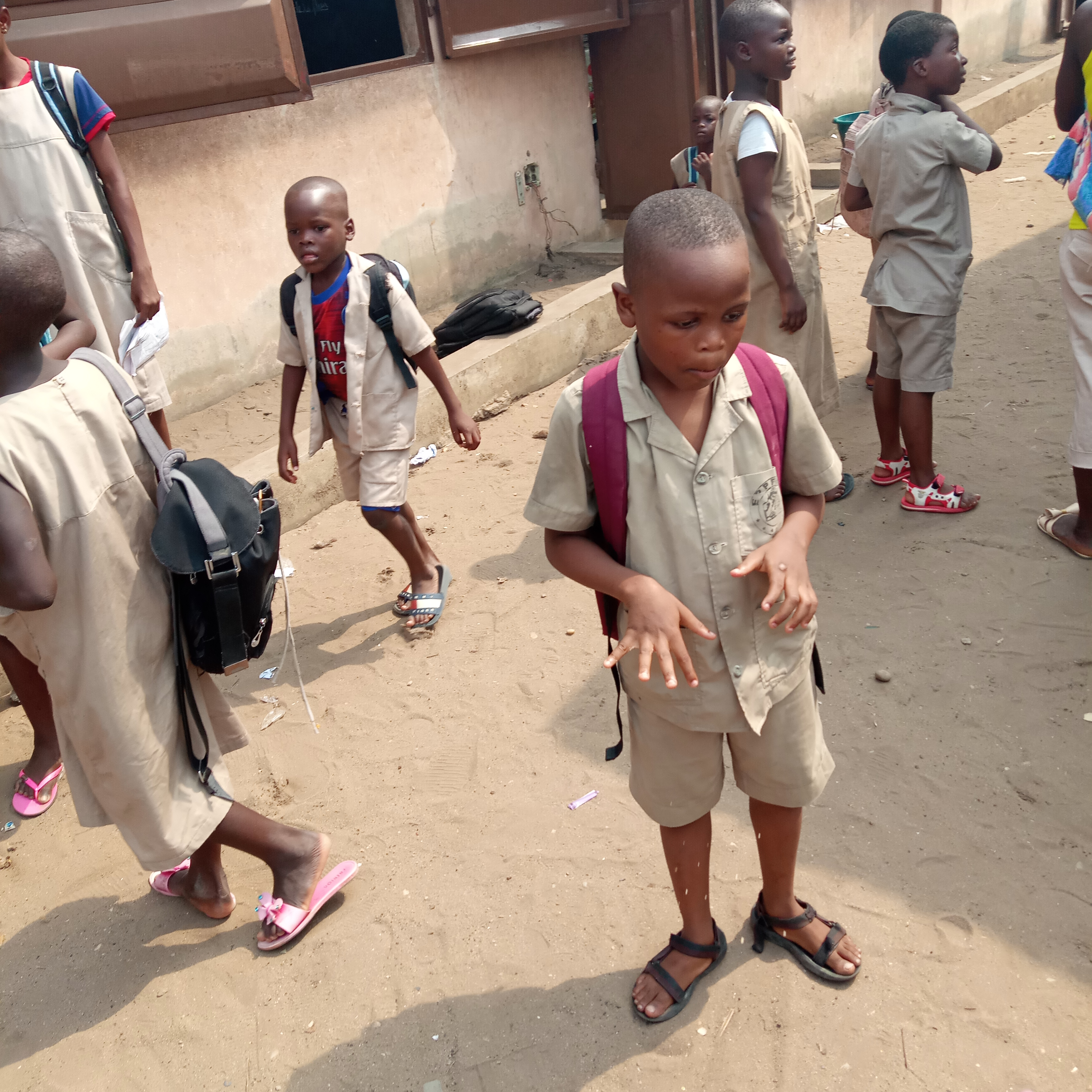
Écoliers en uniforme à Godomey.

- Établissement français d'enseignement Montaigne de Cotonou[8]
- Académie des sciences, des arts, des cultures d'Afrique et des diasporas africaines
- Consortium pour le management de la recherche fondamentale et appliquée en Afrique au sud du Sahara

### Étiquette(s)
- Guides du Bénin (scoutisme)

### Divers
- Trafic des êtres humains au Bénin
- Droits de l'homme au Bénin
- Rapport Bénin 2016-2017 d'Amnesty International
- Fraude 4-1-9 (arnaque nigériane), Sakawa
- Sécurité au Bénin[9],[10]

### Listes
- Listes de Béninois
- Personnalités béninoises

### État
- Organisation sociale ancienne
- Chefferie Akan (en), clans, totems, Denkyirahene...
- Politique du Bénin
- Histoire du Bénin

## Arts de la table

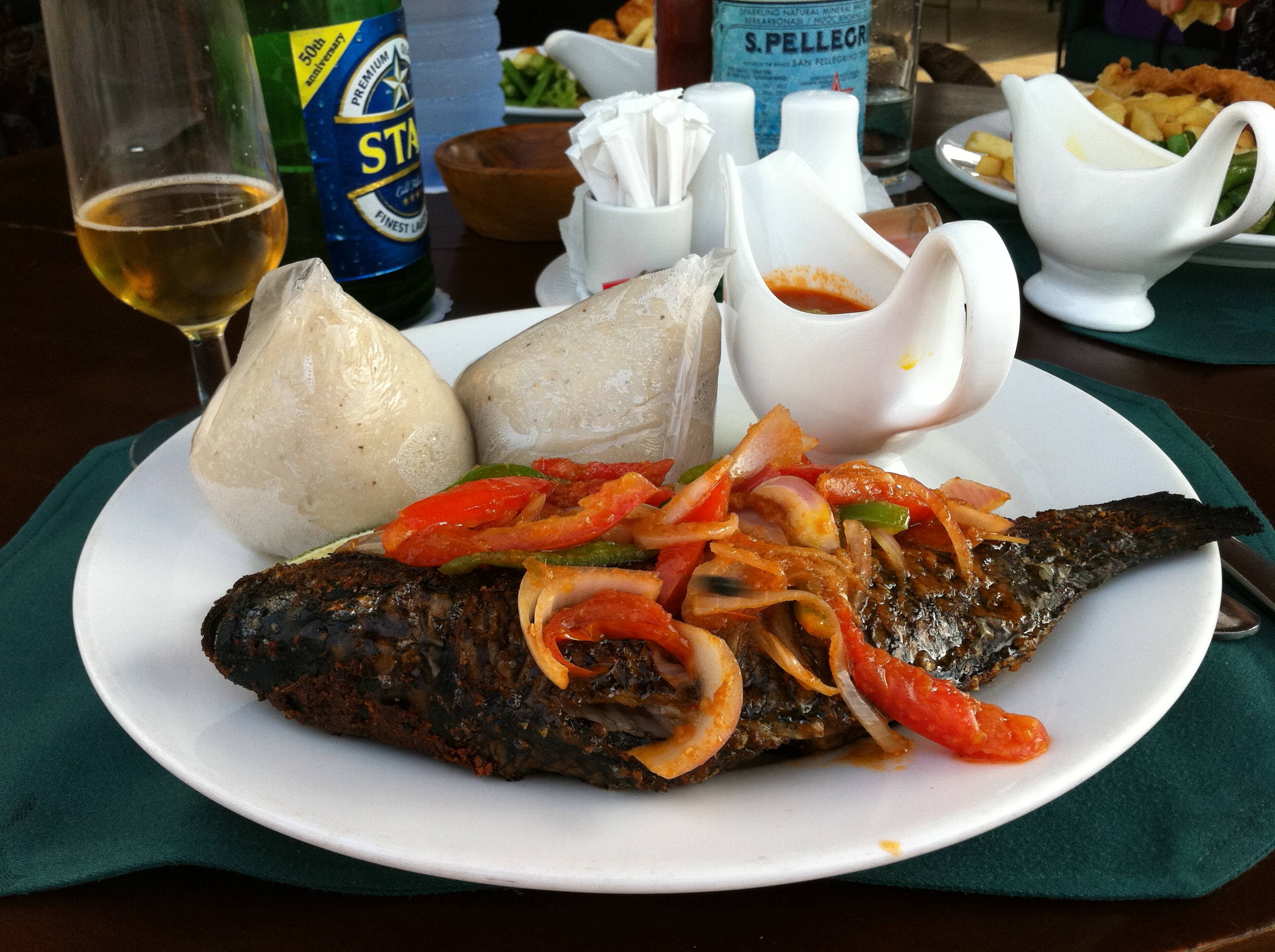
Tilapia grillé servi avec du banku

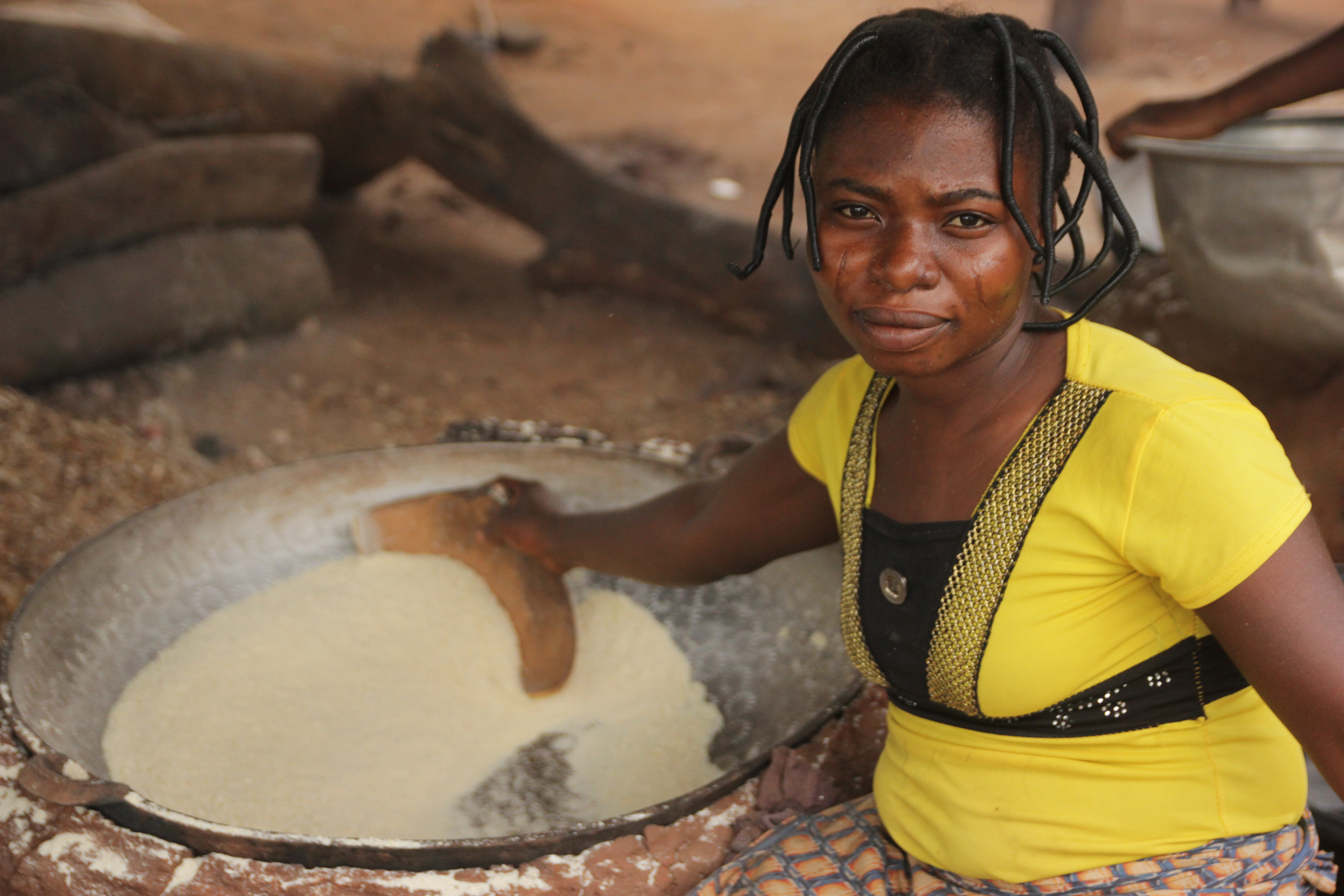
Préparation du gari

### Cuisine(s)
- Cuisine béninoise
- Foutou d'igname, Igname sous d'autres formes, Wassa-wassa
- Patate douce, manioc, taro...
- Viande de brousse, Biche, Agouti...
- Poissons, de mer ou du lac Volta
- Gambas, Soso, Mâchoiron, Thon...
- Mafé, Kédjénou, Attiéké, Alloco, Cococha, Placali, Attoukpou...
- Riz wolof ou bènn tchin / benachin
- Shito, Acarajé
- Gari, pâte de farine de manioc
- Kelewele
- Kenkey
- Waakye (wache)
- Suya
- Wagasi, fromage béninois. Le fromage traditionnel peul appelé «wagashi» est fabriqué au Bénin à partir du lait de vache entier par les femmes peules du Bénin. Ce fromage est présent sur les marchés locaux du pays. Le «wagashi» peut être consommé jusqu’à un mois après sa fabrication grâce au coagulant, extrait d'une plante locale, le Pommier de Sodome (calotropis procera) qui lui procure un aspect consistant et unique[11].
- Cuisine sénégalaise, Cuisine ghanéenne, Cuisine ivoirienne, Cuisine togolaise
- Cuisine africaine, Cuisine ouest-africaine

Les habitudes alimentaires des Béninois varient selon la zone géographique, le climat, la végétation et le sol. La cuisine est riche et mélange volontiers les traditions ancestrales locales, celles du Brésil, des pays arabes, d'autres pays africains et d'Europe.
Les produits de base sont le maïs, le mil, le sorgho, le riz, le gari (ou farine de manioc) et l'igname. La majorité des préparations emploient du piment, du sel, de l'oignon, de la tomate, du gombo, de l'huile de palme ou d'arachide.
De nombreux plats du terroir sont vendus dans la rue, par des marchandes ambulantes, dans des maquis, ou sur les marchés.

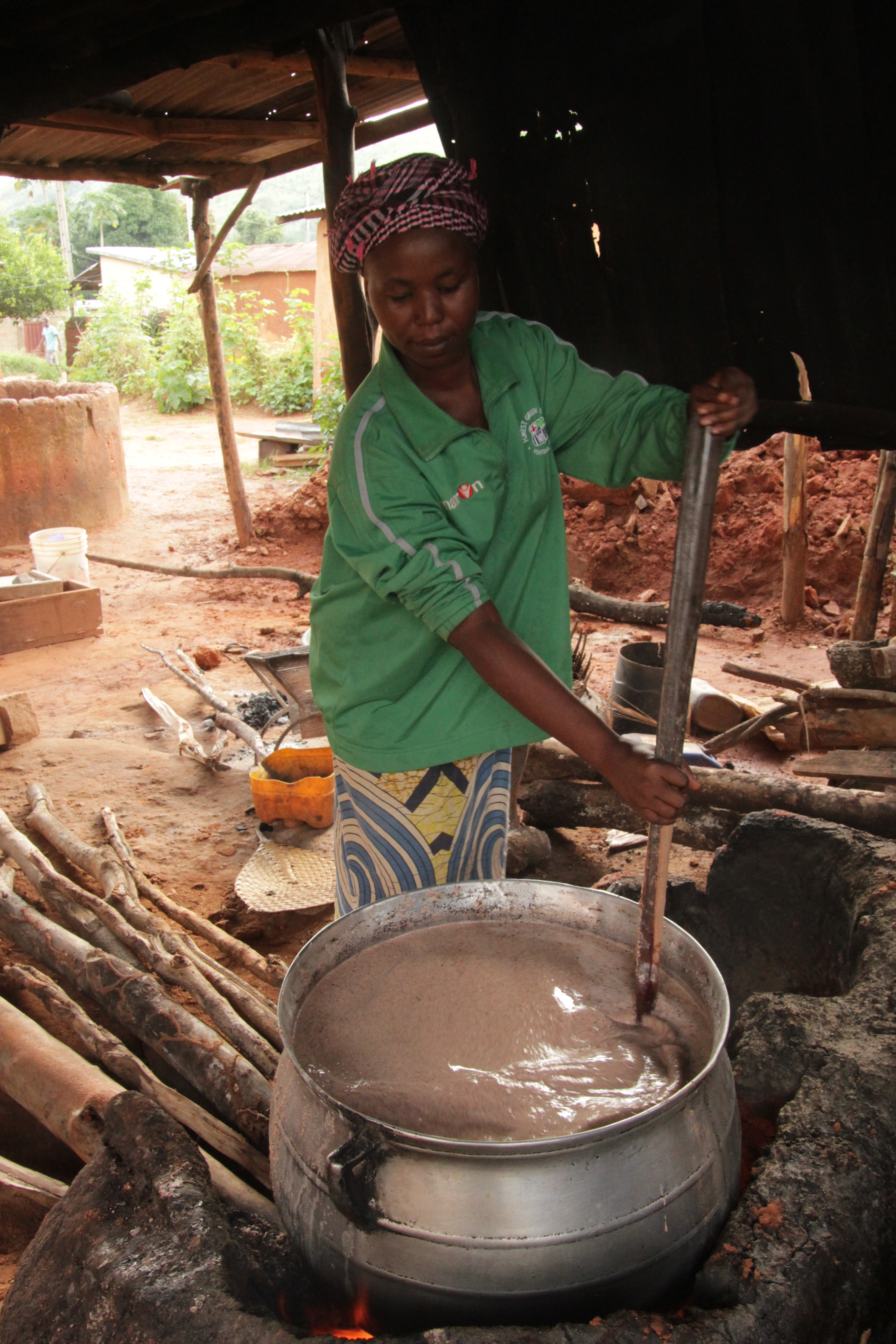
Préparation de bière artisanale (tchouk).

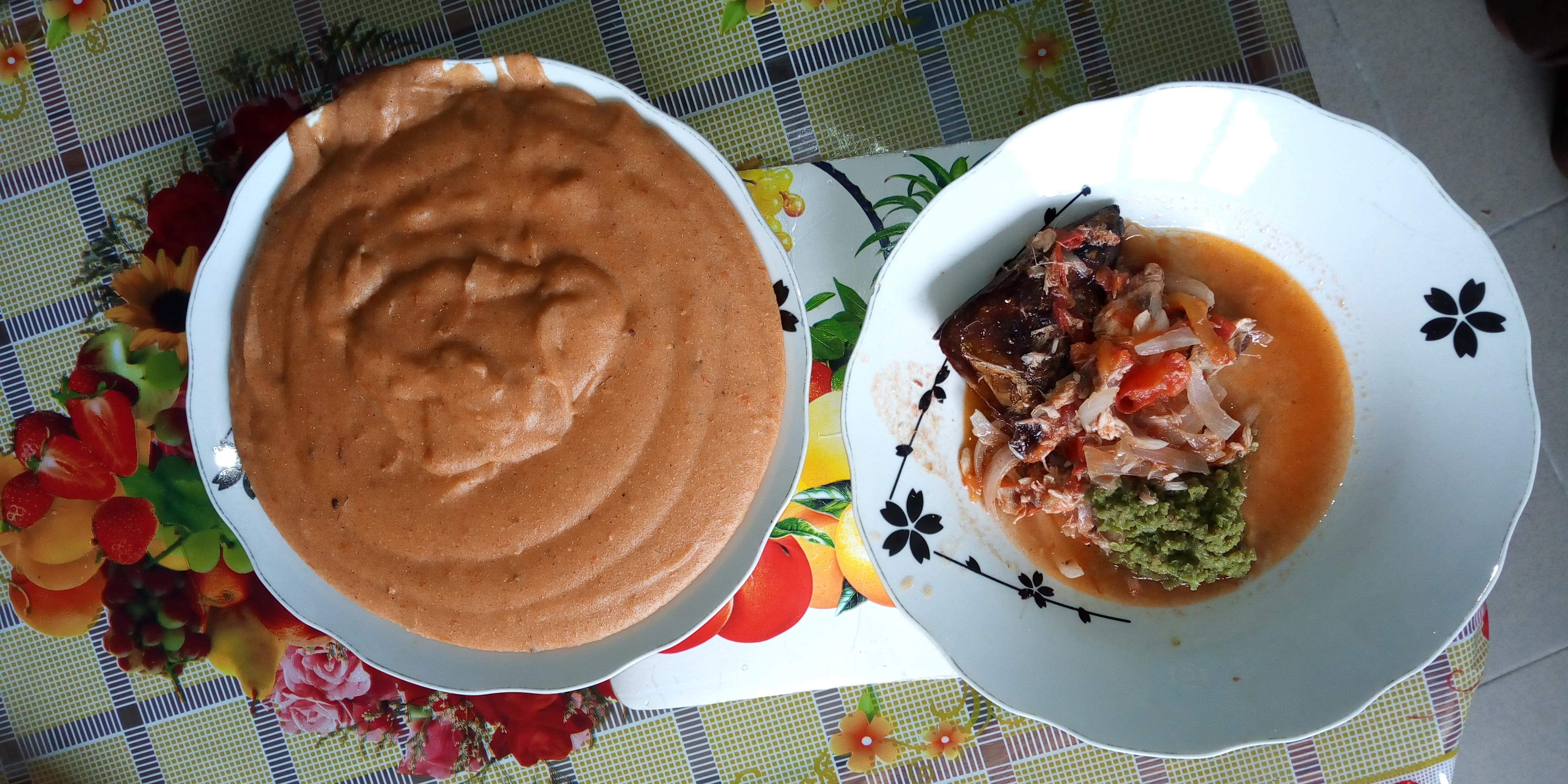
Un plats d'amiwo (Pate rouge) au poisson au benin.

### Boisson(s)
- Eau
- Bière La Béninoise
- Jus de fruits (mangue...)
- Limonade, limonade d'orange, limonade d'ananas...
- Cola...

La boisson traditionnelle béninoise est le sodabi, une liqueur obtenue après distillation du vin de palme

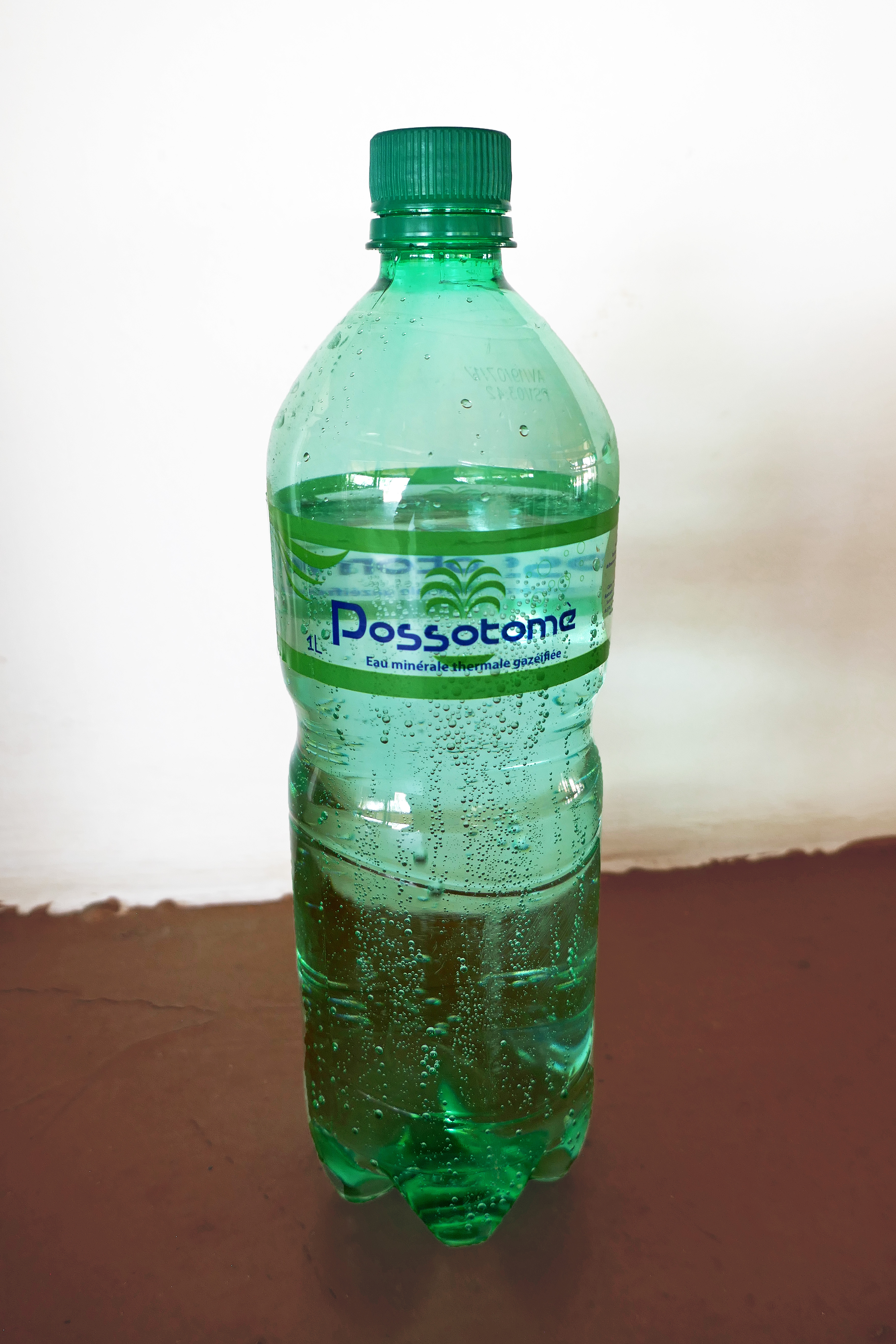
Bénin-Eau minérale Possotomé.

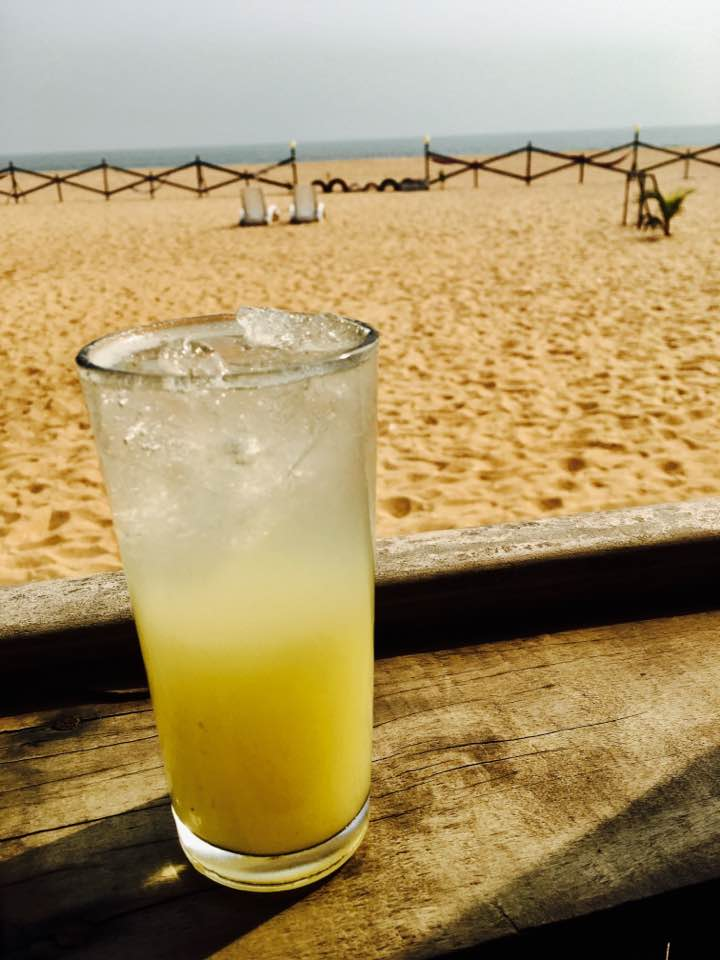
Jus d'Ananas.

## Santé

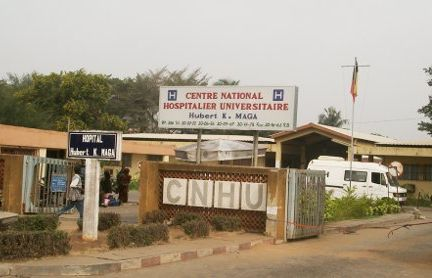
CNHU Cotonou devanture

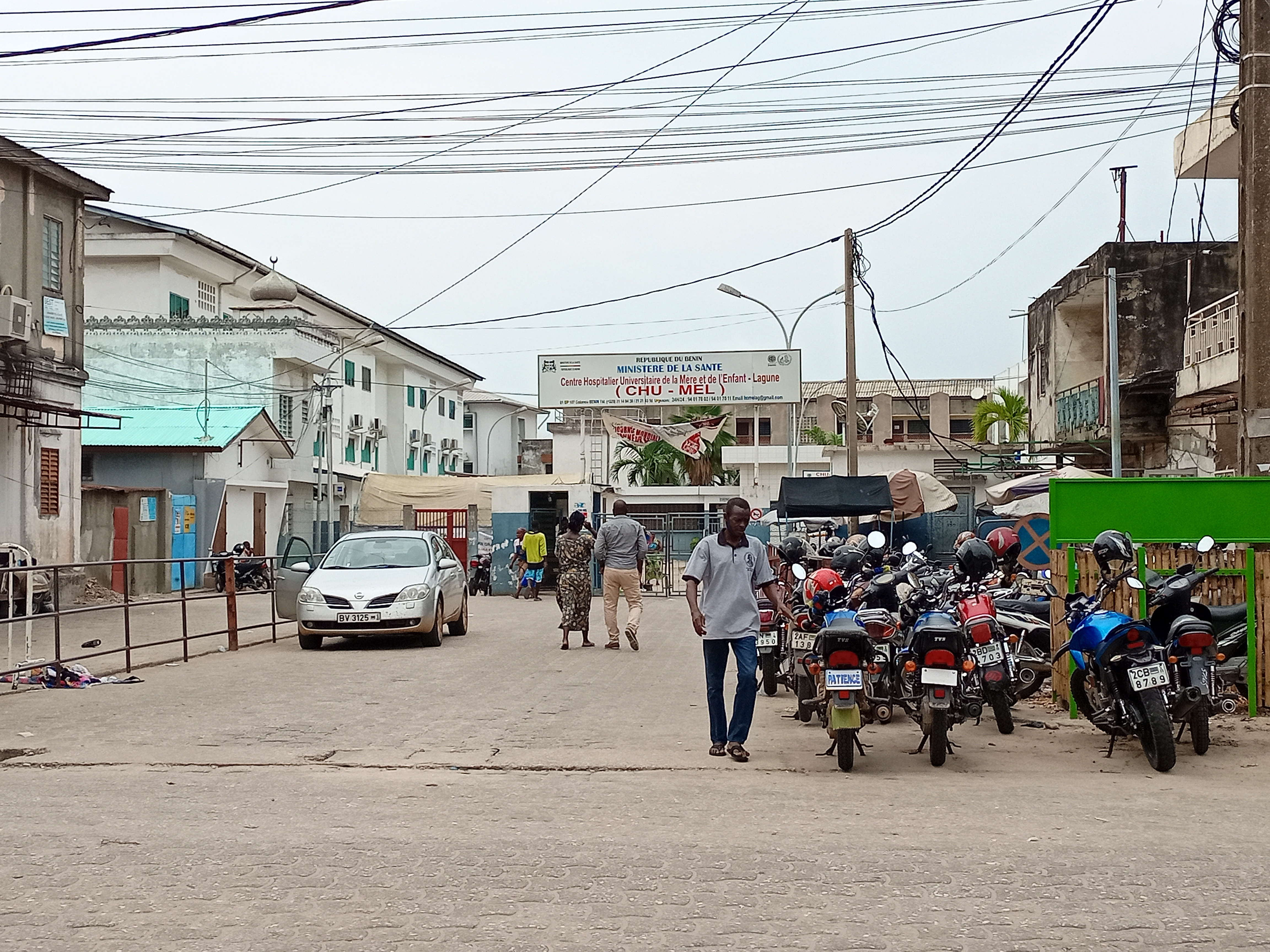
Entrée principale du centre hospitalier universitaire de la mère et l'enfant de Lagune Cotonou(CHU-MEL)

- Santé au Bénin
- Articles sur la santé au Bénin
- Pathologies : Maladie du sommeil, tuberculose, paludisme, fièvre jaune, choléra, malaria, pian, Lèpre, trachome, rougeole, tétanos, diphtérie, coqueluche, variole, filariose, HIV/AIDS, malnutrition, santé maternelle et néo-natale…
- Méningite à méningocoques en Afrique sub-saharienne
- Incidence économique du sida en Afrique subsaharienne
- Épidémie africaine de choléra en 2014-2015 (en)
- Naissance et avortement au Bénin (en)
- HIV/AIDS au Bénin (en)
- Cannabis au Bénin (en) (illégal)

Pharmacopée traditionnelle.
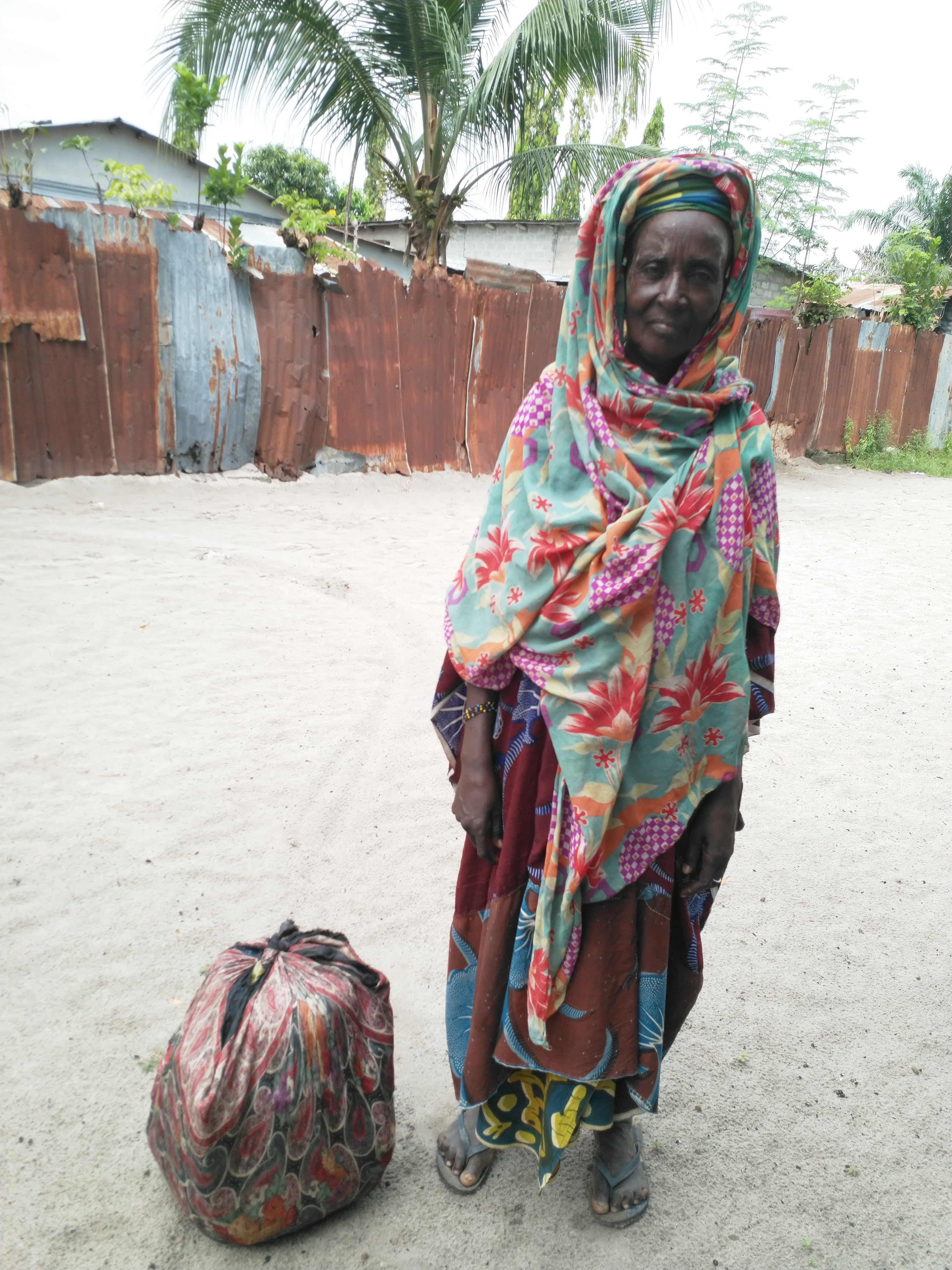
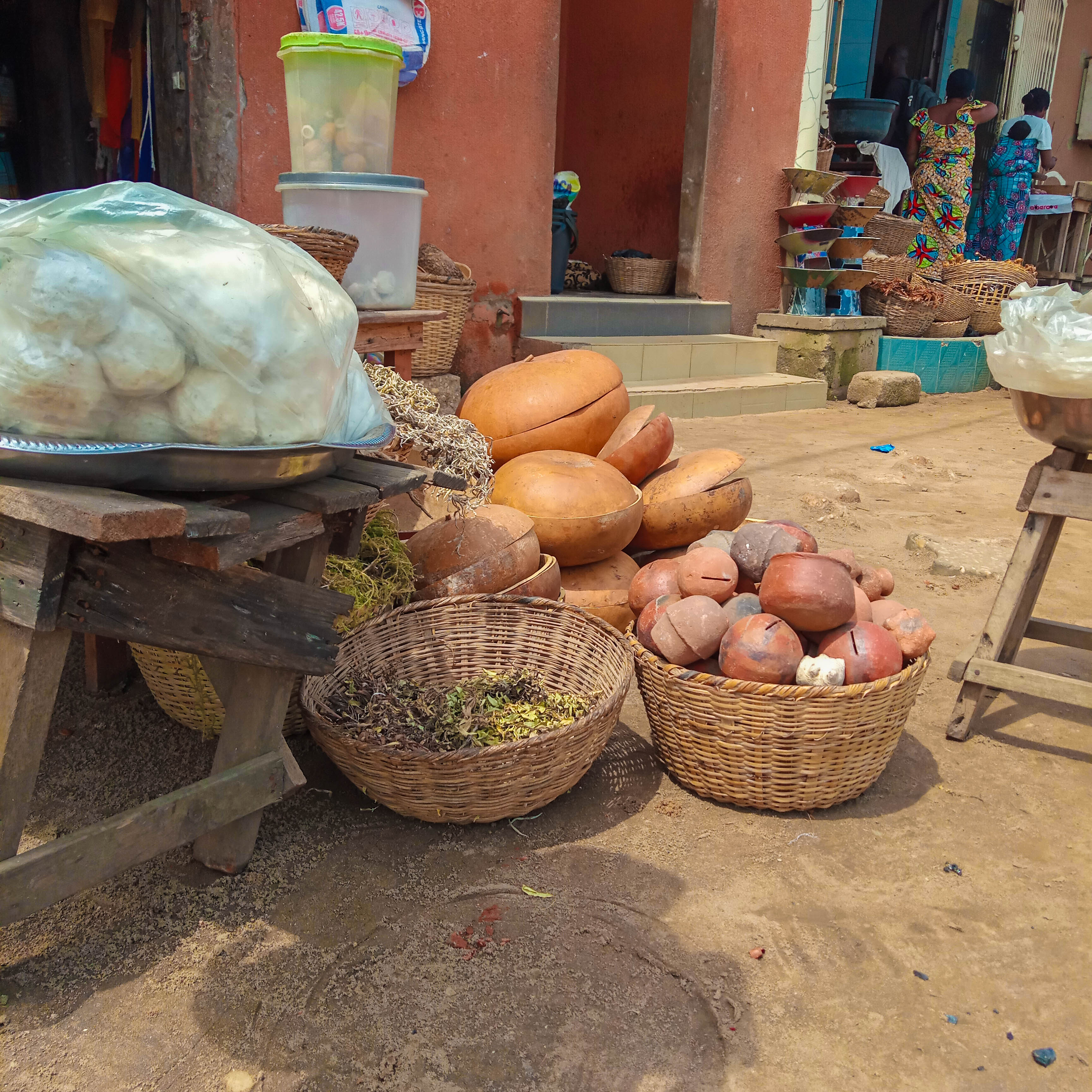
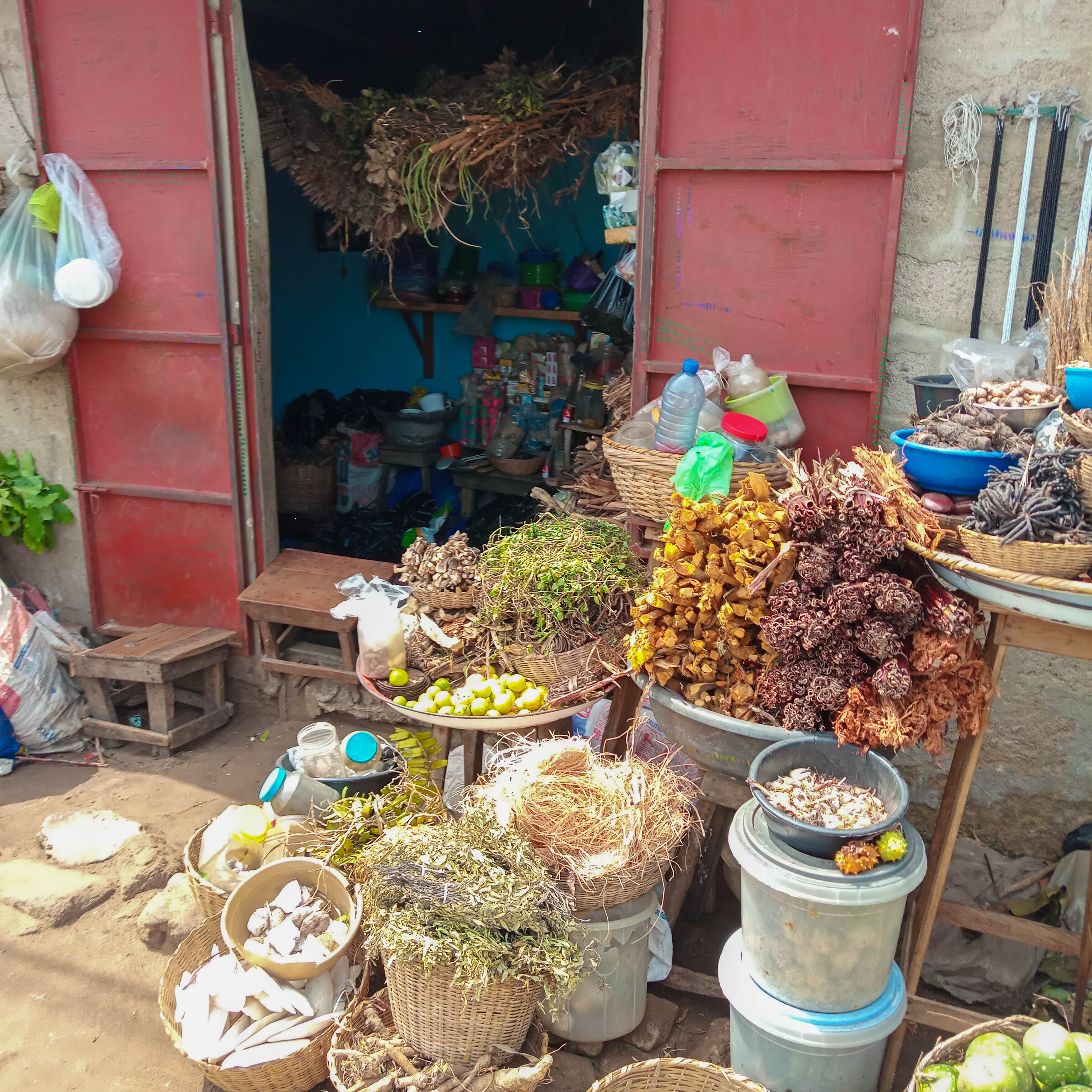
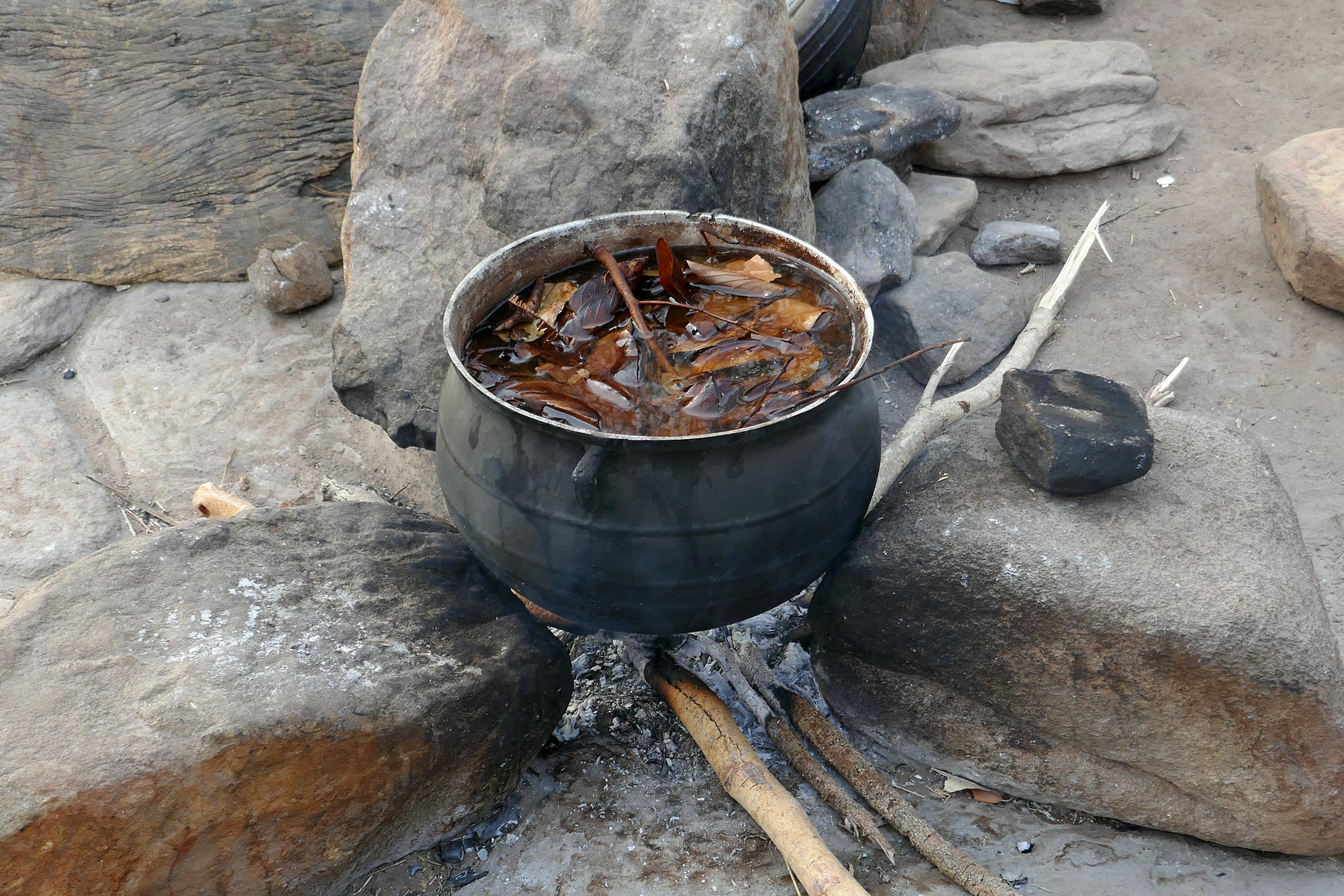

### Jeux populaires

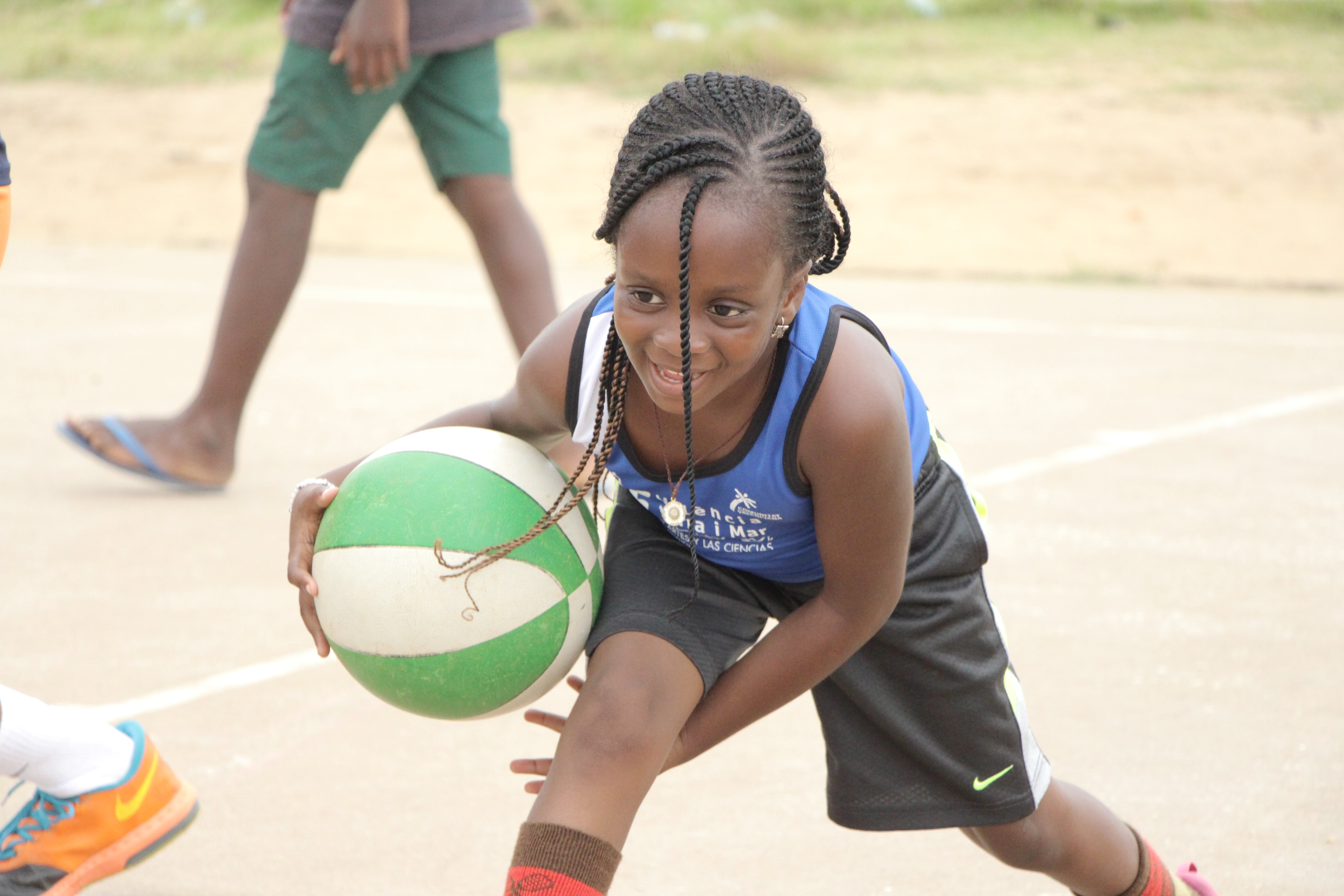
Basketball le regard de la fille.

- Divertissement au Bénin
- Jeux au Bénin : Awalé, Yoté

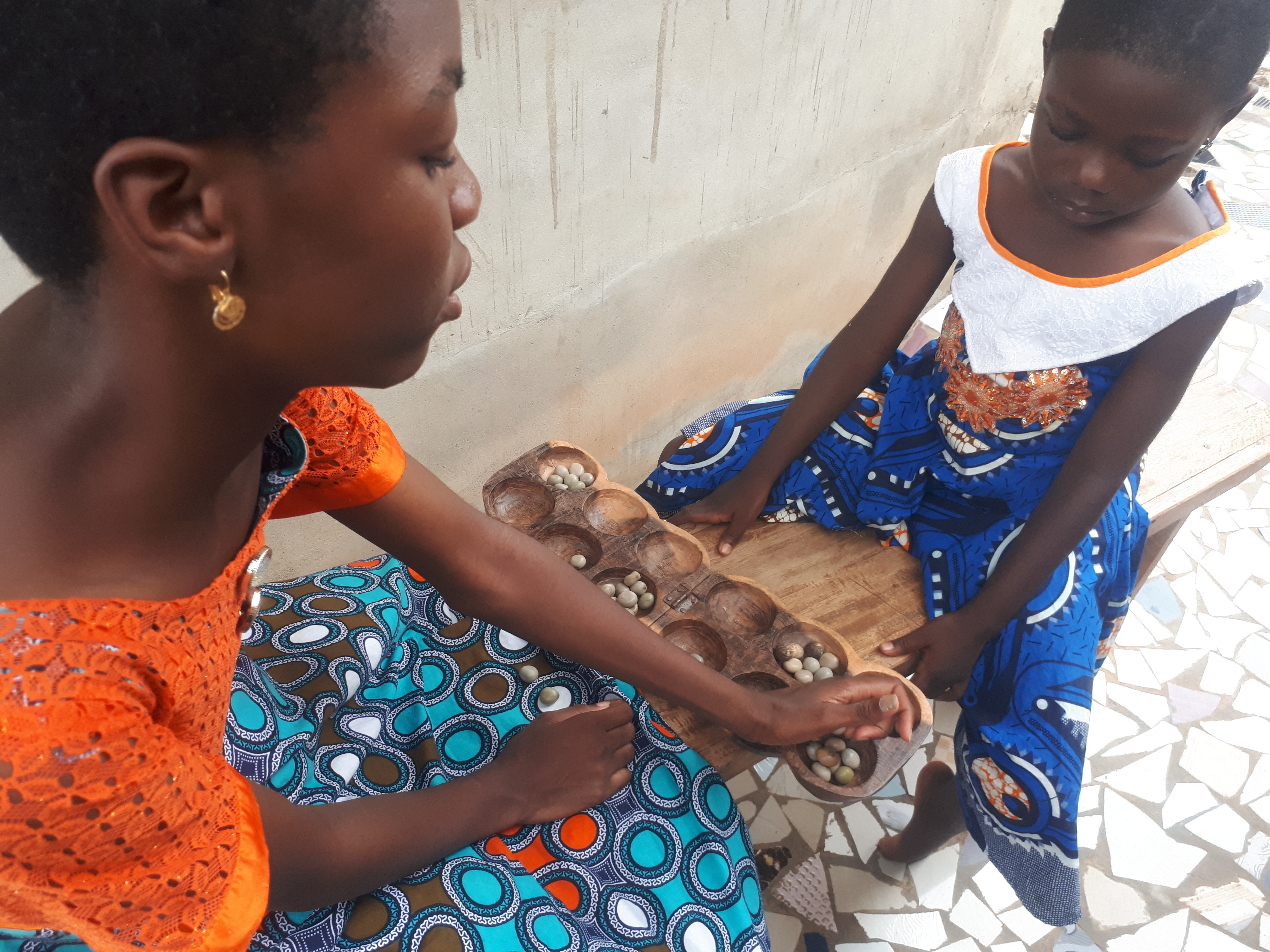
Adjito.
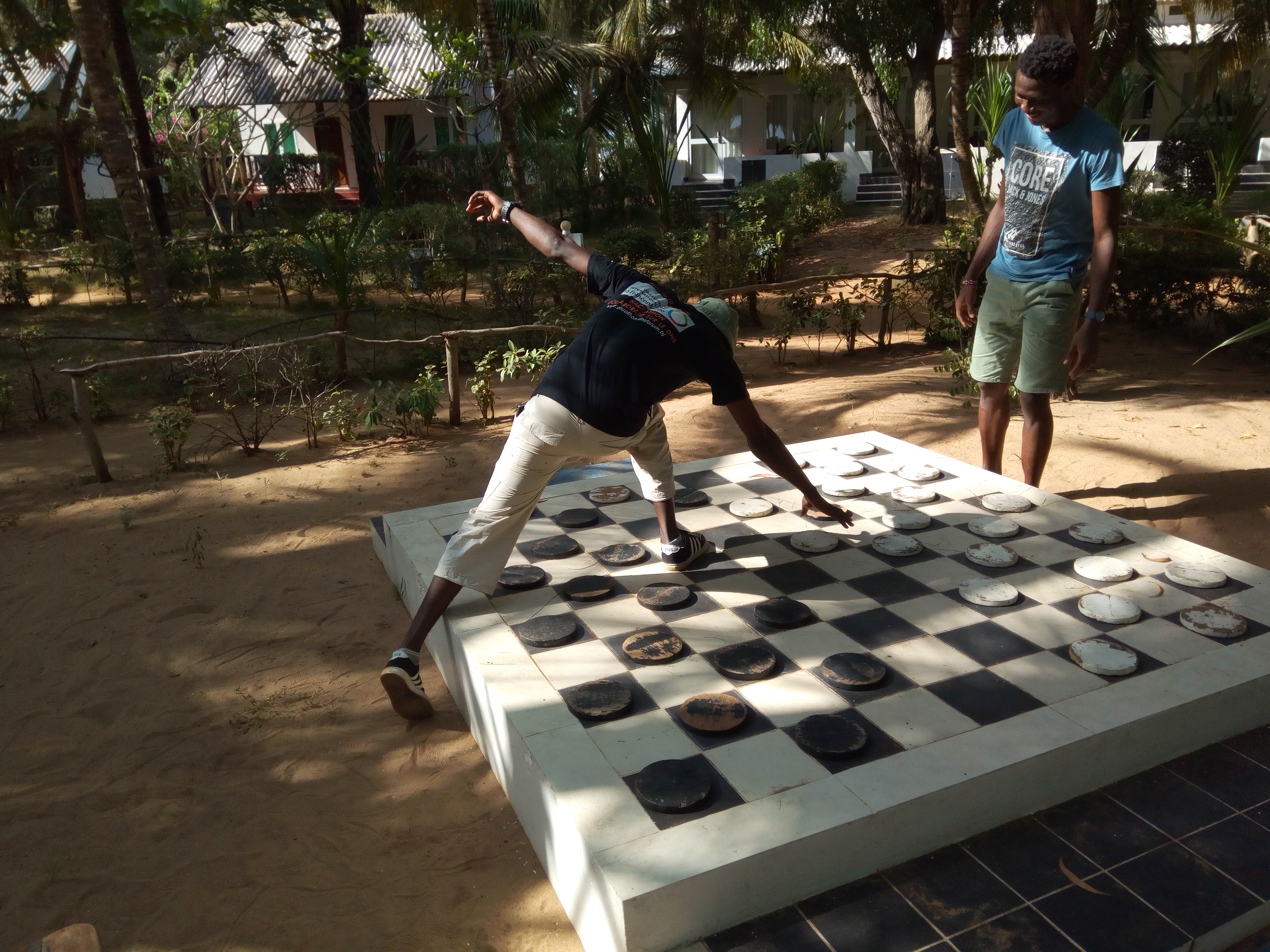
Jeu de dames en plein air.
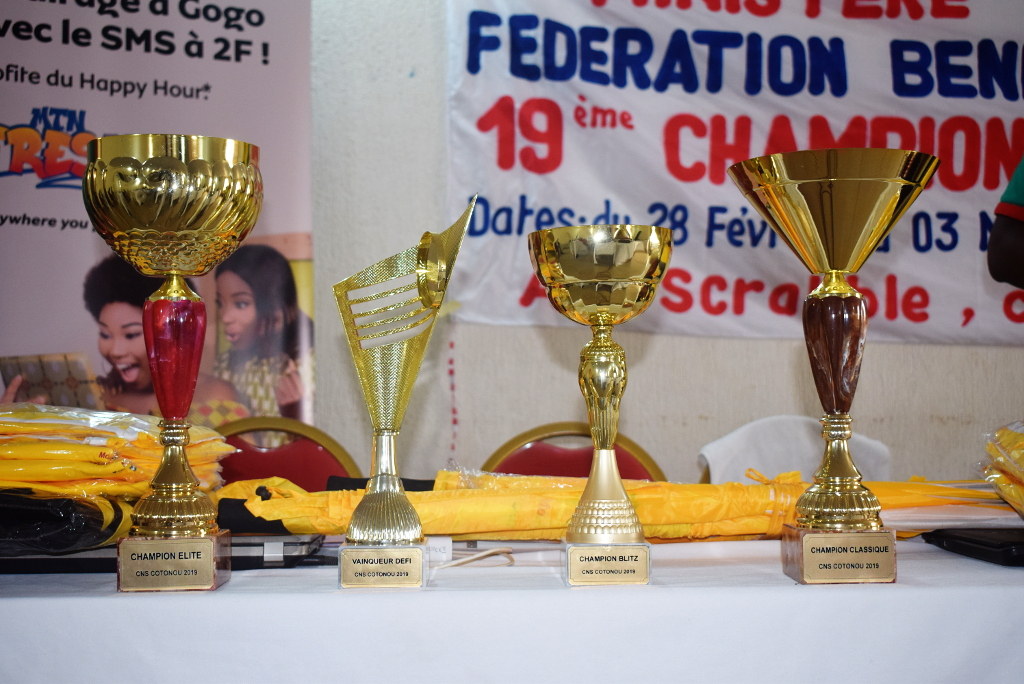
Championnats nationaux de Scrabble 2019.
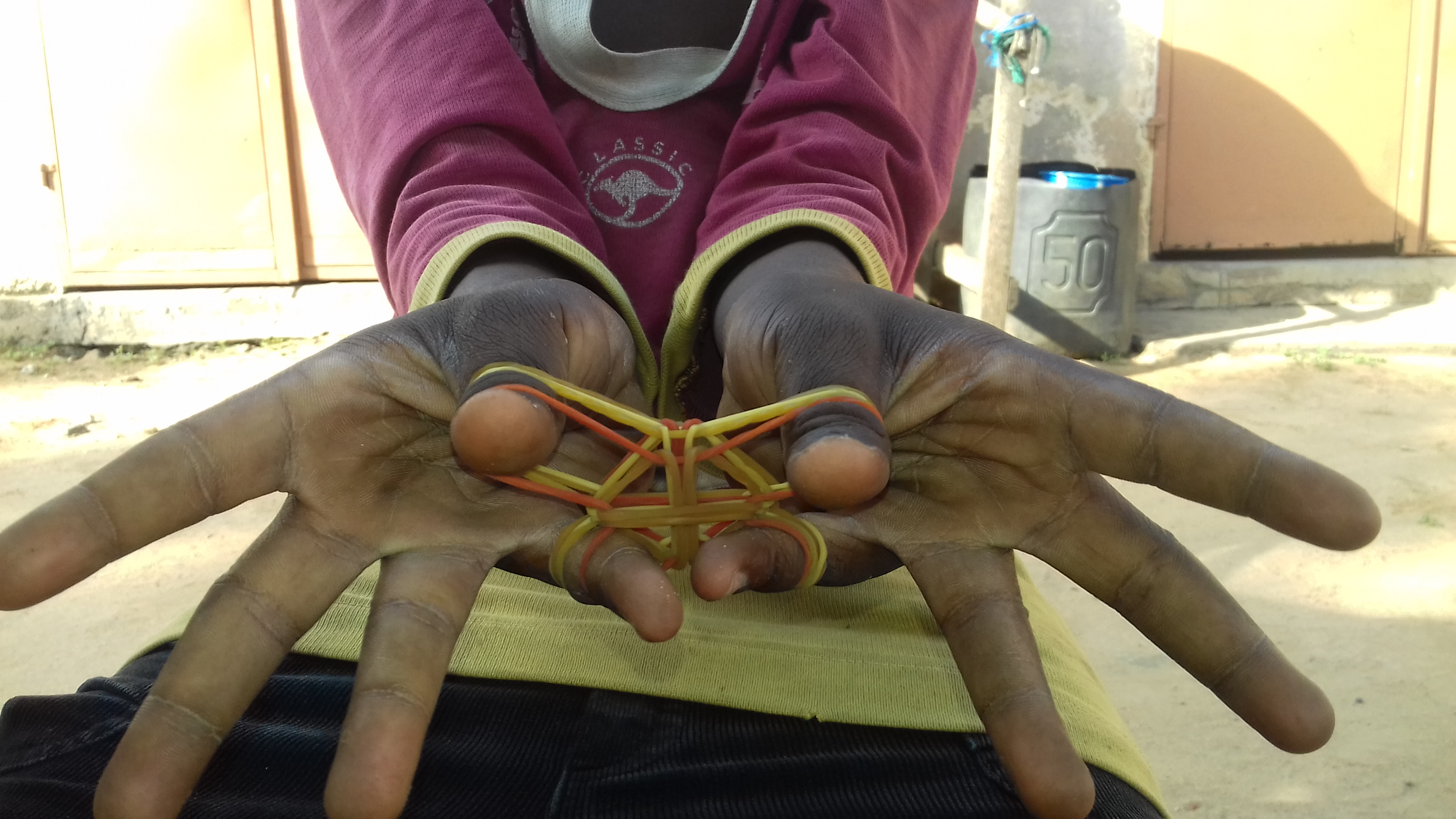
Jeu d'élastiques.
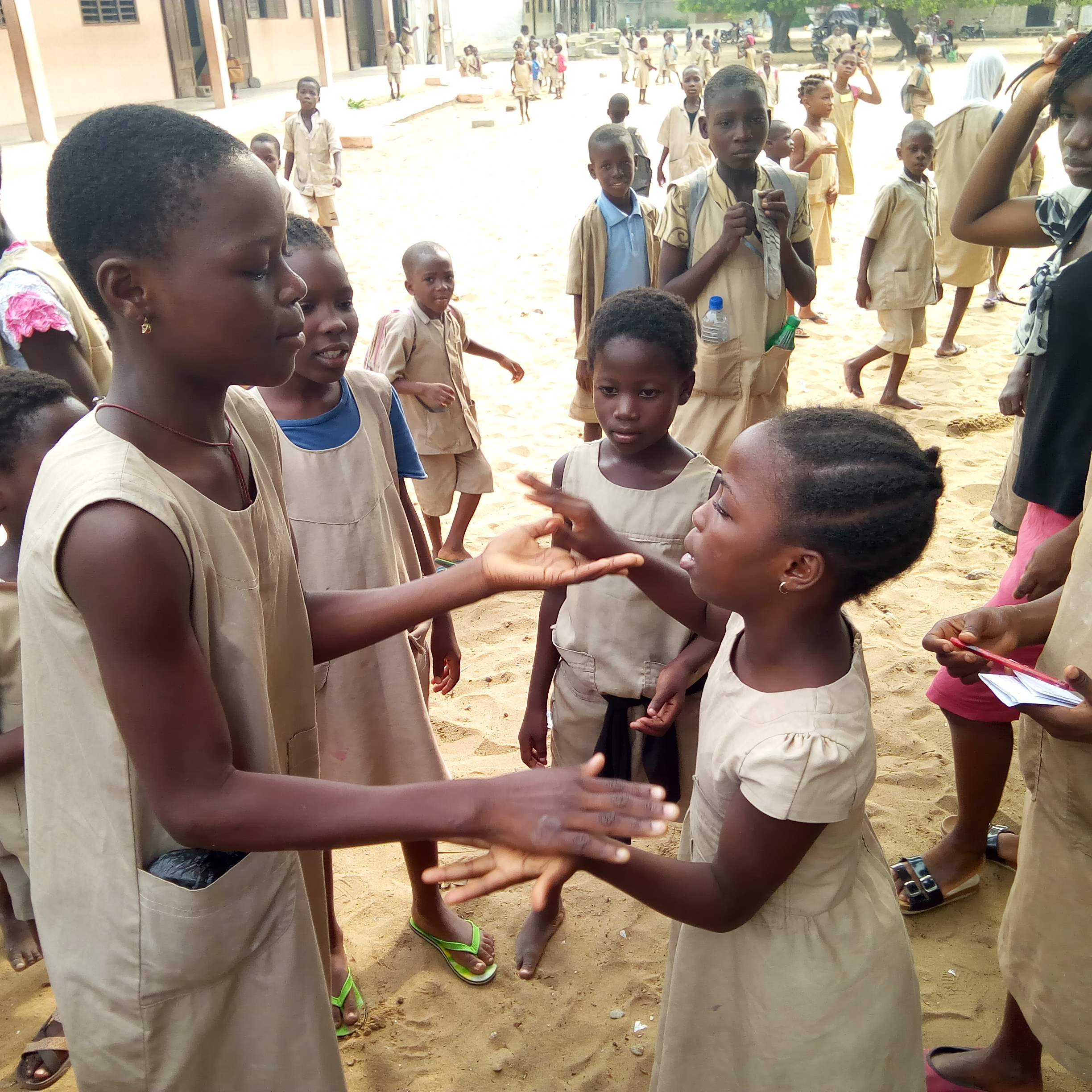
Jeu de claquettes.
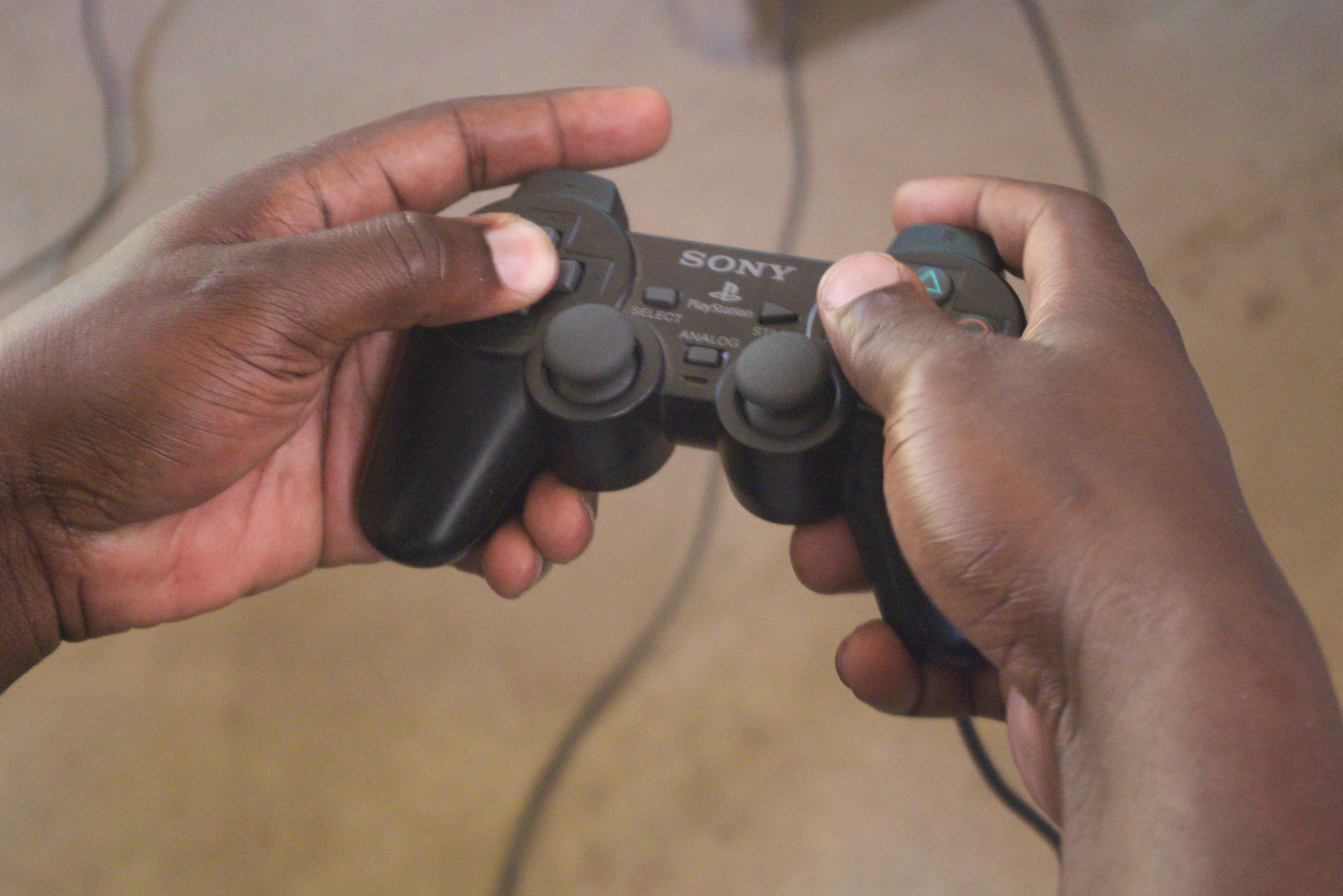
Playstation.

### Sports
- Diverses rubriques sportives concernant le Bénin
- Sportifs béninois, Sportives béninoises
- Bénin aux Jeux olympiques
- Bénin aux Jeux paralympiques
- Jeux de la francophonie
- Jeux africains ou Jeux panafricains, depuis 1965, tous les 4 ans (...2011-2015-2019...)
- Football, Basket-ball, Volley-ball
- Plongée, pêche,
- Athlétisme
- Cyclisme

#### Arts martiaux
- Liste des luttes traditionnelles africaines par pays
- Boxe, Kick-boxing, Taekwondo

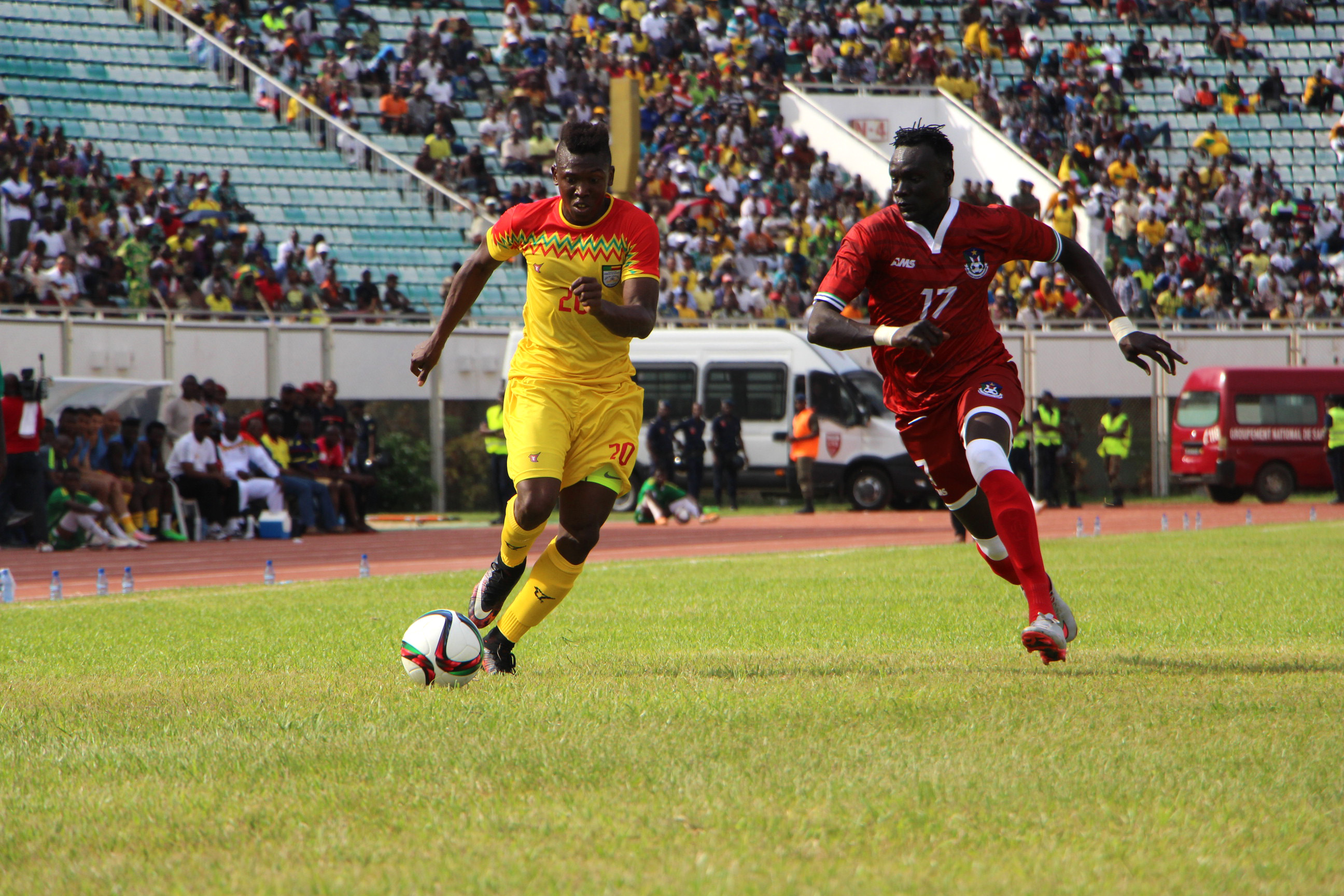
Les Écureuils tentant d'arracher une qualification.
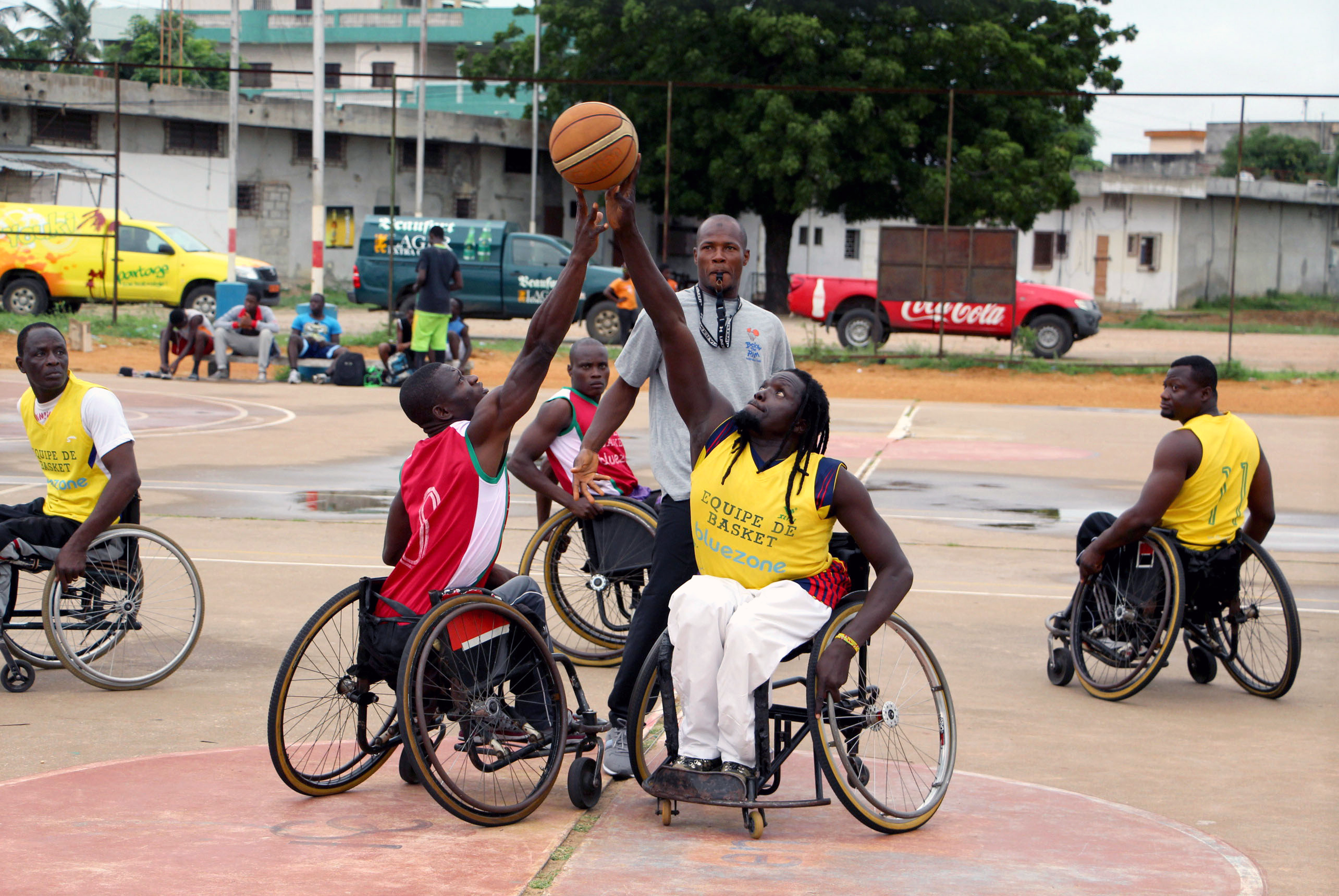
Équipe nationale de handi-basket.
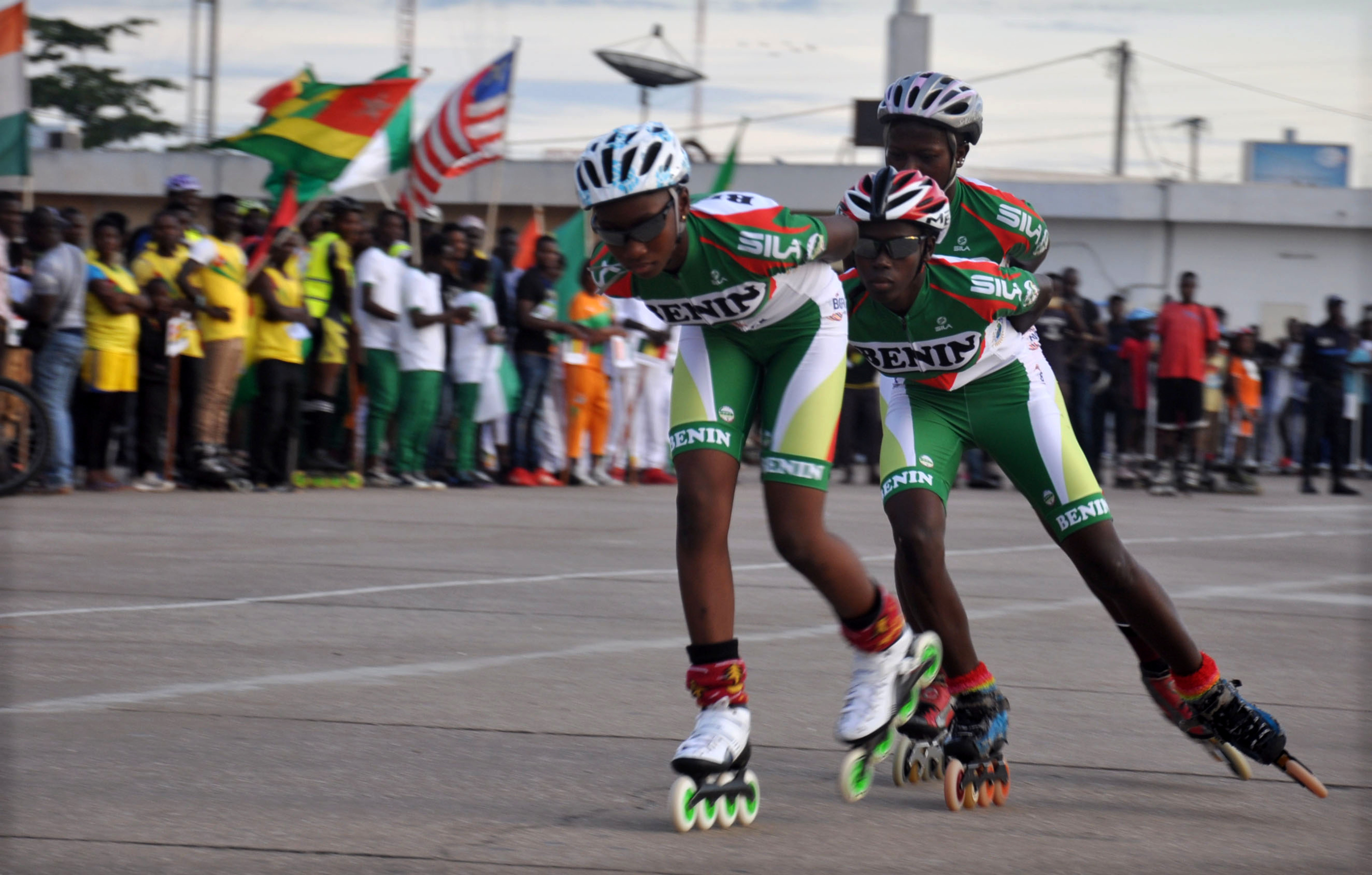
Démonstration de rollers.
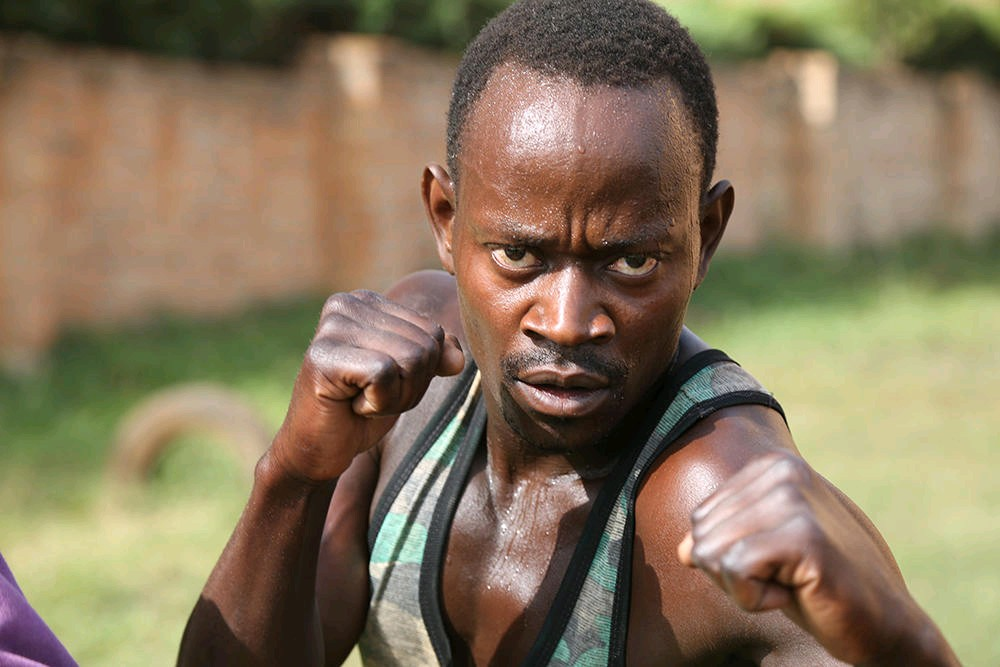
Le dambe.
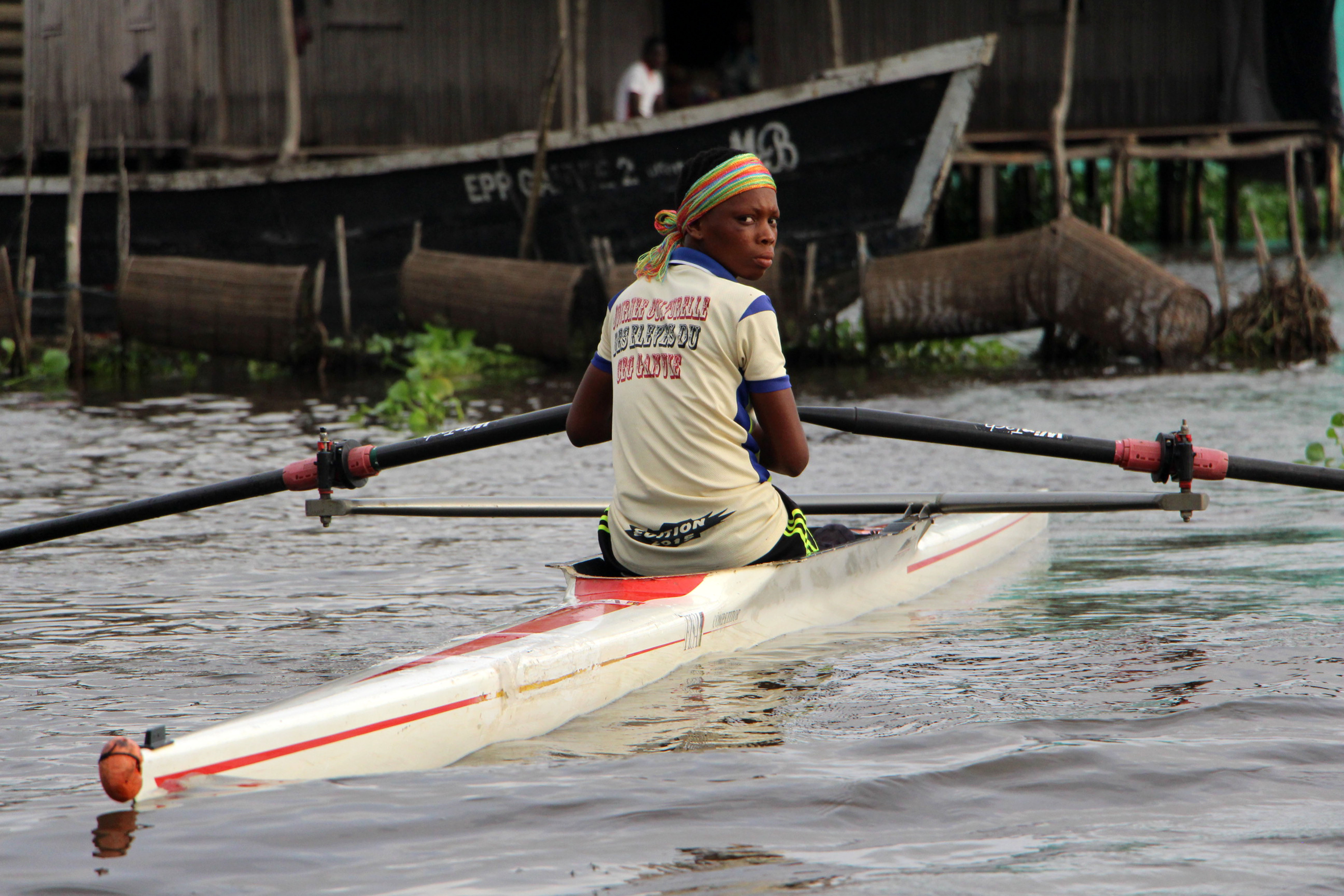
Course de pirogues à Ganvié.

## Médias
- Médias au Bénin

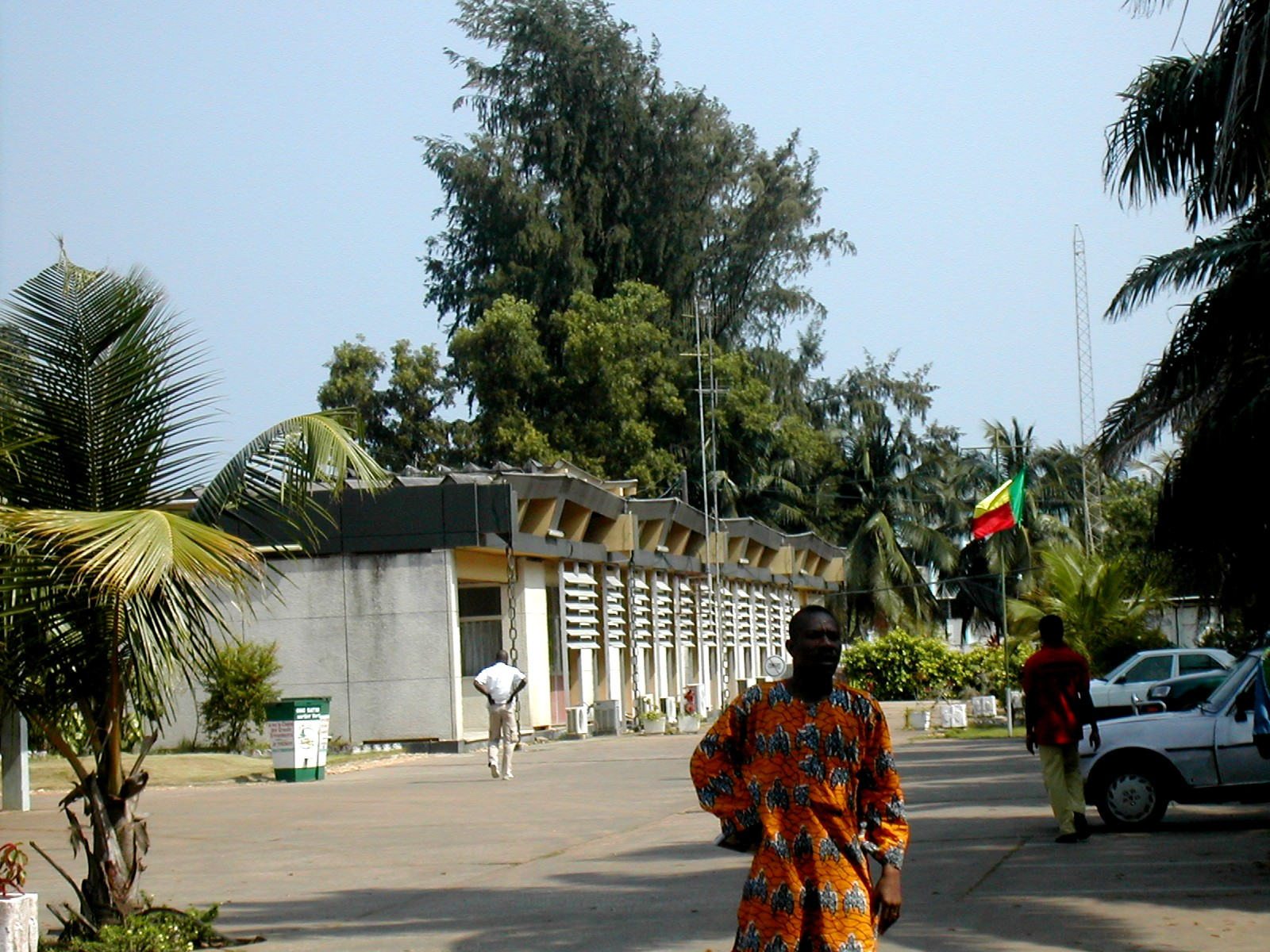
Siège de l'ORTB à Cotonou

La constitution du Bénin, adoptée en 1990, garantit et protège la liberté d'expression, y compris la liberté de la presse, dans ses articles 23 et 24. L'article 23 affirme que « Toute personne a droit à la liberté de pensée, de conscience, de religion, de culte, d’opinion et d’expression dans le respect de l’ordre public établi par la loi et les règlements ». L’article 24 dispose que « la liberté de la presse est reconnue et garantie par l’État. Elle est protégée par la Haute Autorité de l’Audiovisuel et de la Communication (HAAC) dans les conditions fixées par une loi organique ».
En 2016, le classement mondial sur la liberté de la presse établi chaque année par Reporters sans frontières situe le Bénin au 78e rang sur 180 pays. Les journalistes bénéficient d’une liberté d’expression certaine et, en cas de condamnation, les peines sont rarement effectuées. En revanche, depuis l’accession au pouvoir du régime actuel, l’opposition n’a pas accès à la télévision d’État.

### Presse écrite
- Journaux publiés au Bénin : Liste de journaux au Bénin (en)
- Agence Bénin Presse
- Journalistes béninois

### Radio
- Office de Radiodiffusion et Télévision du Bénin
- Télécommunications au Bénin (en)

### Télévision
- Office de Radiodiffusion et Télévision du Bénin
- Télécommunications au Bénin (en)

### Internet
- Télécommunications au Bénin (en)

## Littérature
- Littérature béninoise
- Liste d'écrivains béninois
- Quelques noms : Eustache Prudencio (1922-2001), Florent Couao-Zotti, (1964-), Daté Atavito Barnabé-Akayi (1978-), Sèdjro Giovanni Houansou (1987-)...

C'est une littérature essentiellement de langue française, née dans l'entre-deux-guerres, dans l'ancienne colonie du Dahomey. Les différents genres littéraires apparaissent dans l'ordre suivant : le roman, avec L'Esclave (1929) de Félix Couchoro, le théâtre (1933-1937), le conte et la légende (1941-1946) et enfin la poésie (1954).
Paul Hazoumé est l'auteur du premier roman historique africain (Doguicimi, 1938), mais, comme Couchoro, il ne dénonce pas l'emprise coloniale. Les premiers regards critiques sur la société apparaissent dans les années 1960, avec Olympe Bhêly-Quenum (1928-) ou Jean Pliya au théâtre.
Les années 1980 voient le développement de la bande dessinée béninoise et de la littérature féminine avec, notamment, Elena Miro K.

## Artisanats
- Arts appliqués, Arts décoratifs, Arts mineurs, Artisanat d'art, Artisan(s), Trésor humain vivant, Maître d'art
- Artisanat béninois[20]
- Marchés, foires, Village artisanal de Cotonou, Festival Artistique et Culturel Kobourou (FACK)[21],[22],[23], à Parakou

### Arts graphiques
- Calligraphie, Enluminure, Gravure, Origami
- Liste de sites pétroglyphiques en Afrique, Art rupestre

### Textiles

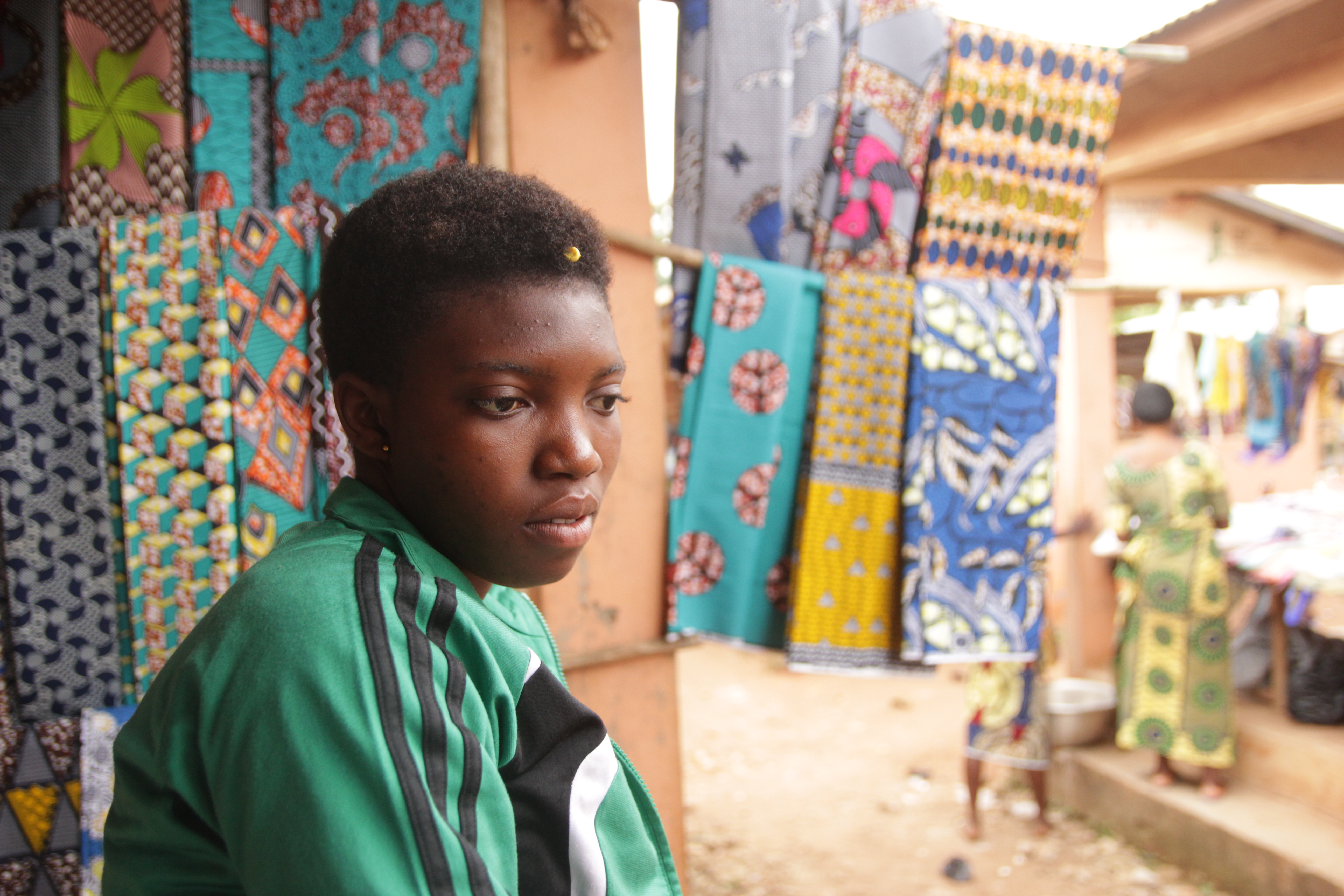
Vente de tissus pour la confection des tenues traditionnelles

- Art textile, Arts textiles, Fibre, Fibre textile, Design textile
- Mode, Costume, Vêtement, Confection de vêtement, Stylisme
- Technique de transformation textile, Tissage, Broderie, Couture, Tricot, Dentelle, Tapisserie,
- Teinture et tissage d'Abomey[24]
- Production textile artisanale du Dendi[25],[26]

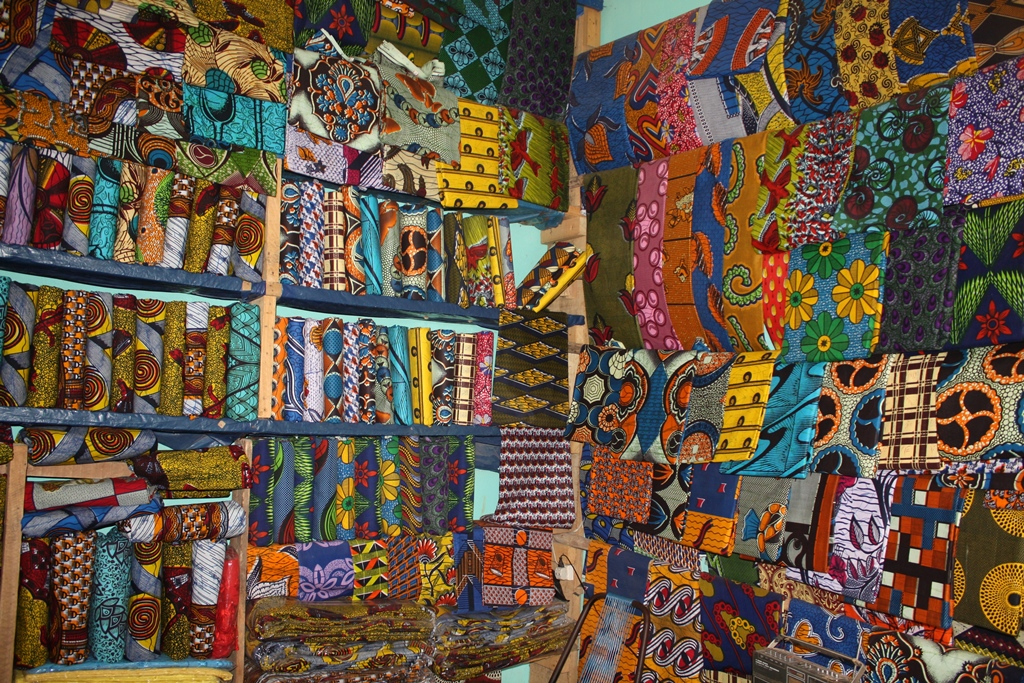
Boutisue de textiles

- Vannerie béninoise[27]

### Cuir
- Maroquinerie, Cordonnerie, Fourrure
- Maroquinerie béninoise[28]

### Papier
- Papier, Imprimerie, Techniques papetières et graphiques, Enluminure, Graphisme, Arts graphiques, Design numérique

### Bois

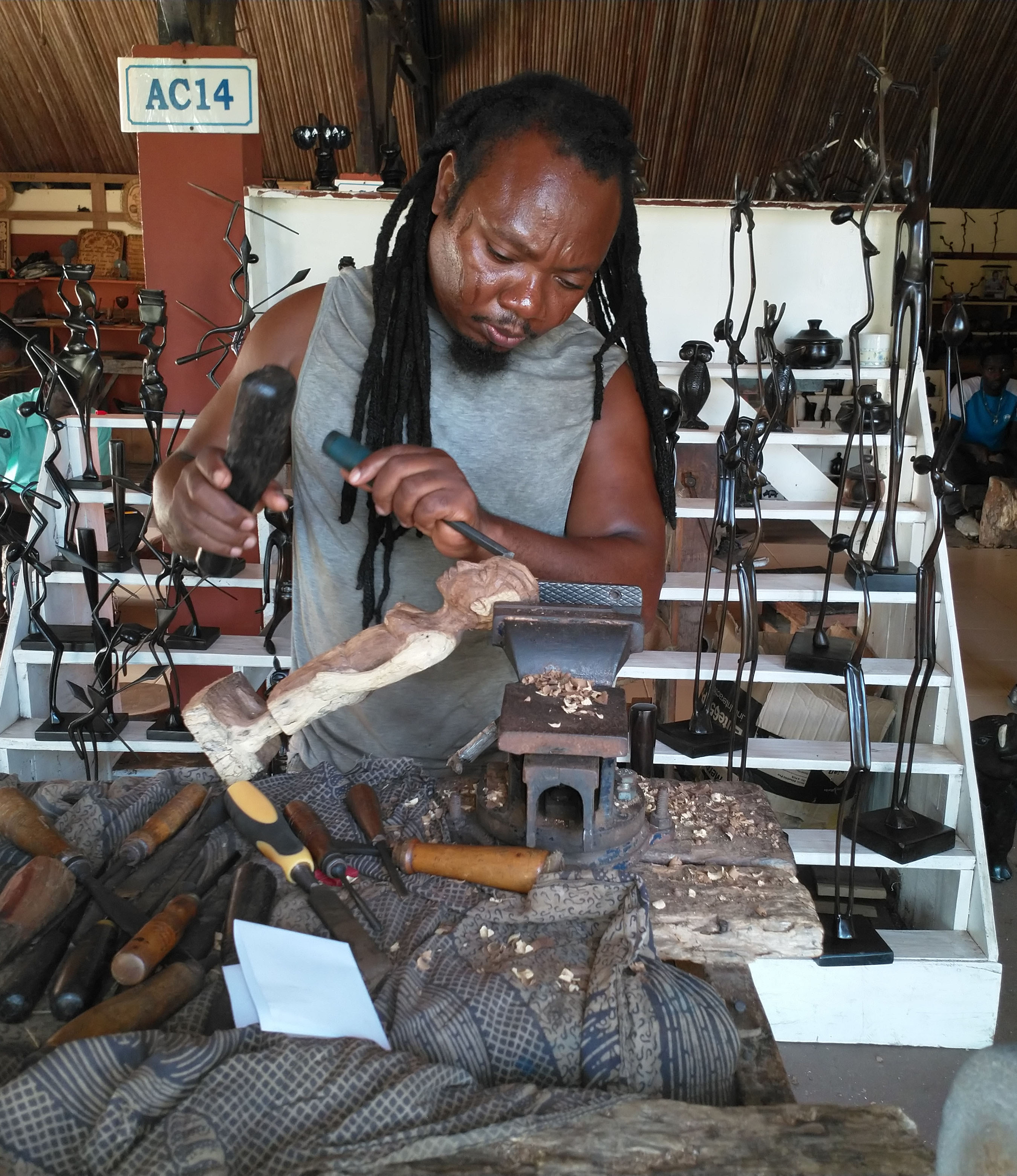
Sculpteur d'objets d'art.

- Travail du bois, Boiserie, Menuiserie, Ébénisterie, Marqueterie, Gravure sur bois, Sculpture sur bois, Ameublement, Lutherie
- Masques[29]
- Statuettes[30],[31]

### Métal
- Métal, Sept métaux, Ferronnerie, Armurerie, Fonderie, Dinanderie, Dorure, Chalcographie
- Bronze béninois[32],[33]
- Abomey, art de cour[34], Récade

### Poterie, céramique, faïence

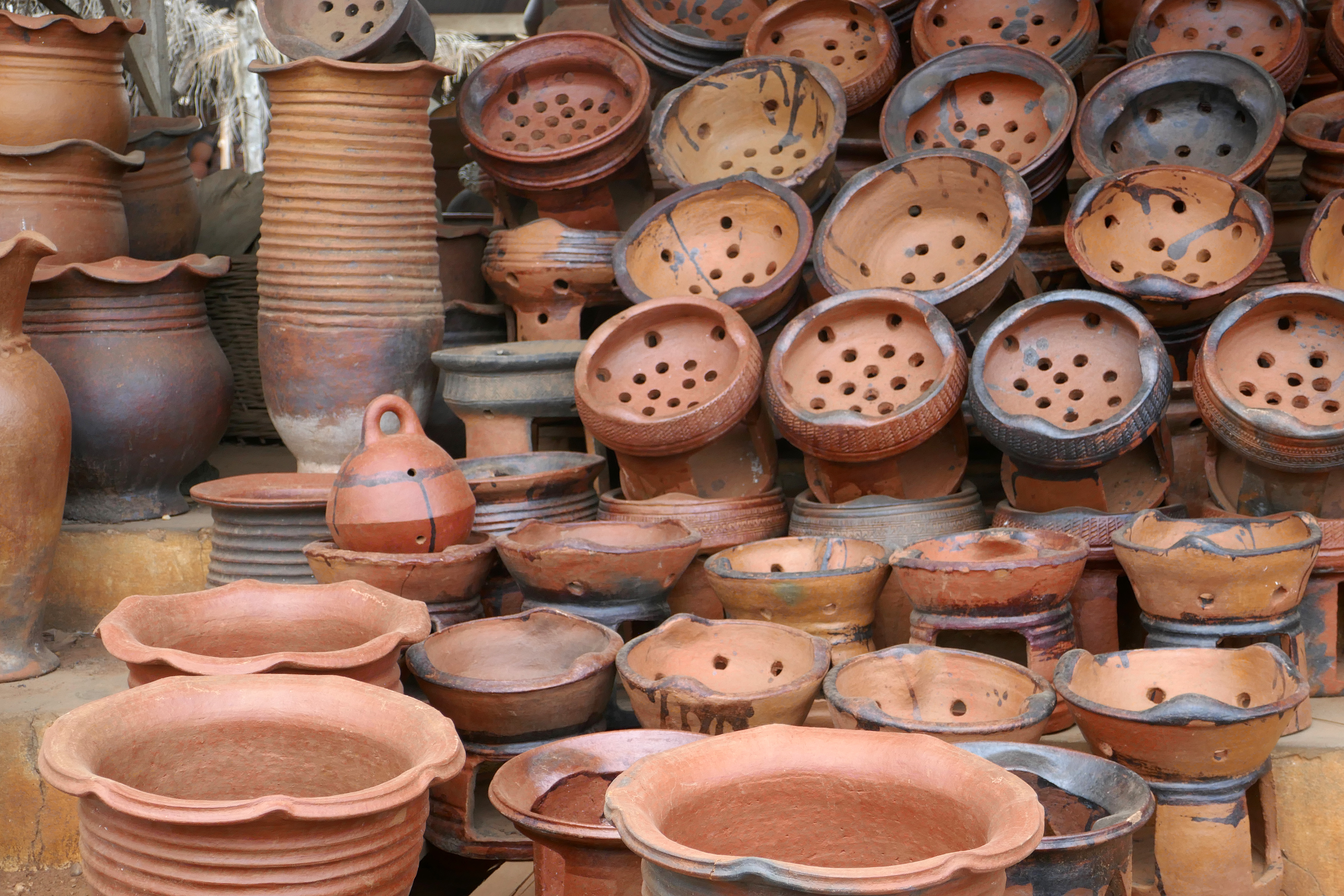
Poterie de Sè

- Mosaïque, Poterie, Céramique, Terre cuite
- Céramique d'Afrique subsaharienne
- Poterie au Bénin[35],[36],[37], poterie de Sè[38]

### Verrerie d'art
- Art verrier, Verre, Vitrail, Miroiterie

### Joaillerie, bijouterie, orfèvrerie
- Lapidaire, Bijouterie, Horlogerie, Joaillerie, Orfèvrerie
- Bijoux béninois[39]

### Espace
- Architecture intérieure, Décoration, Éclairage, Scénographie, Marbrerie, Mosaïque
- Jardin, Paysagisme

## Arts visuels
- Arts visuels, Arts plastiques, Art brut, Art urbain
- Art africain traditionnel, Art contemporain africain
- Artistes par pays
- Artistes béninois
- Artistes contemporains béninois
- Art contemporain à Abomey[40]
- Itutu
- Rappel historique 1900-2000[41]

### Dessin
- Auteur béninois de bande dessinée

### Peinture

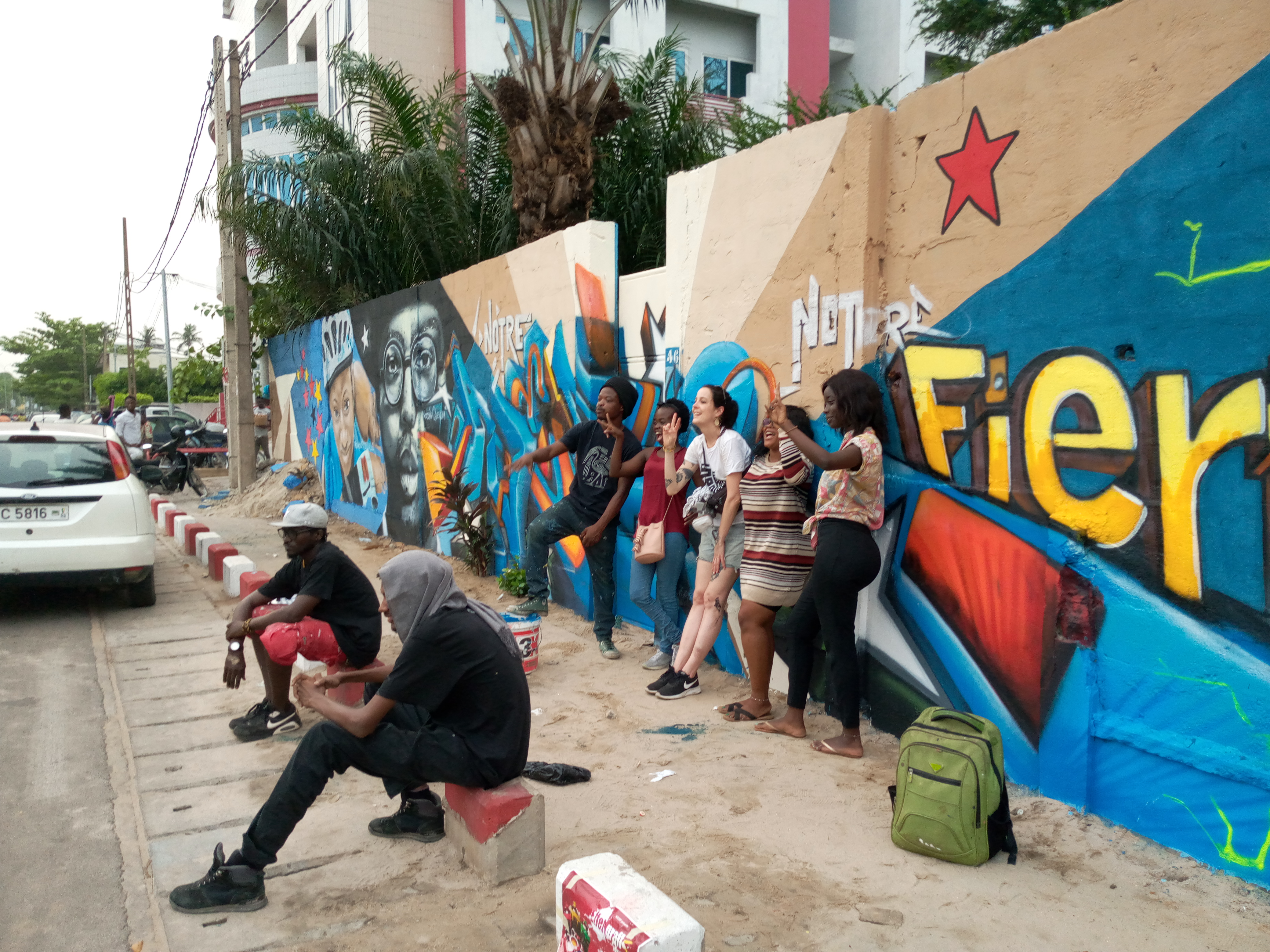
L'équipe Effet Graff 5 après une performance.

- Peinture, Catégorie:Peinture par pays
- Artistes contemporains[43],[44]
  - Charly d'Almeida, peintre et sculpteur
  - Moufouli Bello
  - Sènami Donoumassou
  - Koffi Gahou, plasticien, peintre, sculpteur, comédien
  - Pélagie Gbaguidi, peintre
  - Nobel Koty, peintre
  - Dominique Zinkpè, plasticien
  - Ponce Zannou,plasticien, peintre
- Graffiti
- Bas-reliefs du Dahomey (Guézo, Glèlè)[45]

### Sculpture

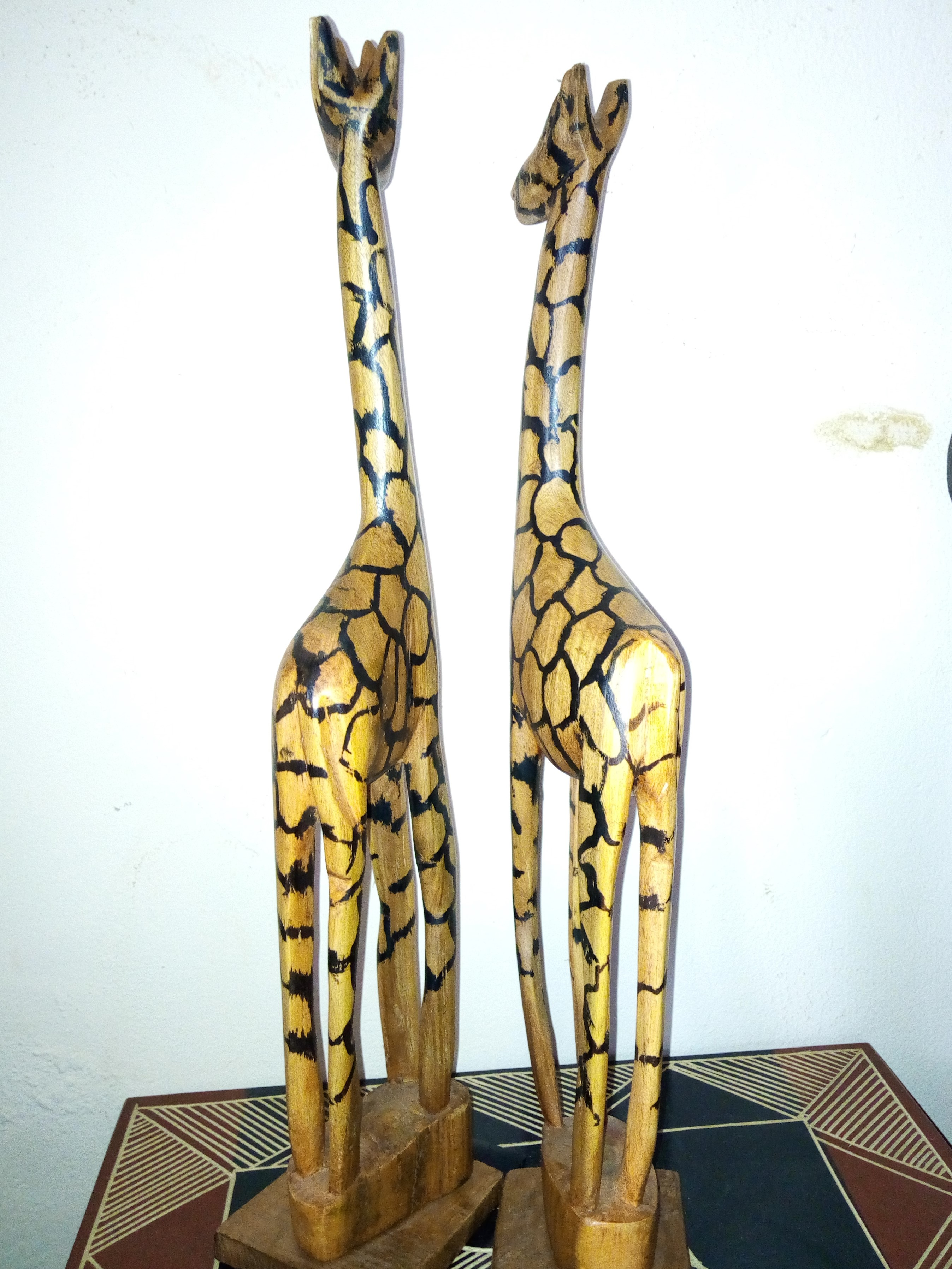
Sculpture à bois de girafes.

- Sculpteurs béninois[46]
- Sculpture sur bois[47] par les Atinkpato

### Architecture
- Atlas Architecture Bénin[48]

### Photographie
- Photographes béninois

## Arts du spectacle

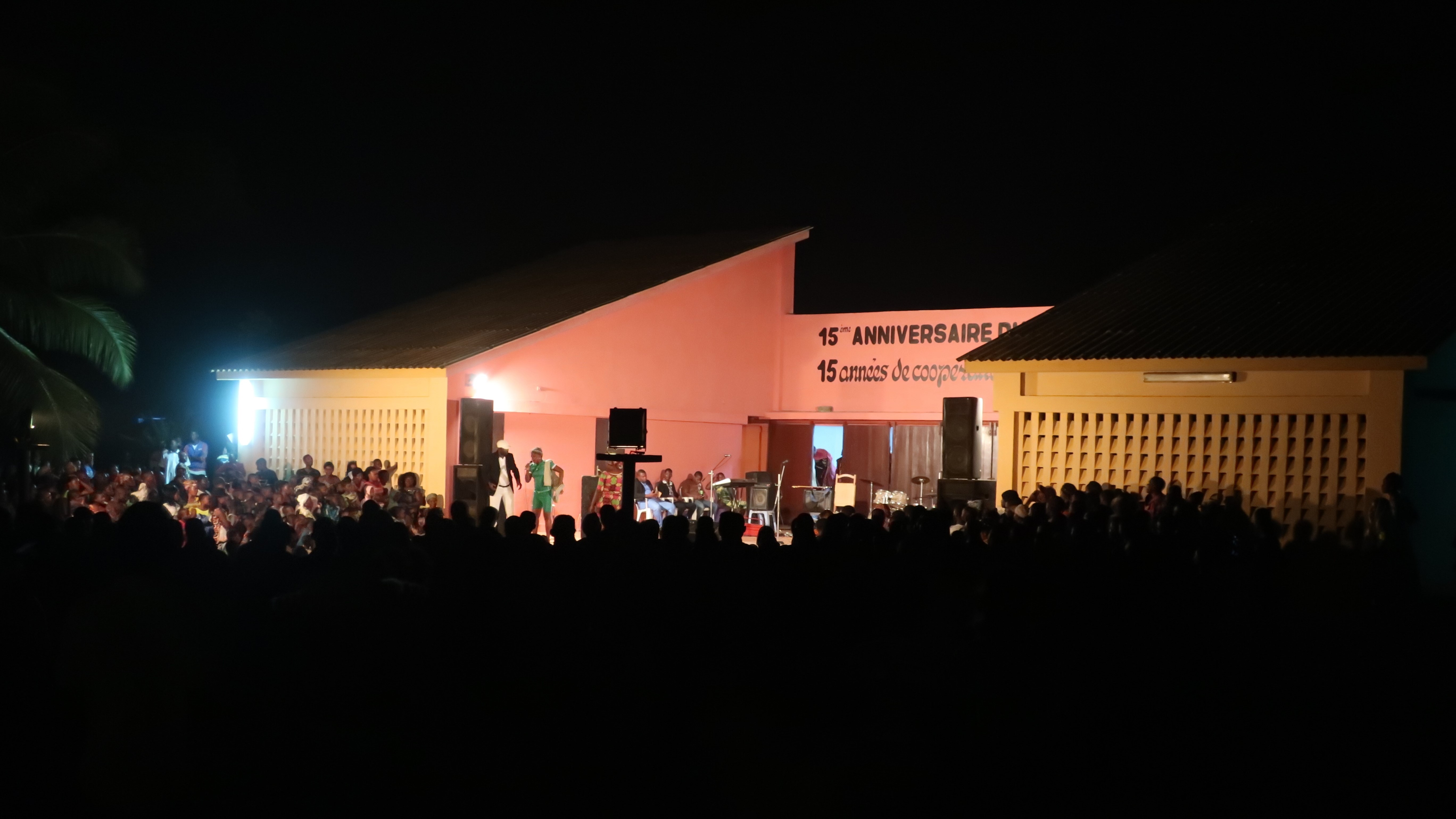
Concert nocturne à la Villa Karo (Grand-Popo).

- Spectacle vivant, Performance, Art sonore
- Complexe Artisttik Africa[49]
- Humoristes béninois

### Musique(s)
- Musiques par pays, Musique improvisée, Improvisation musicale

- Musique au Bénin[50], Musiques du Bénin (en)

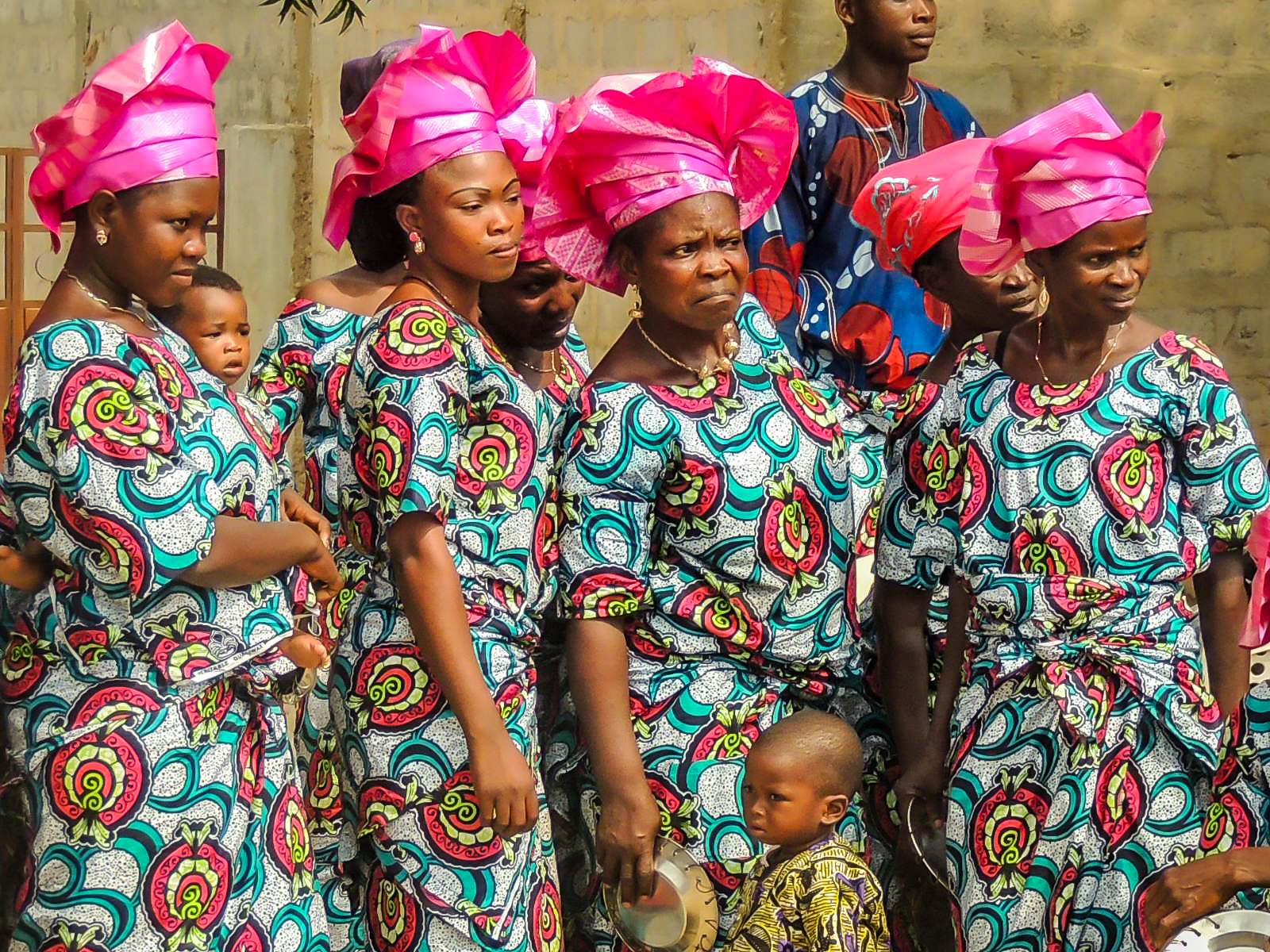
Groupe de musique traditionnelle au festival de musique et de danse de Ouidah

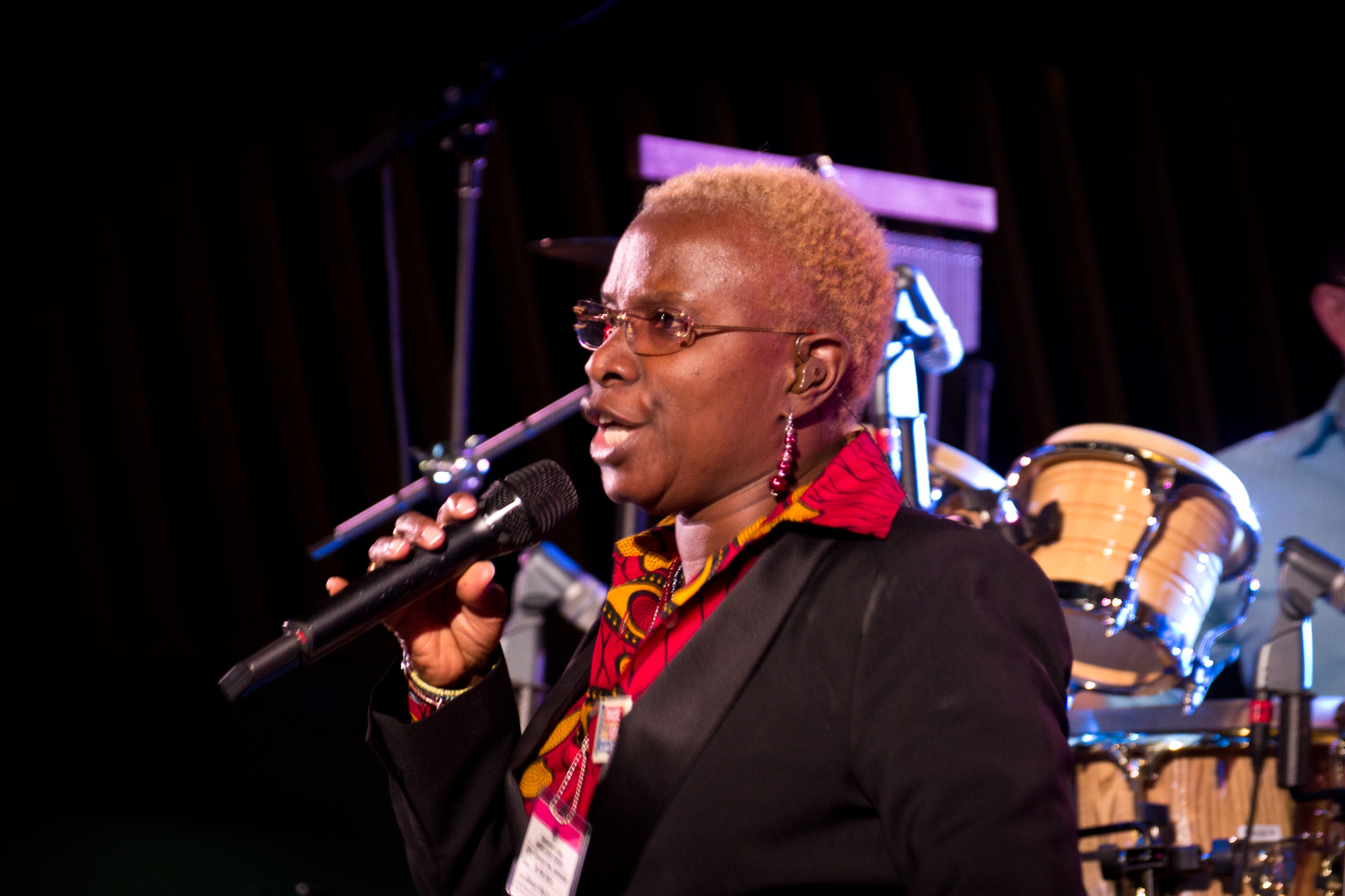
Angélique Kidjo aux Nations unies

- Chanteurs béninois, Chanteuses béninoises
- Angélique Kidjo, Zeynab Habib, Wally Badarou

#### Musique traditionnelle
Cette musique varie selon les nombreuses ethnies du pays : Zinli, Akonhoun, Tchinkounmè, Toba, Agbotchébou, Agbadja, etc

#### Musique post-indépendance
Le Bénin a produit certains des plus influents artistes de la deuxième moitié du XXe siècle,.
Mêlant les influences de la musique traditionnelle au funk et au Highline, des musiciens comme l'Orchestre Poly-Rythmo de Cotonou sont maintenant considérés comme l'un des groupes de funk de tout premier plan.
Surnommé « le baobab de la musique béninoise », Gnonnas Pedro est un chanteur, également musicien et compositeur de salsa qui a popularisé l'agbadja.

### Danse(s)
- Liste de danses : Super anges hwendo na bua ; Agbehoun
- Alkayida (en), danse akan
- Festival national des danses traditionnelles du Bénin (Ségan), depuis 2010[57],[58],[59]
- Conservatoire des Danses Cérémonielles et Royales d'Abomey[60]
- Azan mi naougi[61]

### Théâtre

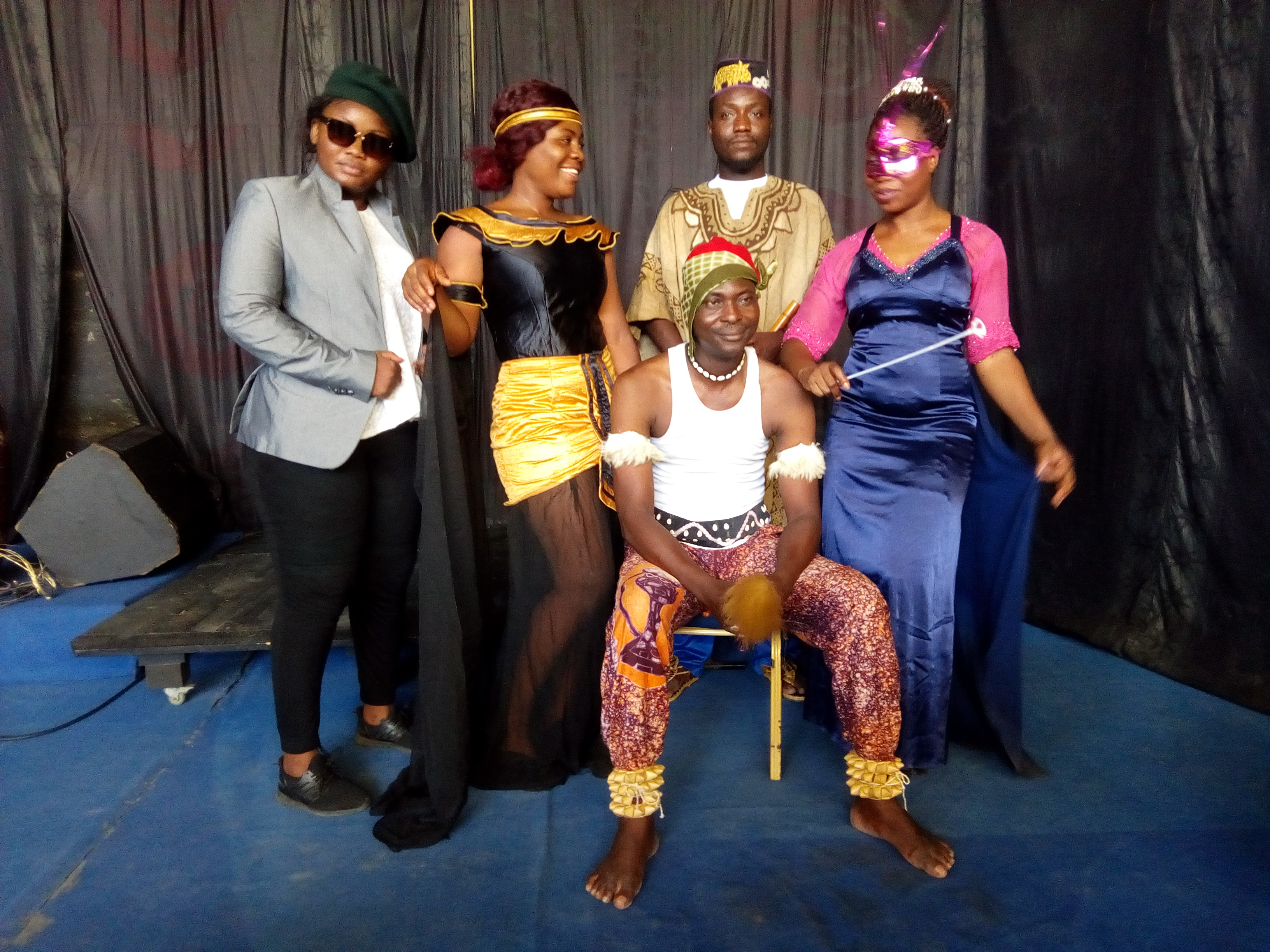
Troupe de théâtre Africa Sound City.

- Improvisation théâtrale, Jeu narratif
- Le Fâ comme source d'inspiration[62],[2]
- Festival international de théâtre du Bénin (FITHBE)
- Rencontres Internationale des Arts de l’Oralité (RIAO)
- Dramaturges béninois[63]
- Pipi Wobaxo
- William Ponty (1866-1915)
- Jean Pliya (1931-2015)
- José Pliya[64](1960-), Kondo le Requin,
- Camille Amouro (1963-)
- Ousmane Alédji (1970-)[65], Omon-mi (2005)[65],[66],[67]
- Daté Atavito Barnabé- Akayi[63]
- Florent Couao-Zotti[68]
- Apollinaire Agbazahou[69], Le gong a bégayé,
- Florent Eustache Hessou, Hermas Gbaguidi, Dansi Fernand Nouwligbéto, Patrice Toton[70]
- 2010 Mahougnon Kakpo, François Aurore, Emile Elomon, Jean-Paul Tooh-Tooh, Jérôme-Michel Tossavi[71], Claude Balogoun, Reine Oussou, Paterne Tchaou, Anirelle Ahouantchéssou, Serge Dahoui, Pacôme Alomakpé, Pelphide Tokpo
- FITHEB[63], Festival International de Théâtre du Bénin, depuis 2004
- Perform'Arts Bénin[72]
- Prix Plumes Dorées
- Compagnie Sémako[73]
- Fidèle Anato[71]

Le théâtre béninois est très vivant,,.
Sylvie Ndomé Ngilla fait un diagnostic positif pour tout le théâtre africain francophone dans son ouvrage Nouvelles dramaturgies africaines francophones du chaos (2014).

### Autres: marionnettes, mime, pantomime, prestidigitation
- Arts de la rue, Arts forains, Cirque,Théâtre de rue, Spectacle de rue,
- Marionnette, Arts pluridisciplinaires, Performance (art)…
- Arts de la marionnette au Bénin sur le site de l'Union internationale de la marionnette
- Cirque Topka[76]
- Festival international de marionnettes du Bénin (TENI-TEDJI), depuis 2010[77], par l'association Thakamou Culture Arts

### Cinéma

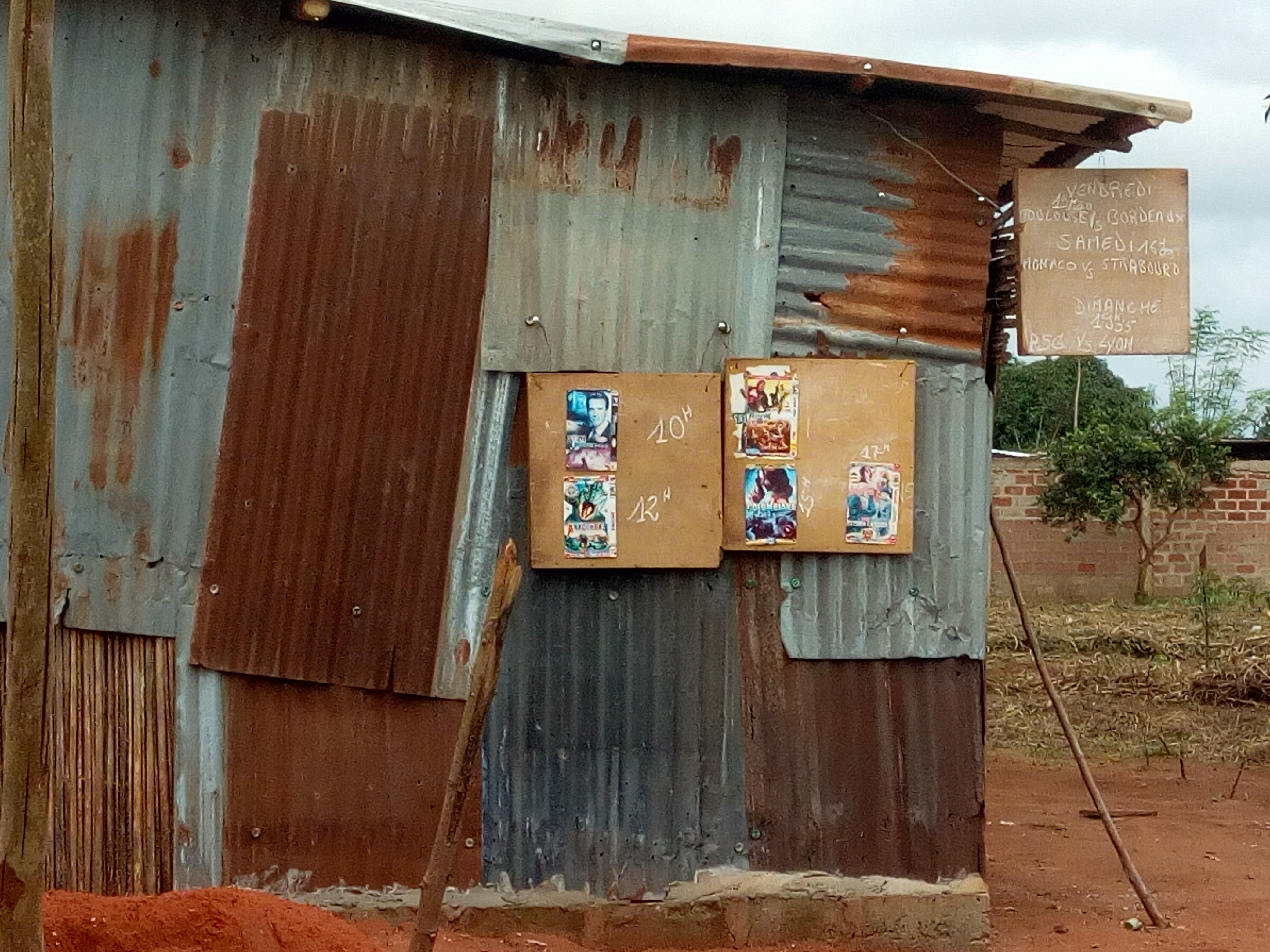
Vidéo-club à Abomey-Calavi.

- Cinéma béninois[78], Cinémas béninois
- Liste de films béninois
- Acteurs béninois[79], Actrices béninoises
- Réalisateurs béninois, Scénaristes béninois
  - Réalisateurs : Sylvestre Amoussou, Idrissou Mora Kpaï[80], Jean Odoutan[81],[82], François Sourou Okioh, Pascal Abikanlou
- Festival international du film de Ouidah, depuis 2003
- National Film and Television Institute (en) (Ghana), depuis 1978, devenu en 2017 Media and Creative Arts University College
- Cinéma africain, Golden Movie Awards, récompense concernant le cinéma et la télévision en Afrique, depuis 2015

### Autres
- Vidéo, Jeux vidéo, Art numérique, Art interactif
- Réseau africain des promoteurs et entrepreneurs culturels (RAPEC), ONG
- Société africaine de culture, association (SAC, 1956), devenue Communauté africaine de culture (CAC)
- Congrès des écrivains et artistes noirs (1956)
- Festival mondial des arts nègres (1966, 2010)
- Confréries de chasseurs en Afrique

## Tourisme

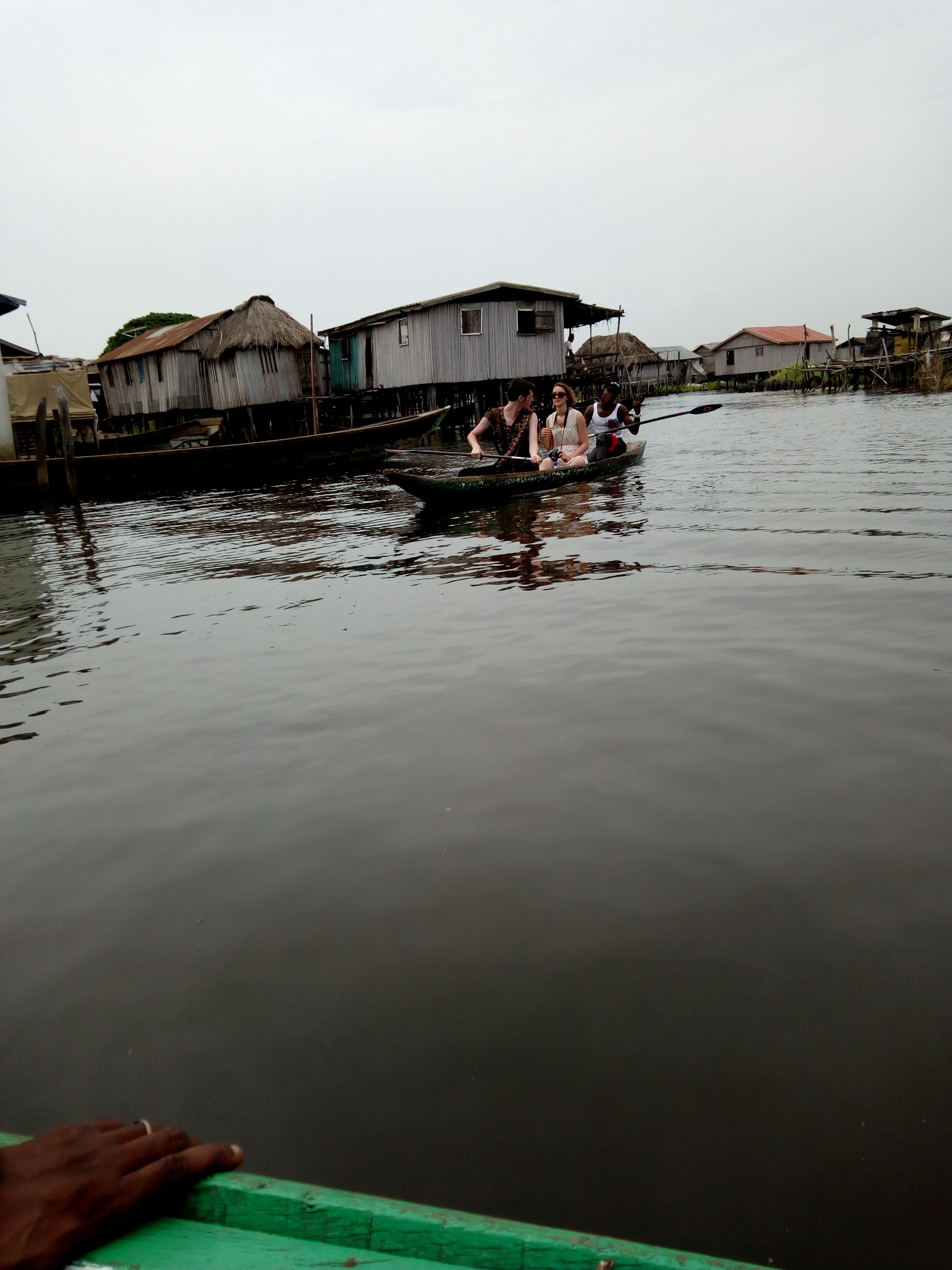
Tourisme par pirogue à Ganvié au Bénin.

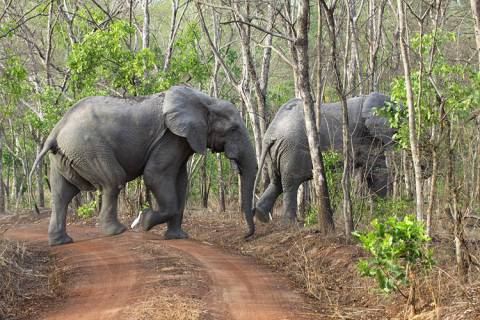
Parc pendjari.

- Tourisme au Bénin

## Patrimoine
- Connaissance du patrimoine immatériel du Bénin[6]

### Musées et autres institutions
- Liste de musées au Bénin

### Liste du Patrimoine mondial
Le programme Patrimoine mondial (UNESCO, 1971) a inscrit dans sa liste du Patrimoine mondial (au 12/01/2016) : Liste du patrimoine mondial au Bénin.

### Liste représentative du patrimoine culturel immatériel de l’humanité
Le programme Patrimoine culturel immatériel (UNESCO, 2003) a inscrit dans sa liste représentative du patrimoine culturel immatériel de l’humanité (au 15/01/2016) :
- 2008 : Le patrimoine oral Gèlèdé[83].

### Registre international Mémoire du monde
Le programme Mémoire du monde (UNESCO, 1992) a inscrit dans son registre international Mémoire du monde (au 15/01/2016) :
- 1997 : Affaires politiques du fonds colonial[84].

### Discographie
- (en) Yoruba drums from Benin, West Africa (enreg. Marcos Branda Lacerda), Smithsonian Folkways recordings, Washington, D.C., 1996
- Bénin : rythmes et chants pour les vodun (collec. François Borel), Archives internationales de musique populaire, Musée d'ethnographie, Genève ; VDE-Gallo, Lausanne, 1990
- Bénin : Bariba (collec. Charles Duvelle), Universal Division Mercury, Antony, 1999
- Bénin : Mahi (collec. Charles Duvelle), Universal Division Mercury, Antony, 2000
- Yoruba du Bénin : Sakara & Gèlèdé (collec. Charles Duvelle), Universal Division Mercury, Antony, 2002
- Chœurs royaux du Bénin : Fon-Gbé d'Abomey (enreg. Charles Duvelle), Universal Division Mercury, 2003
- Musiciens du Nord Bénin : Berba, Dendi, Dompago, Kotokoli, Pila, Somba, Tanéka, Yowabou (collec. Charles Duvelle), Universal, Antony, 2004

### Filmographie
- Les Chrétiens célestes entre tradition et modernité : une église du Bénin à l'écoute de ses visionnaires, film d'Albert de Surgy, CNRS Audiovisuel, Meudon, 1997, 75 min (VHS)
- Les Abiku, film de Jean-Jacques et Hélène Ducos, 2005, 15 min (DVD)
- La danse des Eguns : les festivités, film de Jean-Jacques et Hélène Ducos, 2005, 15 min (DVD)
- Les Zangbeto, film de Jean-Jacques et Hélène Ducos, 2005, 15 min (DVD)
- Titans et mosquées, film de Christophe Folcher, CNRS Images, Meudon, 2007, 52 min (DVD)